# مرسى علم
مَرْسَىٰ عَلَم هي مدينة سياحية مصرية تتبع محافظة البحر الأحمر، وتعد من المدن حديثة النشأة حيث بدأت تنميتها عام 1995 من خلال استثمارات مجموعة الخرافي الكويتية التي تبنت إنشاء المدينة بكل مرافقها ومنتجعاتها وبنيتها التحتية، لتصبح مرسى علم أحد أكثر بقاع مصر الجاذبة للسياحة. تقع المدينة على مساحة 38433 كم مربع، على بعد 274 كم جنوب الغردقة، و 134 كم جنوب القصير، ويتراوح ارتفاعها عن سطح البحر في حدود 60 متر. يقطنها حوالي 11497 من السكان أغلبهم من قبيلتي العبابدة والبشارية، ويتبعها ثلاث قرى هي برنيس، أبو الحسن الشاذلي، أبو غصون. تعتبر المدينة مركز عالمي للصيد والغوص والرحلات البحرية، كما يوجد بها مطار دولي ومارينا لليخوت ومركز للمؤتمرات بجانب المنتجعات والفنادق الفاخرة، وتنشط بصحرائها أعمال التنقيب عن الذهب بمنجم السكري.

## التاريخ

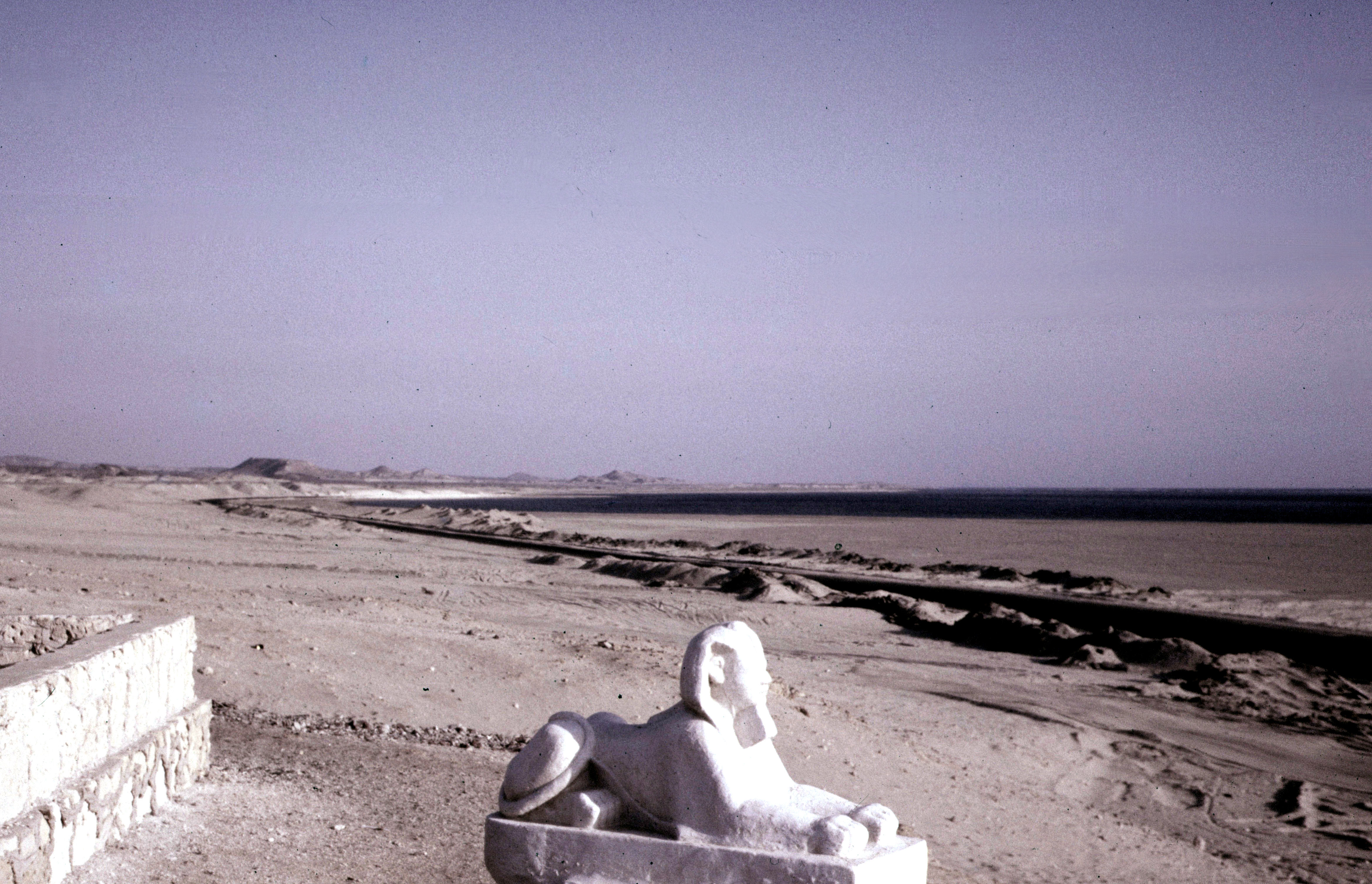
بقايا لآثار قديمة عام 1960

تعود تسمية مرسى علم إلى كلمة مرسى العلم، والمقصود بالعلم هو الجبل حيث تتميز المنطقة بكونها جبلية مرتفعة. واشتهرت المدينة في فترة العصر الفرعوني إلى العصر الروماني بمناجم الذهب، ولا تزال آثار تلك الفترة باقية حتى الآن في صورة بعض النقوش الفرعونية المحفورة في الصخور وتمثل صور حيوانات وصيادون من قدماء المصريون، بالإضافة إلى طريق يرجح أنه خطط في عصر بطليموس الثاني. خلال العصر الحديث ظلت المدينة صحراء كاملة حتى عام 1995 حينما بدأت الحكومة المصرية تطويرها كمنطقة اقتصادية سياحية، من خلال استثمارات مجموعة الخرافي الكويتية، التي تبنت إنشاء مدينة متكاملة بكل مرافقها ومنتجعاتها وطرقها وبنيتها الأساسية، لتصبح مرسى علم أحد أكثر بقاع مصر الجاذبة للسياحة.

## المعالم الطبيعية والسياحية
تعتبر مرسى علم من أجمل مناطق الغطس في مصر والعالم ووجهة محببة لهواة السفاري، حيث توجد بها مجموعة فريدة من الجزر من بينها جزيرة الزبرجد وجزيرة خوار وجزيرة الروكي وشهاب الفستون، كما يوجد بها مجموعة من الجبال والوديان الفريدة، ومجموعة من المناجم القديمة التي تم حفرها خلال العصور القديمة في الجبال المحيطة بها للتنقيب عن الذهب والزمرد، وبها يقع ضريح الشيخ أبو الحسن الشاذلي الذي يعتبر مركز إشعاع ثقافي وديني. كما تضم المدينة مستشفى متخصص في جراحات اليوم الواحد، ومركز مؤتمرات عالمي مجهز بأحدث التقنيات ويحتوي على قاعة مخصصة للاجتماعات تبلغ مساحتها 1950 م2.

### بورت غالب

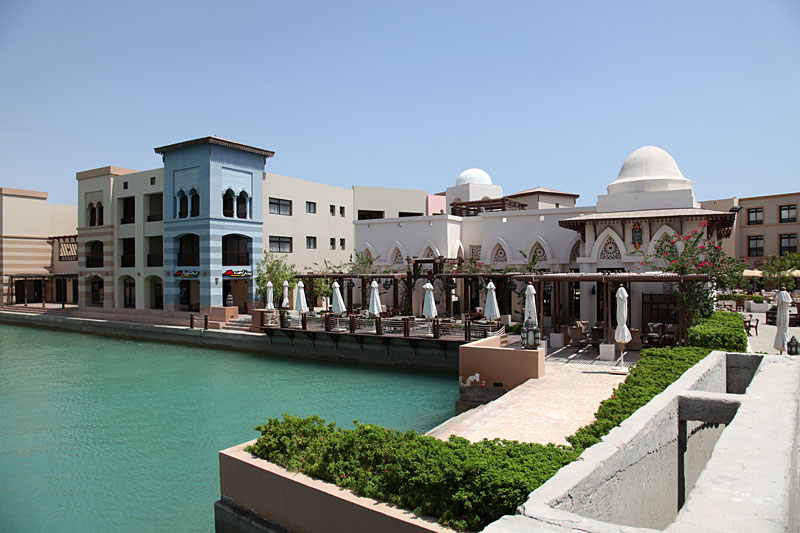
مقهى بورت غالب

بورت غالب هو منتجع سياحي متميز يقع على مساحة 8 ملايين م2 بمدينة مرسى علم، وأقيم باستثمارات تزيد على 1.2 مليار دولار. يشتهر المنتجع بجماله الرائع وتصميمه الفريد الذي روعي فيه الحفاظ على البيئة والثقافة وتنوع الأماكن الترفيهية، مع الانسجام قي الطبيعة البكر الرائعة. وبدأت شهرة المنتجع بالتوسع على الأفق العالمي حين اختارته جريدة صنداي إكسبريس البريطانية كأول منتجع للترفيه والمتعة في البحر الأحمر، حيث يمكن لزائريه القيام برحلات غوص بساحل البحر الأحمر والتمتع بألوان شعابه المرجانية الزاهية، والحياة البحرية الغنية بالكائنات النادرة. وفي أبريل 2008 استضاف المنتجع الجولتين الختاميتين لسباق القارات الدولي لزوارق الفورمولا 2000، بمشاركة 15 زورقاً من الإمارات والكويت وقطر والمملكة المتحدة وإيطاليا وفرنسا والسويد والنرويج والدنمرك وفنلندا.

### محمية صمداي

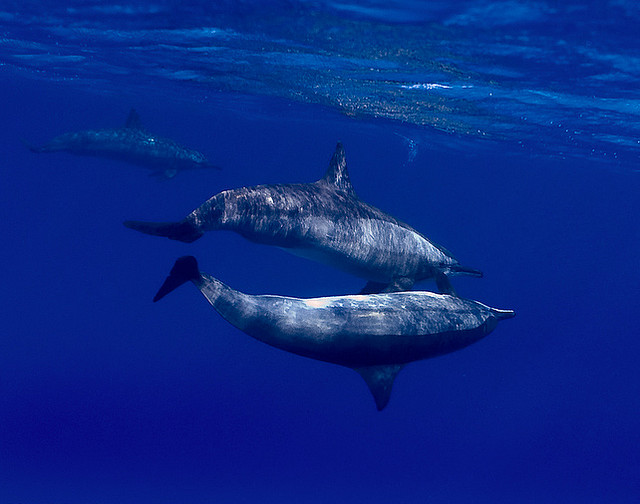
محمية صمداي

محمية صمداي أو بيت الدرافيل أو محمية الدلافين، هي منطقة حماية خاصة تبعد 14 كم عن مرسى علم وهي من أجمل بقاع البحر الأحمر وأندرها، وتعد أكبر محمية خاصة بالدلافين في العالم، وتضم أكثر من 5000 دلفين تخلد للنوم أثناء النهار بين شعاب صمداي، وتسبح وتنشط ليلاً. تتولى إدارة المحمية جمعية الحفاظ على البيئة بالبحر الأحمر (هيبكا) تطوعا، وذلك بنظام التحصيل مقابل خدمة زوار المحمية. ولا تقع المنطقة ضمن حدود المناطق المعلنة كمحميات وطنية، ولكن تم إعلانها كمنطقة حماية خاصة من خلال المجلس الشعبي المحلي وبقرار محافظ البحر الأحمر رقم 178 منذ عام 2004. تعود قصة المنطقة إلى نهاية التسعينات حين بدأت السياحة تنشط بمرسى علم بعدما عرف الزائرين بتواجد الدلافين داخل شعاب صمداي، وفي عام 2003 زاد عدد المراكب الزائرة للمنطقة إلى حوالى 30 مركب وأكثر من 1500، وكانت كافة المراكب تقوم بالتواجد داخل منطقة حرم الدلافين مما أدى إلى تأذي تلك الكائنات البحرية، فبادرت هيئات المجتمع المدني لحماية المنطقة، وبقرار محافظ البحر الأحمر بوضع خطة لإدارة المنطقة عن طريق تقسيمها إلى ثلاث نطاقات هي المنطقة «أ» وهي حرم للدلافين ومخصصة لتواجدها فقط وغير مسموح بدخولها من قبل الزائرين، المنطقة «ب» وهي مخصصة لممارسة أنشطة السباحة السطحية وغير مسموح بتواجد أي مراكب أو قوارب مطاطية وغير مسموح بالغوص واقتصاره خارج اللاجونة فقط، المنطقة «ج» ويسمح فيها بحركة القوارب الصغيرة المطاطية لتوصيل الزائرين إلى حدود المنطقة «ب»، مع قصر مواعيد الزيارة بين الساعة العاشرة صباحا حتى الساعة الثانية ظهرا بالنسبة لنشاطات السباحة السطحية، وحتى الساعة الثالثة عصراً بالنسبة لنشاط الغوص.

### محمية وادي الجمال

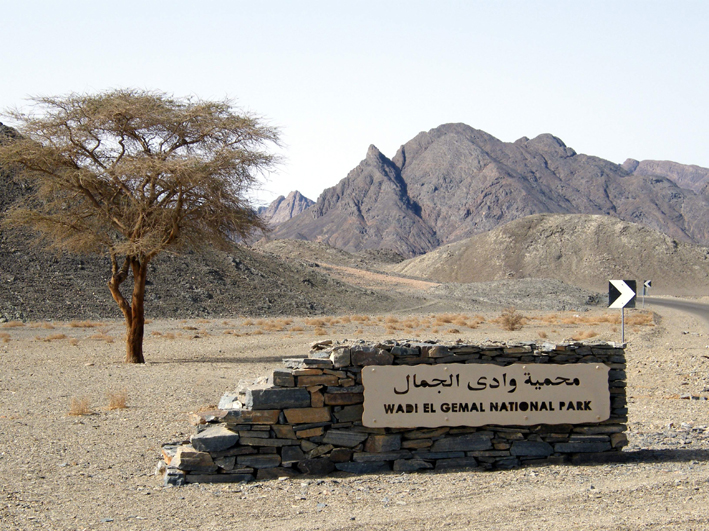
محمية وادي الجمال

تقع محمية وادي الجمال على مساحة 7450 كم، يمتد الجزء البري منها لمسافة 4770 كم، أما البحري فيمتد مسافة 2000 كم، وتغطي 60 كم من ساحل البحر الأحمر وتشمل جزر وادي الجمال والشعاب المرجانية وتجمعات الأعشاب البحرية، بالإضافة إلى جبل حماطة، ويوجد في بداية المحمية منبع مياه عذبة متدفق يمتزج مع مياه البحر مما يشكل مستنقعا منخفض الملوحة. تنقسم المحمية إلى عدة مناطق هي منطقة جزيرة وادي الجمال، وهي ثاني أكبر تجمع لطائر صقر الغروب، منطقة حنكوارب التي تبعد 18 كم جنوبي وادي الجمال وهي تتميز بالشواطئ والشعاب المرجانية، منطقة القلعان التي تبعد مسافة 9 كم شمال قرية حماطة، وتمتاز بوجود مساحات شاسعة من نبات المانجروف والعديد من أنواع الطيور المتوطنة والمهاجرة، منطقة جزر حماطة وهي تقع على بعد ميلين من الشاطئ المقابل لقرية حماطة وتتميز بأماكن لممارسة أنشطة السباحة والغوص. ترجع تسمية الوادي بهذا الاسم لوجود نبات بتلك المنطقة مستساغ للجمال، ولذلك كانت قبائل العبابدة المتواجدة في المنطقة تعثر على جمالها الشاردة في هذه المحمية. تنشط الحياة البرية والبحرية بالمحمية التي يتواجد بها الماعز الجبلي «الإيبكس»، غزال دوركاس، والذي يُعرف أيضا باسم العفري، غزال الأريل وهو أحد أصغر أنواع الغزلان وأكثرها شيوعاً، الوعول، الظباء، أكثر من 13 نوعا من الطيور منها صقر الغروب، والكائنات البحرية التي تضم أربع فصائل من سلطعون البحر، الأطوم، السلاحف الخضراء، قرش الحوت، سمكة عروس البحر، الدلافين، وأكثر من 13 فصيلة من الأسماك الصغيرة، أما التجمعات النباتية فتشمل 141 نوع منها أشجار المانجروف، أعشاب المستنقعات، نخيل دوم. ولا تخلو المنطقة من الآثار، حيث يحتضن الجبل معبد سكيت الواقع على بعد 60 كم داخل وادي الجمال. وللمحمية أربعة مداخل، وتم إنشاء ثلاثة مكاتب إدارية لها، فضلا عن وجود متحف لقبائل العبابدة تعرض فيه الأدوات التي يستخدمونها، كما يتم أيضاً تعليم سيدات القبائل المشغولات اليدوية وتسويقها وبيعها، وتقوم وزارة البيئة بتوفير دوريات لتطبيق قانون المحميات وقانون البيئة والرصد البيئي.

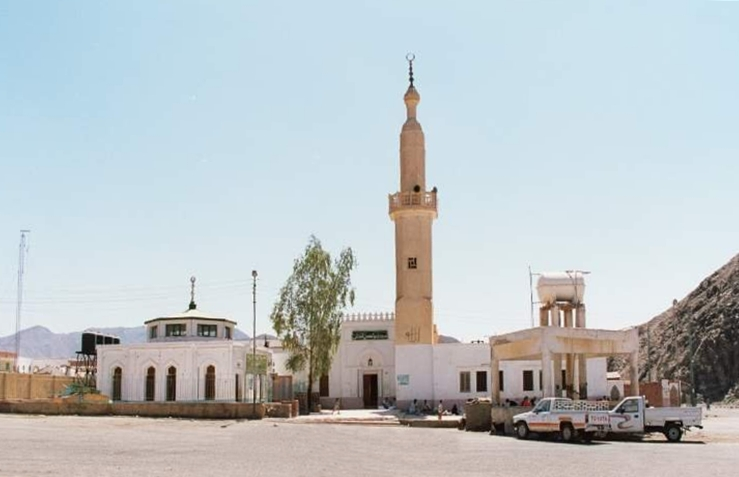
مسجد الإمام أبو الحسن الشاذلي

### ضريح أبو الحسن الشاذلي
هو ضريح ومسجد الشيخ أبو الحسن الشاذلي صاحب الطريقة الصوفية الشاذلية. تبلغ مساحة المسجد 4 آلاف متر ويقع بمنطقة جبل حميثرة بقرية أبو الحسن الشاذلي بجنوب مرسى علم. يتوافد على الضريح الآلاف من كل بقاع الأرض من المنتمين للطرق الصوفية الشاذلية، وتعود قصة بناءه إلى رحيل الشيخ الشاذلي إلى ميناء عيذاب لأداء فريضة الحج ووافته المنية عند جبل حميثرة، حيث مقامه وقريته الحالية، ودفنه تلميذه وصديقه المرسي أبو العباس. في عام 2016 بدأت أعمال مشروع سد وادي أم سمرة في قرية الشيخ الشاذلي بهدف حماية مسجد وضريح القطب الصوفي، والبنية الأساسية للقرية من أخطار السيول.

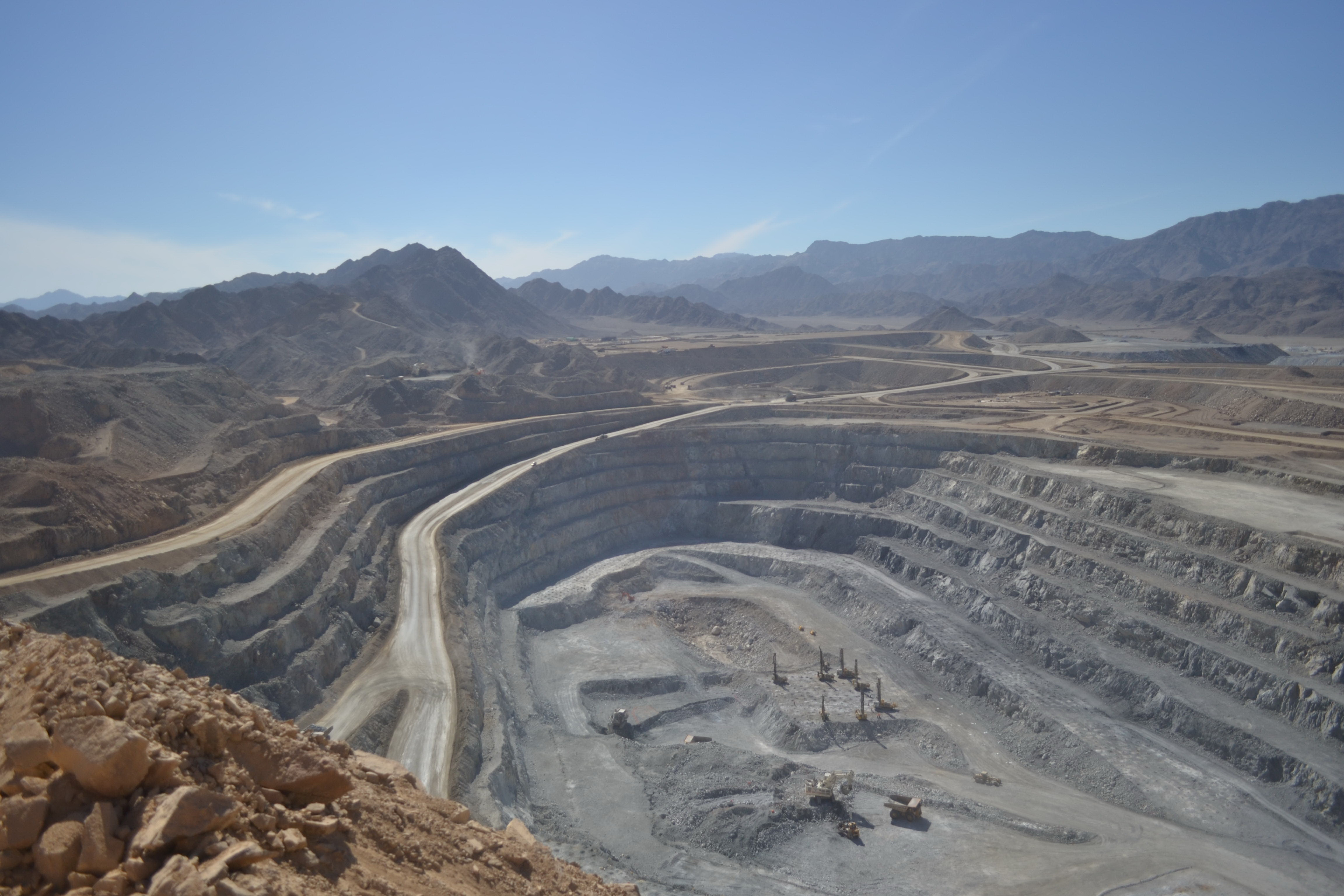
منجم السكري

### منجم السكري
مرسى علم هي إحدى المناطق المصرية الغنية باحتياطيات خام الذهب، والتي تتمثل في منجم السكري بالصحراء الشرقية الذي يعد ضمن قائمة أكبر 10 مناجم منتجة للذهب عالمياً. في مايو 2005 تم إنشاء شركة لمباشرة عمليات التنقيب بالمنطقة تحت مسمى «شركة السكري لمناجم الذهب» بمنطقة امتياز قدرها 160 كم2، جنوب غرب مدينة مرسى علم بحوالي 25 كم، وأنشئ لخدمة المنطقة مجمع تنقيب كامل يضم مصنع لإنتاج سبائك الذهب باستثمارات أسترالية تبلغ حوالي 420 مليون دولار.

## الجغرافيا والسكان

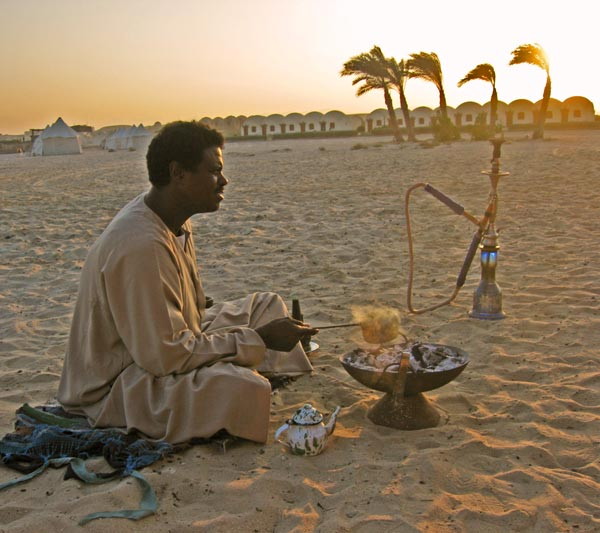
أحد أفراد قبيلة العبابدة

تقع مرسى علم مساحة 38433 كم مربع، على بعد 274 كم جنوب الغردقة، و 134 كم جنوب القصير، ويتراوح ارتفاعها عن سطح البحر في حدود 60 متر. يقطنها حوالي 11497 من السكان يمتهن أغلبهم الصيد أو الرعي أو العمل بالمناجم أو السياحة، ويمثل السكان الأصليين للمدينة قبيلتي العبابدة والبشارية والذين قطنوا الصحراء الشرقية منذ زمن بعيد واندمجوا مع العرب عقب الفتح الإسلامي لمصر، فأسلموا وتحدثوا العربية بجانب لغتهم الأصلية البدوية. يتبع المدينة ثلاث قرى هي برنيس وتعد من أشهر أماكن السياحة العلاجية، وقرية أبو الحسن الشاذلي وبها يقع وادي حميثرة، بجانب قرية أبو غصون.

### المناخ
جعل المناخ الصافي من مرسى علم مكاناً رائعاً لقضاء العطلات، حيث تصل درجات الحرارة في الشتاء إلى 31 درجة مئوية وتتراوح في الصيف ما بين 20 إلى 35 درجة مئوية.
| البيانات المناخية لـمرسى علم                                                        | البيانات المناخية لـمرسى علم | البيانات المناخية لـمرسى علم | البيانات المناخية لـمرسى علم | البيانات المناخية لـمرسى علم | البيانات المناخية لـمرسى علم | البيانات المناخية لـمرسى علم | البيانات المناخية لـمرسى علم | البيانات المناخية لـمرسى علم | البيانات المناخية لـمرسى علم | البيانات المناخية لـمرسى علم | البيانات المناخية لـمرسى علم | البيانات المناخية لـمرسى علم | البيانات المناخية لـمرسى علم |
| الشهر                                                                               | يناير                        | فبراير                       | مارس                         | أبريل                        | مايو                         | يونيو                        | يوليو                        | أغسطس                        | سبتمبر                       | أكتوبر                       | نوفمبر                       | ديسمبر                       | المعدل السنوي                |
| ----------------------------------------------------------------------------------- | ---------------------------- | ---------------------------- | ---------------------------- | ---------------------------- | ---------------------------- | ---------------------------- | ---------------------------- | ---------------------------- | ---------------------------- | ---------------------------- | ---------------------------- | ---------------------------- | ---------------------------- |
| الدرجة القصوى °م (°ف)                                                               | 29 (84)                      | 32 (90)                      | 35 (95)                      | 39 (102)                     | 45 (113)                     | 43 (109)                     | 43 (109)                     | 42 (108)                     | 39 (102)                     | 38 (100)                     | 34 (93)                      | 31 (88)                      | 45 (113)                     |
| متوسط درجة الحرارة الكبرى °م (°ف)                                                   | 24.1 (75.4)                  | 25.1 (77.2)                  | 26.9 (80.4)                  | 29.8 (85.6)                  | 33.1 (91.6)                  | 34.7 (94.5)                  | 35.5 (95.9)                  | 35.6 (96.1)                  | 34.2 (93.6)                  | 32.6 (90.7)                  | 29.3 (84.7)                  | 25.5 (77.9)                  | 30.5 (87.0)                  |
| المتوسط اليومي °م (°ف)                                                              | 18.6 (65.5)                  | 19.4 (66.9)                  | 21.4 (70.5)                  | 24.2 (75.6)                  | 27.9 (82.2)                  | 29.5 (85.1)                  | 30.5 (86.9)                  | 30.8 (87.4)                  | 29.3 (84.7)                  | 27.4 (81.3)                  | 24 (75)                      | 20.1 (68.2)                  | 25.3 (77.4)                  |
| متوسط درجة الحرارة الصغرى °م (°ف)                                                   | 13.2 (55.8)                  | 13.8 (56.8)                  | 15.9 (60.6)                  | 18.7 (65.7)                  | 22.7 (72.9)                  | 24.3 (75.7)                  | 25.5 (77.9)                  | 26 (79)                      | 24.4 (75.9)                  | 22.3 (72.1)                  | 18.7 (65.7)                  | 14.8 (58.6)                  | 20.0 (68.1)                  |
| أدنى درجة حرارة °م (°ف)                                                             | 5 (41)                       | 8 (46)                       | 11 (52)                      | 15 (59)                      | 16 (61)                      | 19 (66)                      | 22 (72)                      | 20 (68)                      | 19 (66)                      | 15 (59)                      | 12 (54)                      | 10 (50)                      | 5 (41)                       |
| الهطول مم (إنش)                                                                     | 0 (0)                        | 0 (0)                        | 0 (0)                        | 0 (0)                        | 0 (0)                        | 0 (0)                        | 0 (0)                        | 0 (0)                        | 0 (0)                        | 1 (0.0)                      | 3 (0.1)                      | 1 (0.0)                      | 5 (0.1)                      |
| متوسط الأيام الممطرة                                                                | 0                            | 0                            | 0                            | 0                            | 0                            | 0                            | 0                            | 0                            | 0                            | 0                            | 0                            | 0                            | 0                            |
| ساعات سطوع الشمس الشهرية                                                            | 279                          | 283                          | 310                          | 330                          | 372                          | 390                          | 403                          | 372                          | 330                          | 310                          | 300                          | 279                          | 3٬958                        |
| المصدر #1: Climate-Data.org, Weather2Travel for sunshine and rainy days             |                              |                              |                              |                              |                              |                              |                              |                              |                              |                              |                              |                              |                              |
| المصدر #2: Voodoo Skies and MarsaAlam.com for record temperatures, HolidayCheck.com |                              |                              |                              |                              |                              |                              |                              |                              |                              |                              |                              |                              |                              |

## النقل والمواصلات

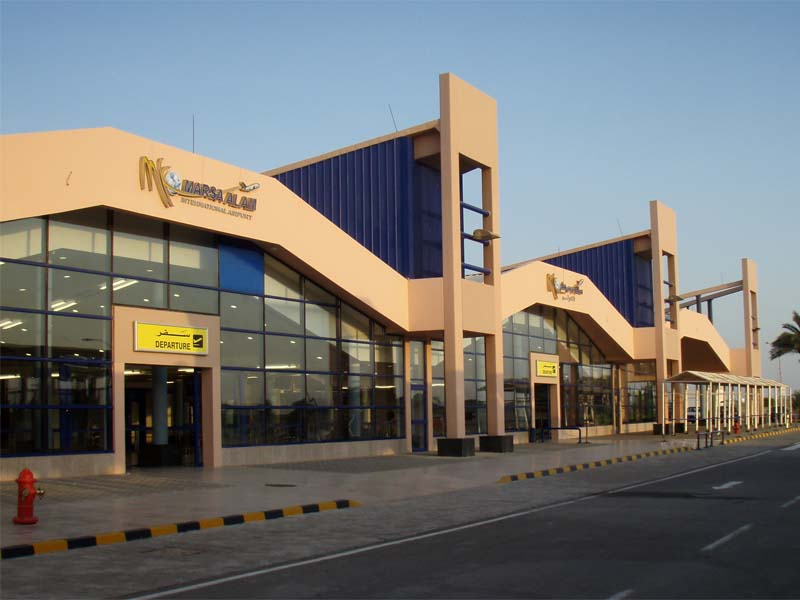
مطار مرسى علم الدولي

### ميناء مرسى علم الجوي
بدأ العمل في مطار مرسى علم في مارس 1999، وافتتح للطيران التجاري في 1 أكتوبر 2001، وافتتح رسمياً في أكتوبر 2003 بسعة تصل إلى 600 راكب/ساعة. وأنشئ بهدف خدمة المنطقة الساحلية في جنوب البحر الأحمر من مدينة القصير حتى مدينة مرسى علم بطول 120 كم. يبعد المطار 34 ميل بحري شمال غرب مدينة مرسى علم، و 210 كم جنوباً عن الغردقة. وتنشط فيه حركة الطائرات القادمة من إيطاليا وألمانيا وفرنسا وإنجلترا بغرض السياحة. يشتمل المطار على مبنى للركاب مقام على مساحة 5000 متر مربع يضم سيور للحقائب وأجهزة أمن وتسهيلات للركاب ومكاتب للعاملين والسلطات وشركات الطيران والبنوك ونظم الإعلان بمعلومات الرحلات، برج المراقبة، مبنى إطفاء الحريق، مساعدات ملاحية، أجهزة أرصاد جوية. يقوم على إدارة وتشغيل المطار شركة شركة إيماك لإدارة وتشغيل المطارات إحدى شركات مجموعة الخرافي الكويتية بنظام التشييد والتشغيل ونقل الملكية.

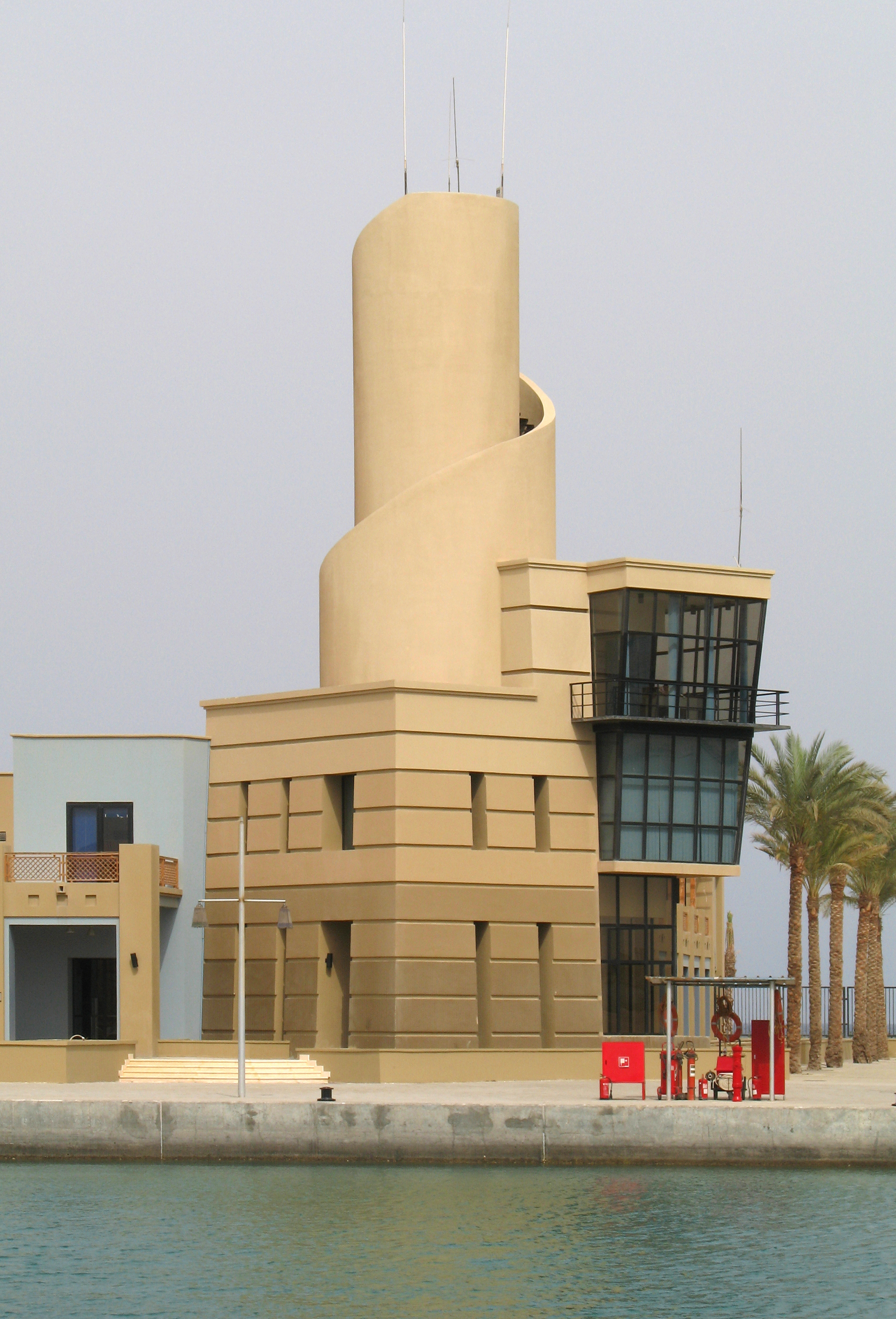
مقر إدارة مارينا بورت غالب

### مارينا اليخوت
يقع مارينا مرسى علم البحري أو مارينا بورت غالب على بعد 65 كم شمال مدينة مرسى علم، و 75 كم جنوب مدينة القصير، و 4 كم جنوب مطار مرسى علم الدولي. وتبلغ مساحته الكلية 315872 م2، بمساحة بحرية تبلغ 277872 م2، ويبلغ طول أرصفته الأسمنتية الثابتة 5200 م2، والمساحة الأرضية حول الأرصفة 35000 م2. يتمثل النشاط الرئيسي للمارينا في استقبال اليخوت السياحية الأجنبية والمحلية، ويعمل على مدار 24 ساعة، ويتردد عليه سنوياً متوسط حوالي 2000 يخت، فيما تصل قدرته الاستيعابية إلى 1050 يخت. أنشئ المارينا ويقوم على إدارته شركة مرسى علم للتنمية السياحية، وجهز المارينا بفرق لإصلاح اليخوت، مساعدات ملاحية إلكترونية، مرافق استقبال مخلفات السفن، وحدات تغذية اليخوت بالمياه العذبة والكهرباء والاتصالات، خدمات للتزود بالوقود والزيوت، أدوات الأمن والسلامة والحفاظ على البيئة ومكافحة الحرائق والتلوث، كما يوفر خدمة الإرشاد والمساعدة في رسو اليخوت. ويوجد به شمندورة اقتراب ملاحية رئيسية مضاءه ليلاً إلكترونياً في عمق البحر على بعد 60 متر من بداية القناة الملاحية لإرشاد اليخوت القادمة إلى الميناء للاقتراب ودخول القناة الملاحية.

### الطرق البرية
يصل مرسى علم بباقي مدن محافظة البحر الأحمر ومدن جنوب مصر عدة طرق برية تتمثل في طريق إدفو/مرسى علم بطول 230 كم والذي بدأ إنشائه أواخر عام 2005 وافتتح في يوليو 2007 بتكلفة 7.7 مليون جنيه، بالإضافة إلى طرق مرسى علم/القصیر، مرسى علم/الشلاتین، الشیخ الشاذلي/برانیس، طريق سیدي سالم/الشیخ الشاذلي.

## معرض صور

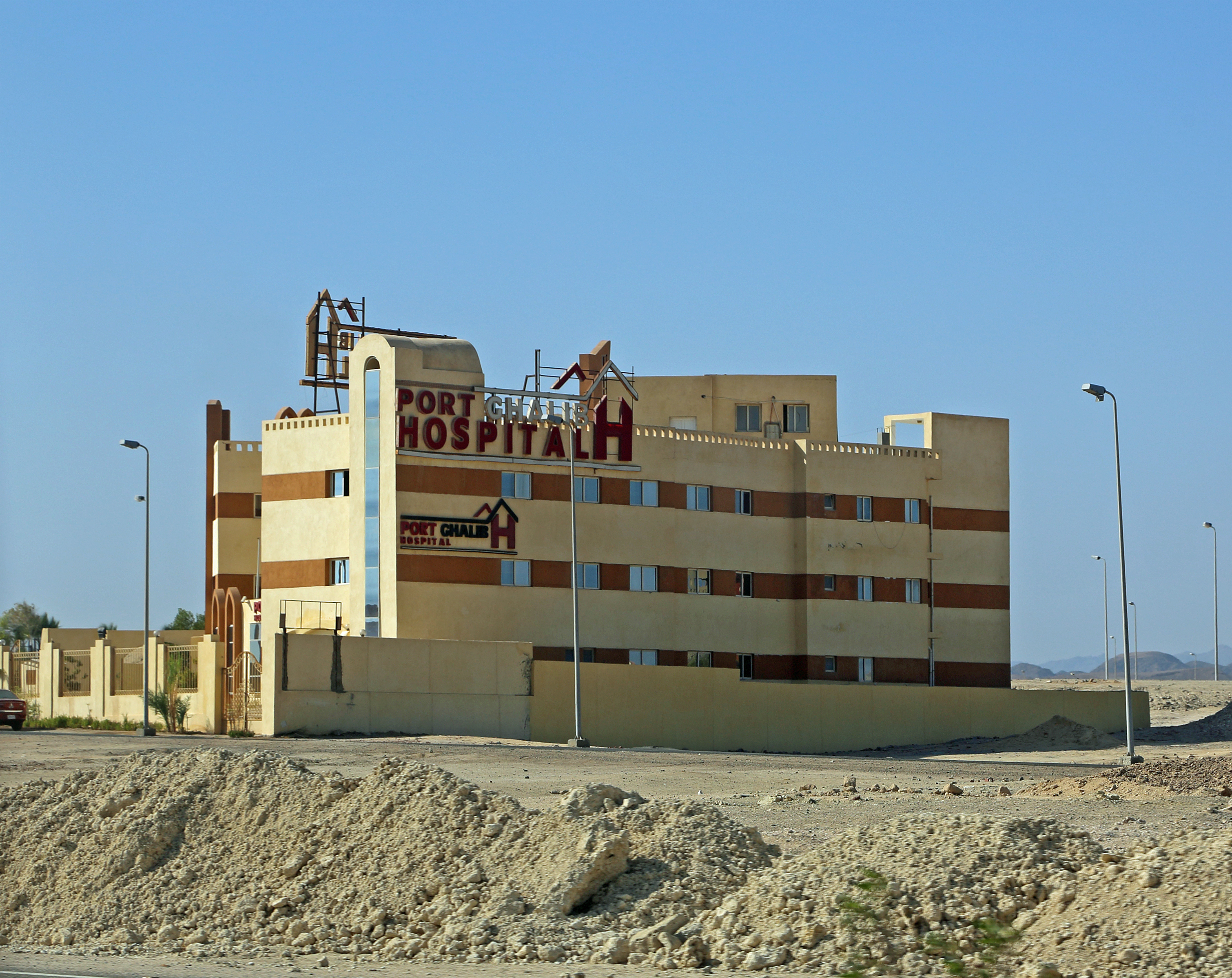
منتجع بورت غالب (المستشفى)
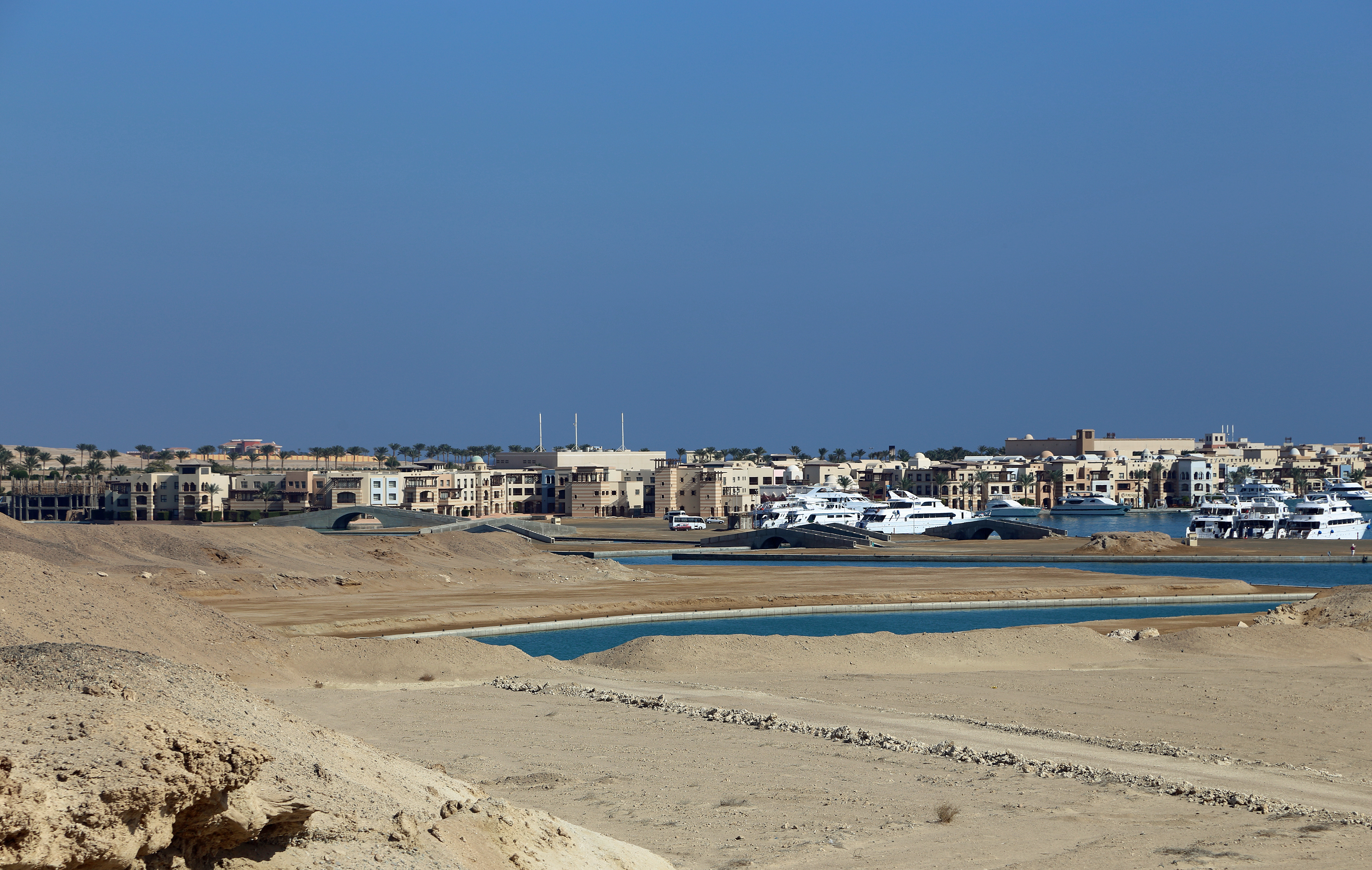
منتجع بورت غالب
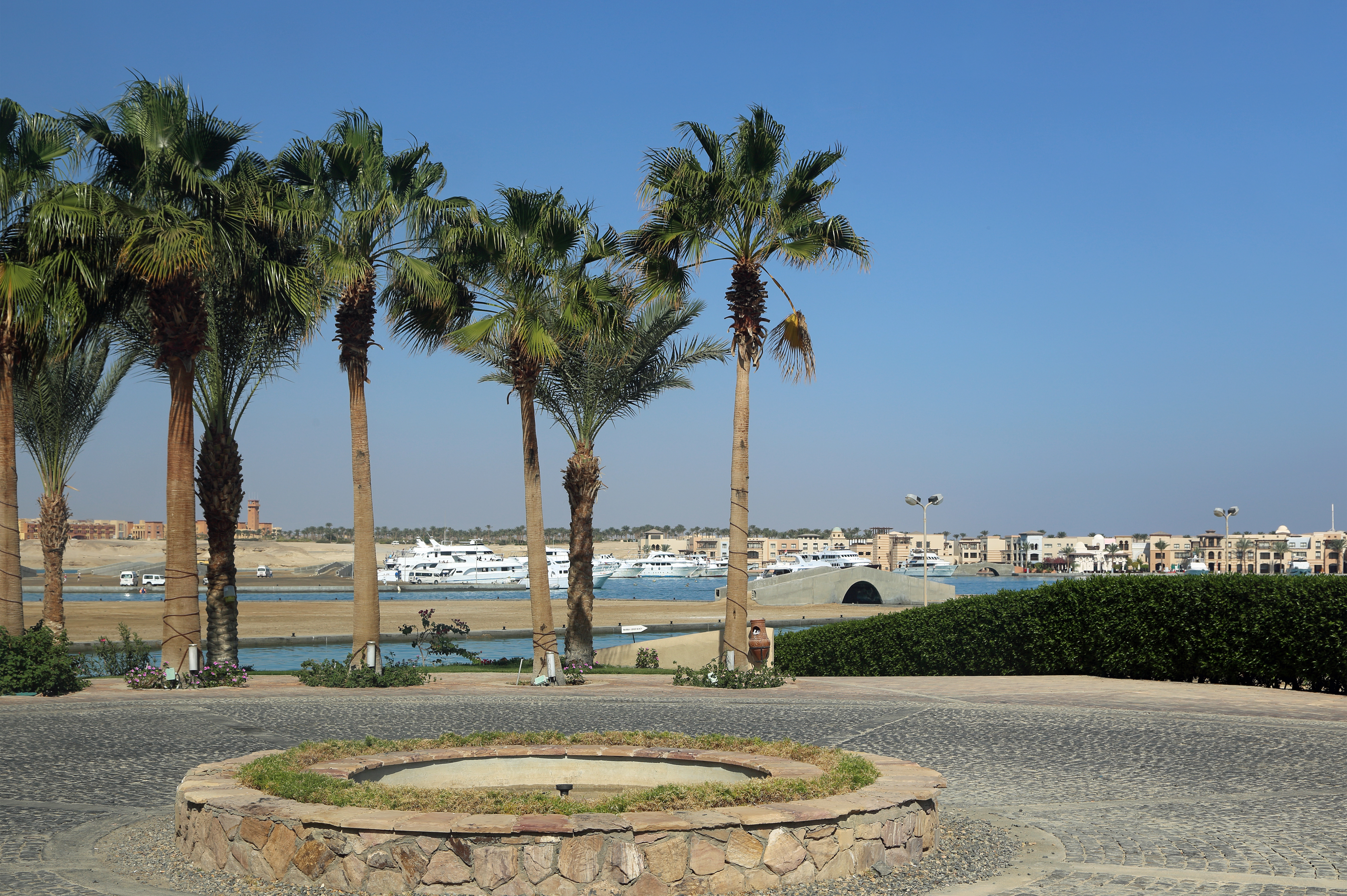
منتجع بورت غالب
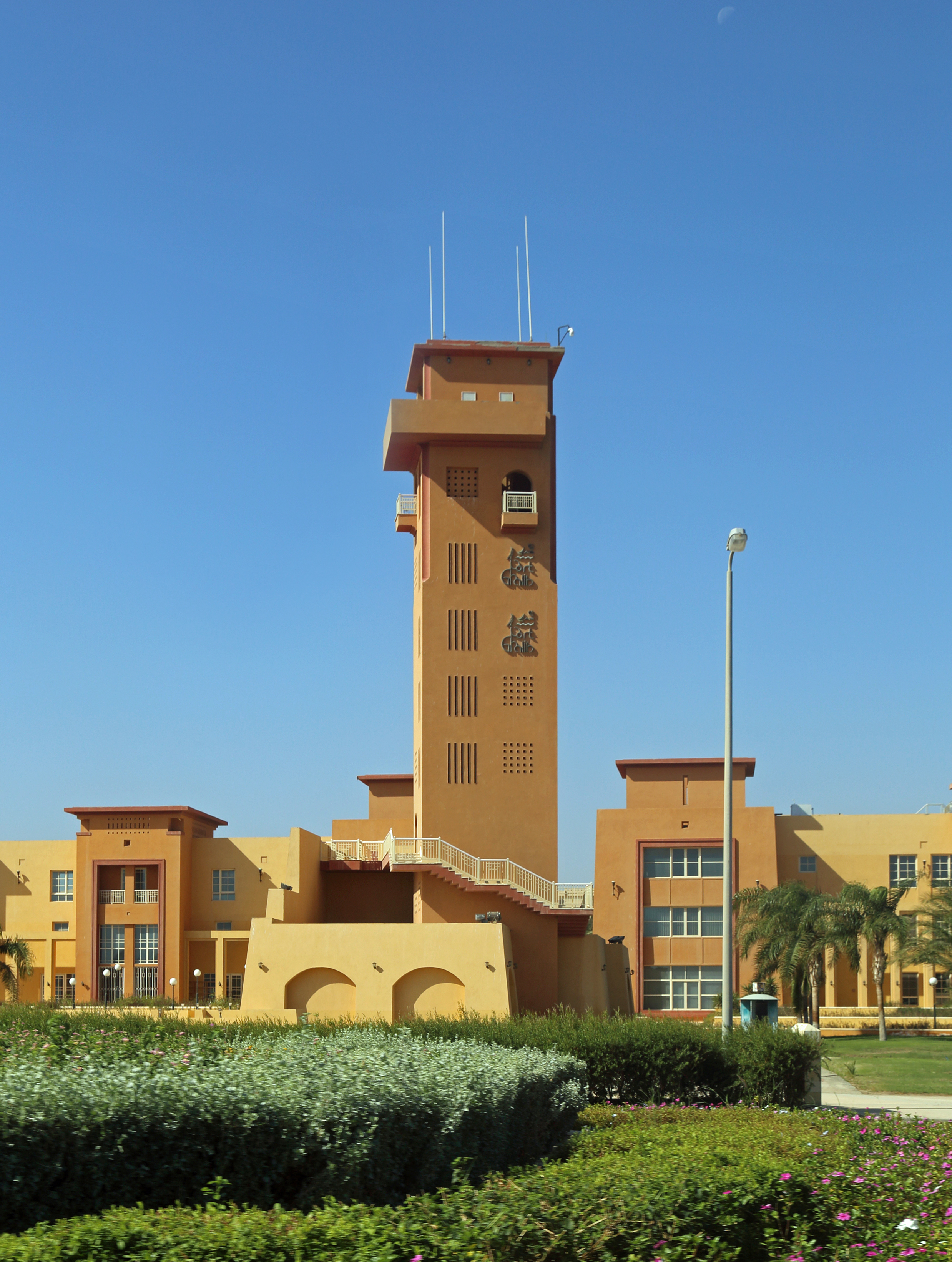
منتجع بورت غالب
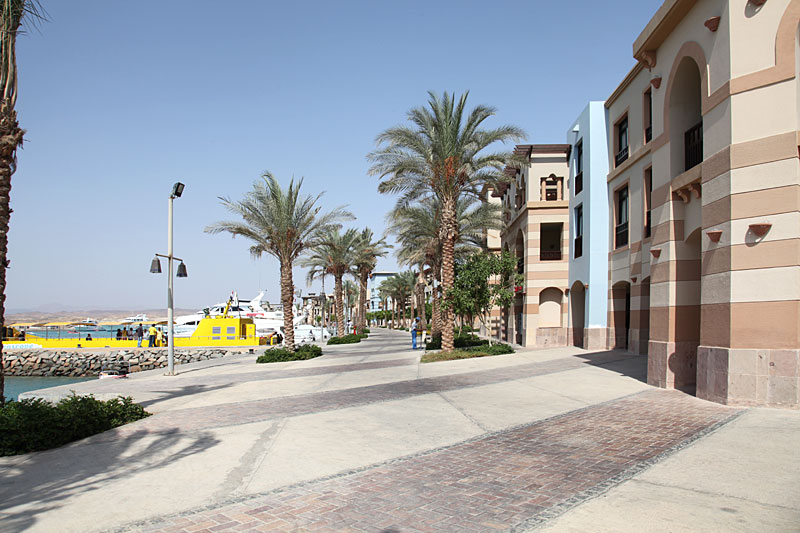
منتجع بورت غالب
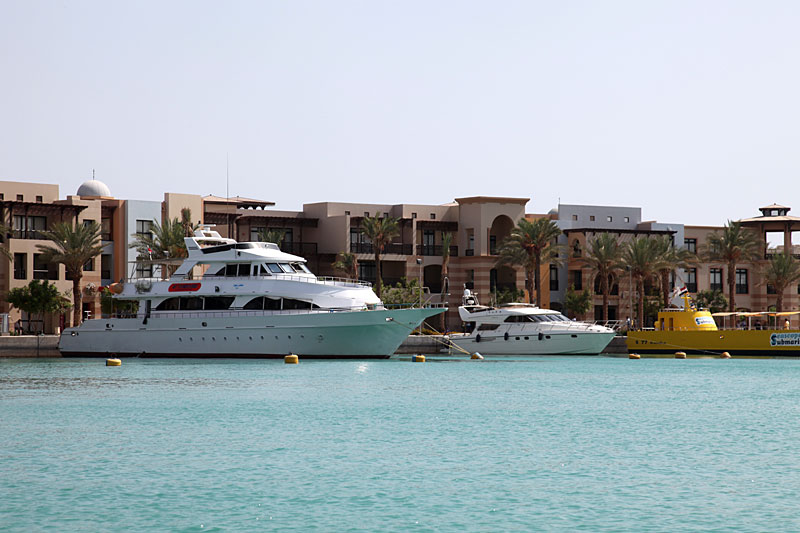
منتجع بورت غالب (المارينا)
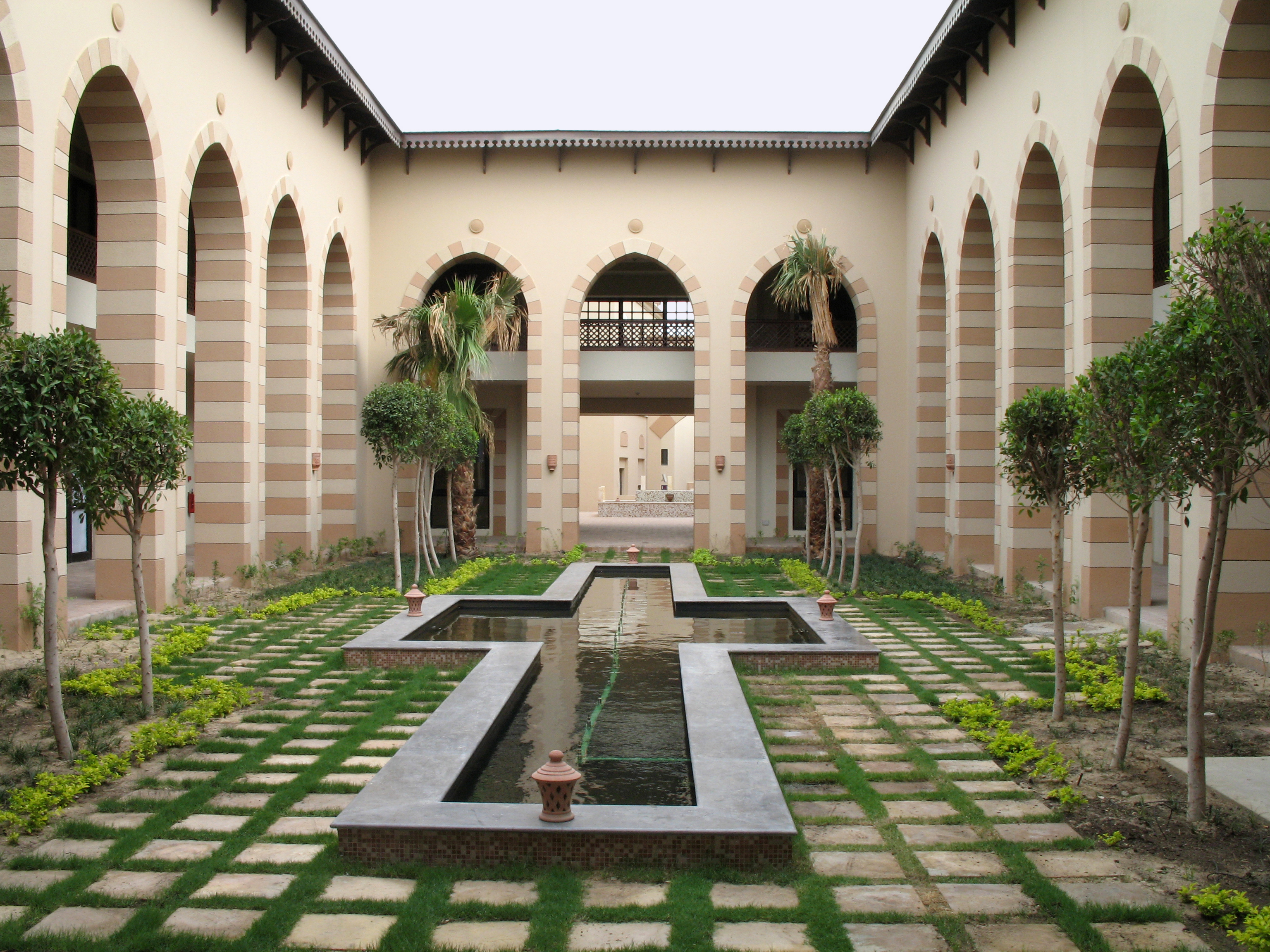
منتجع بورت غالب
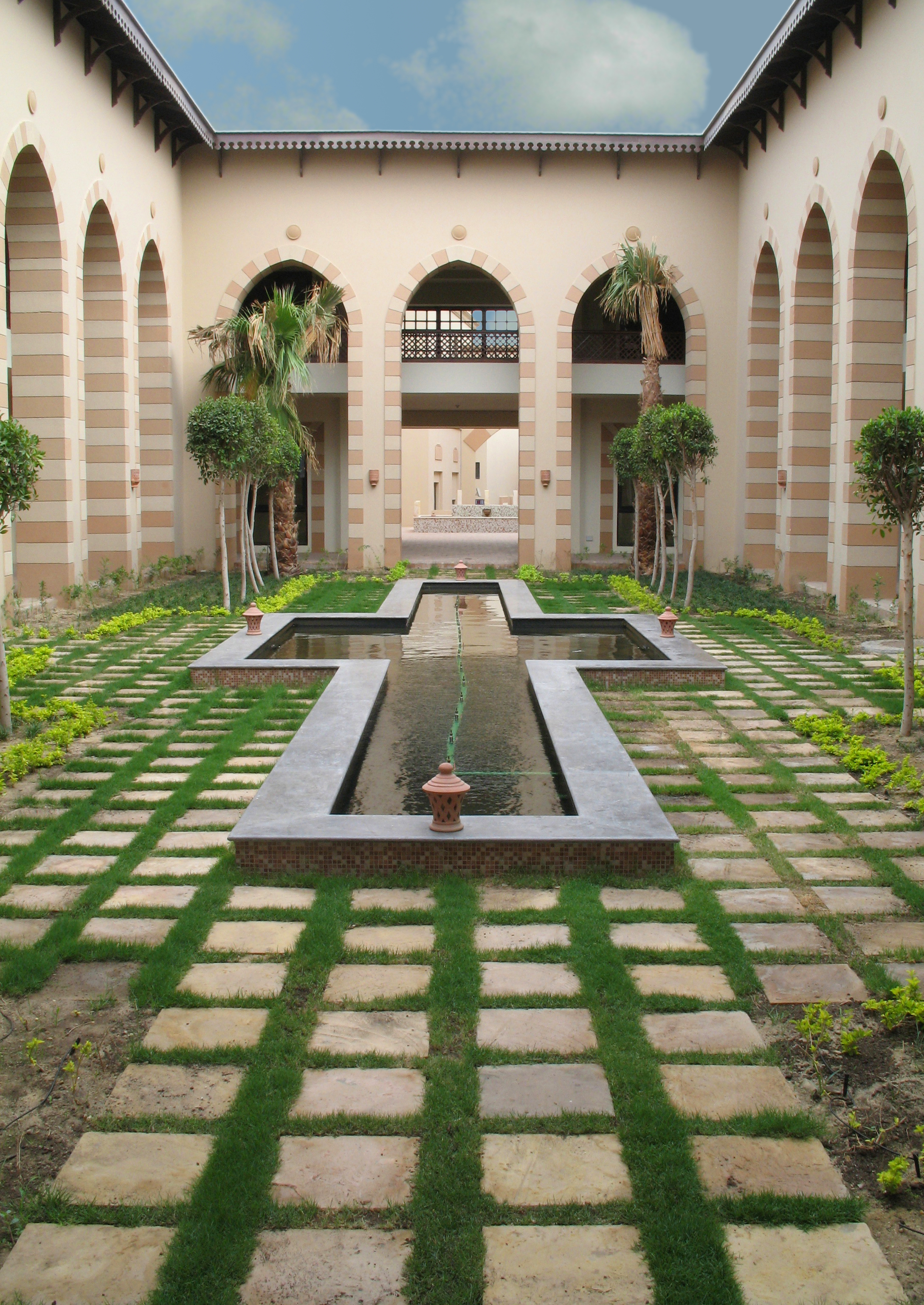
منتجع بورت غالب
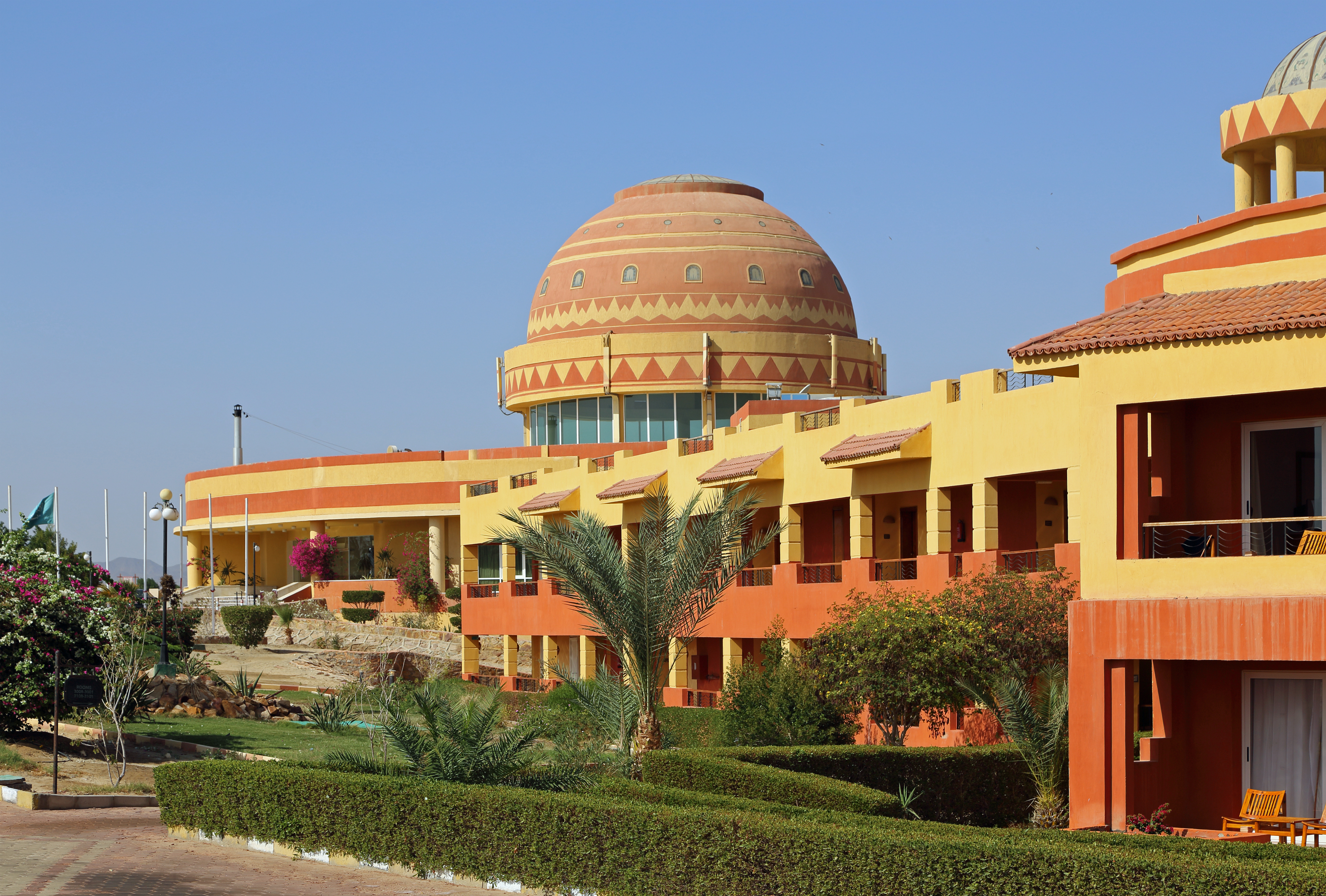
منتجع المالكية بأبو دباب
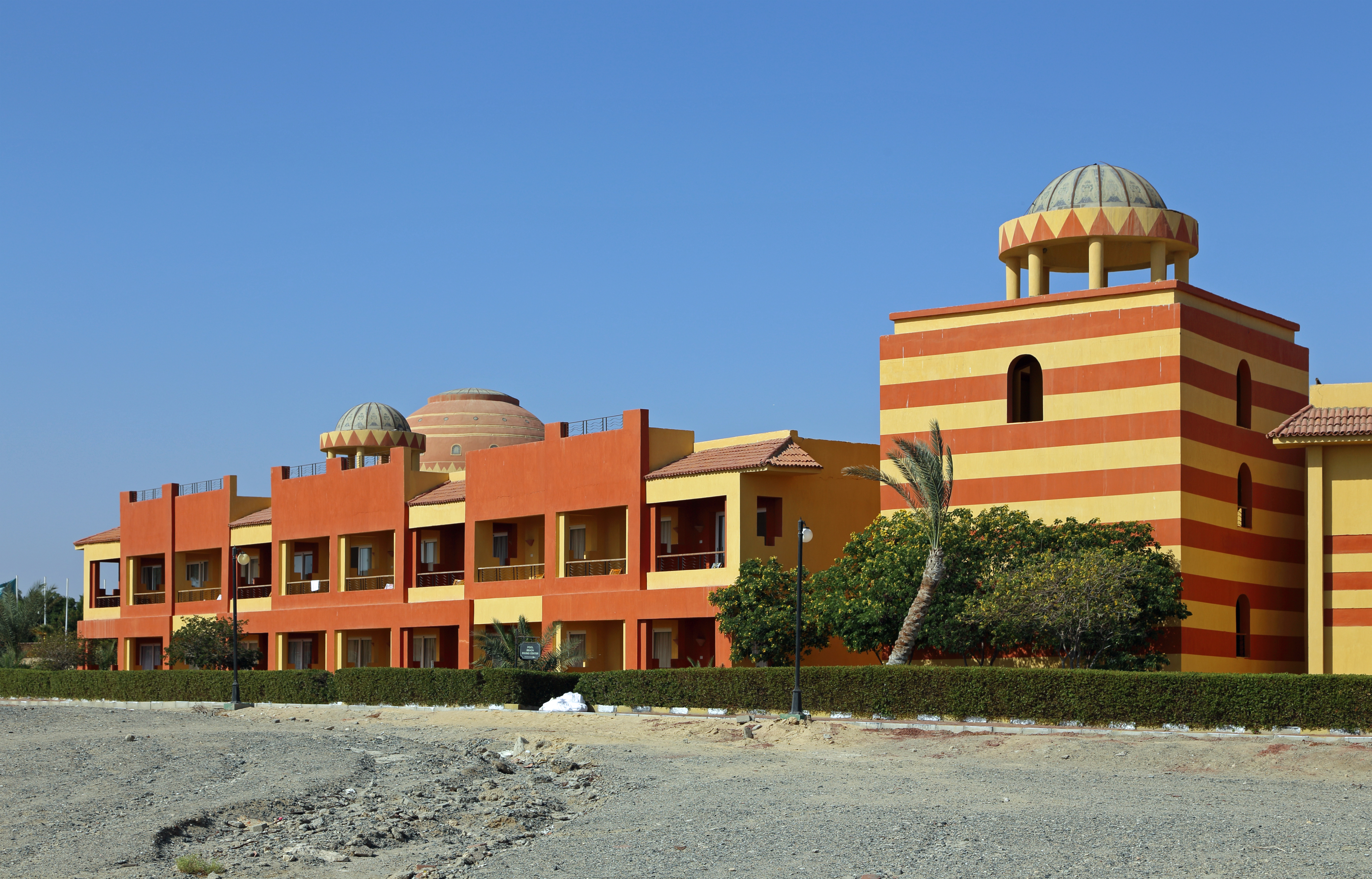
منتجع المالكية بأبو دباب
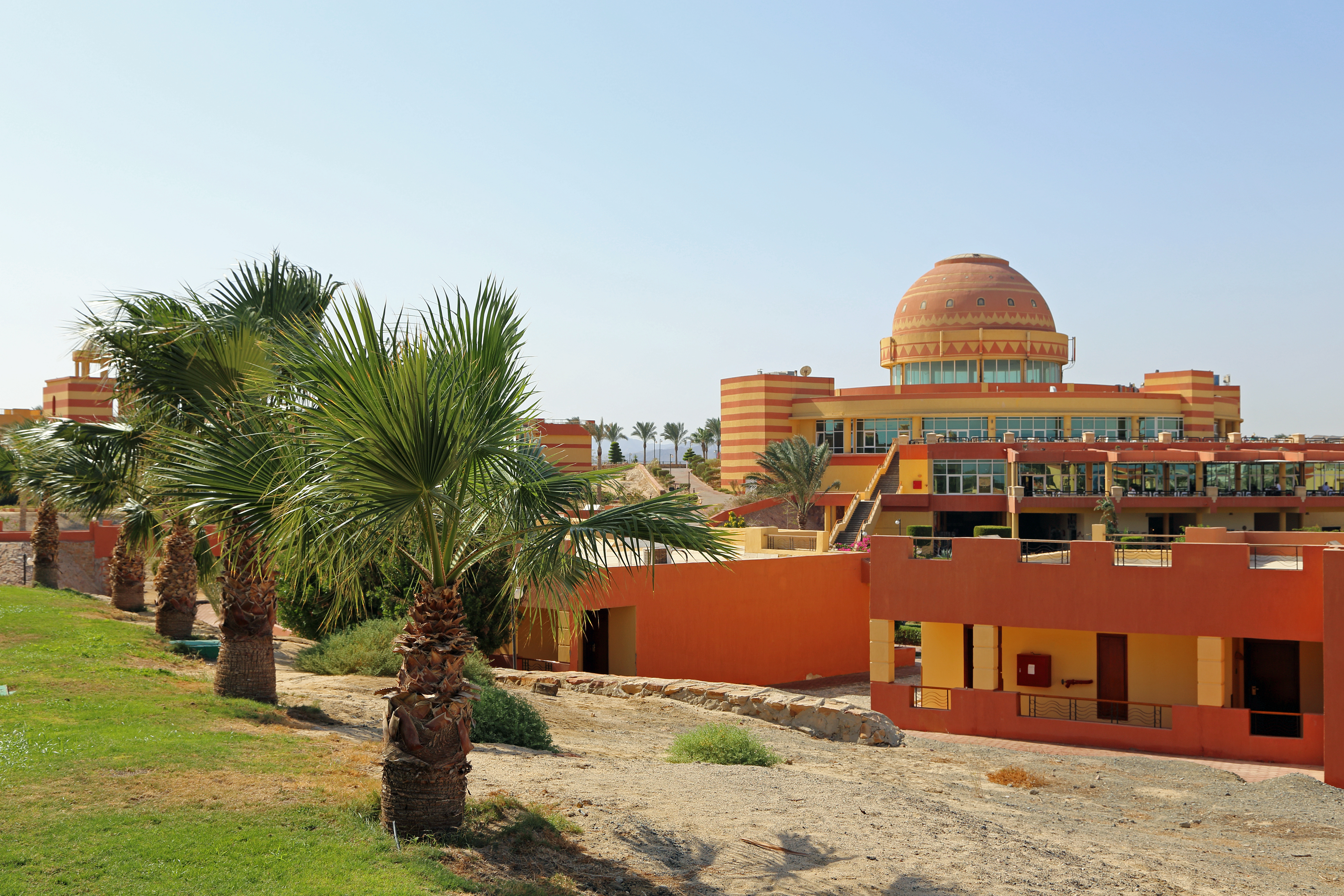
منتجع المالكية بأبو دباب
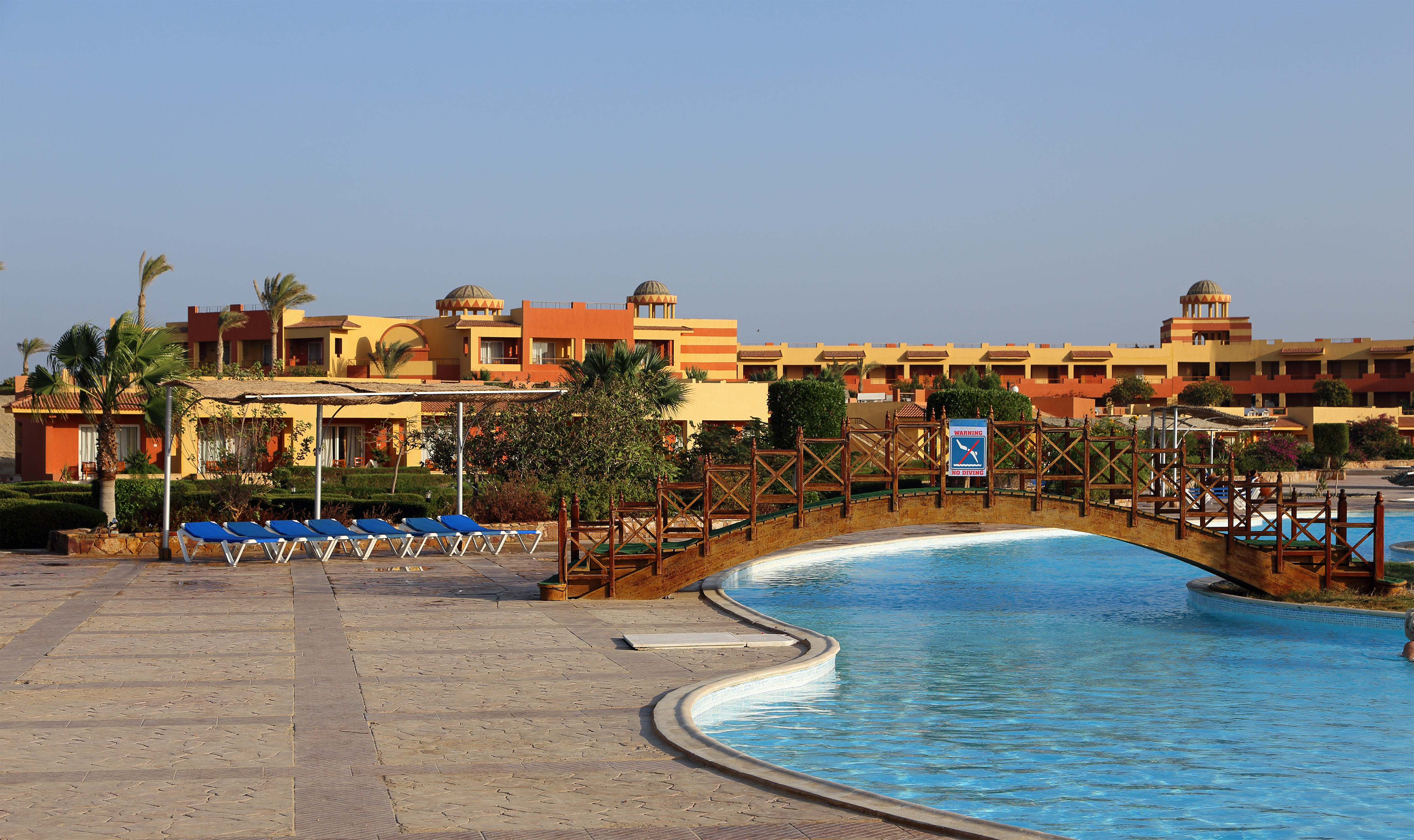
منتجع المالكية بأبو دباب
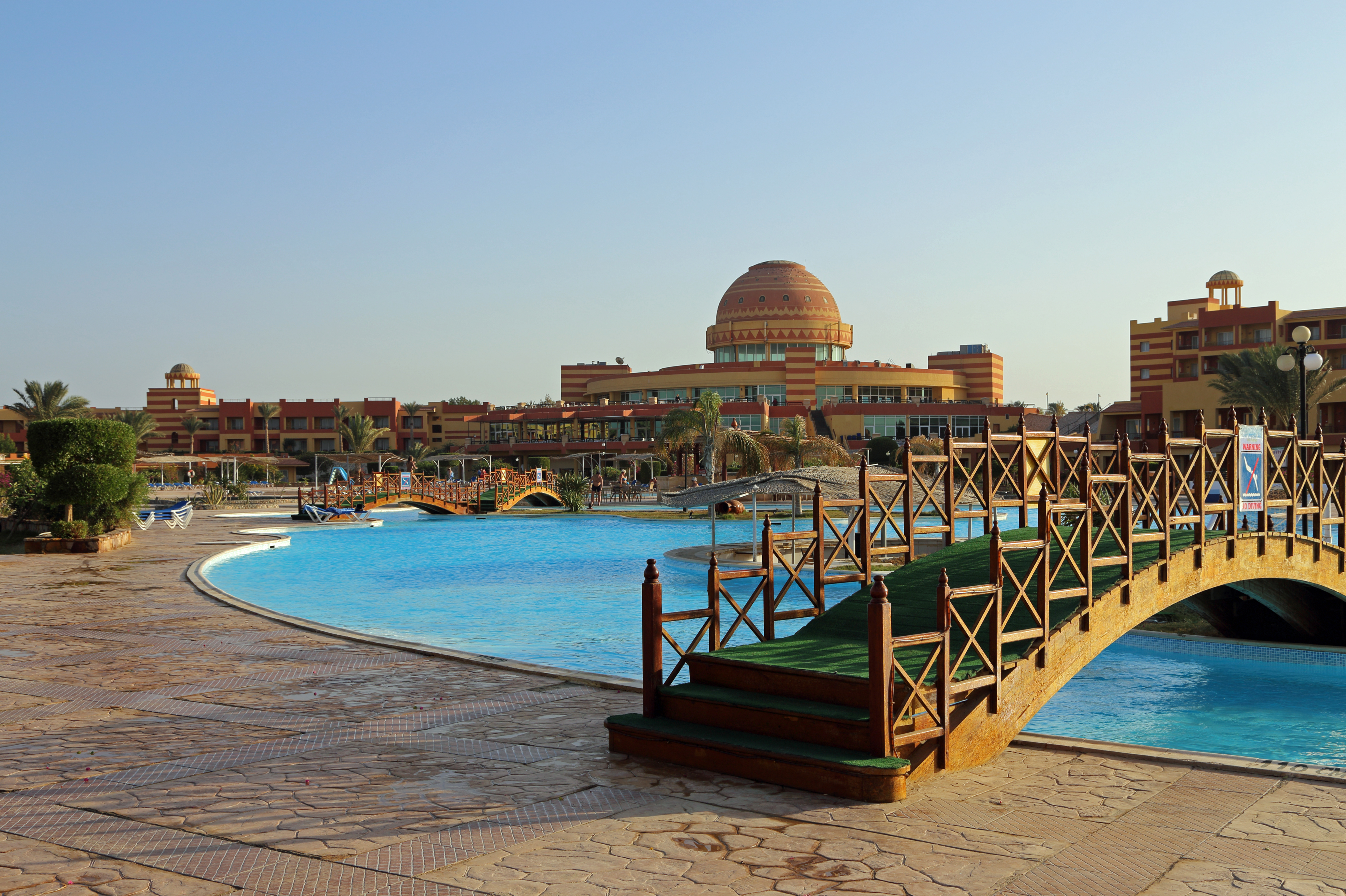
منتجع المالكية بأبو دباب
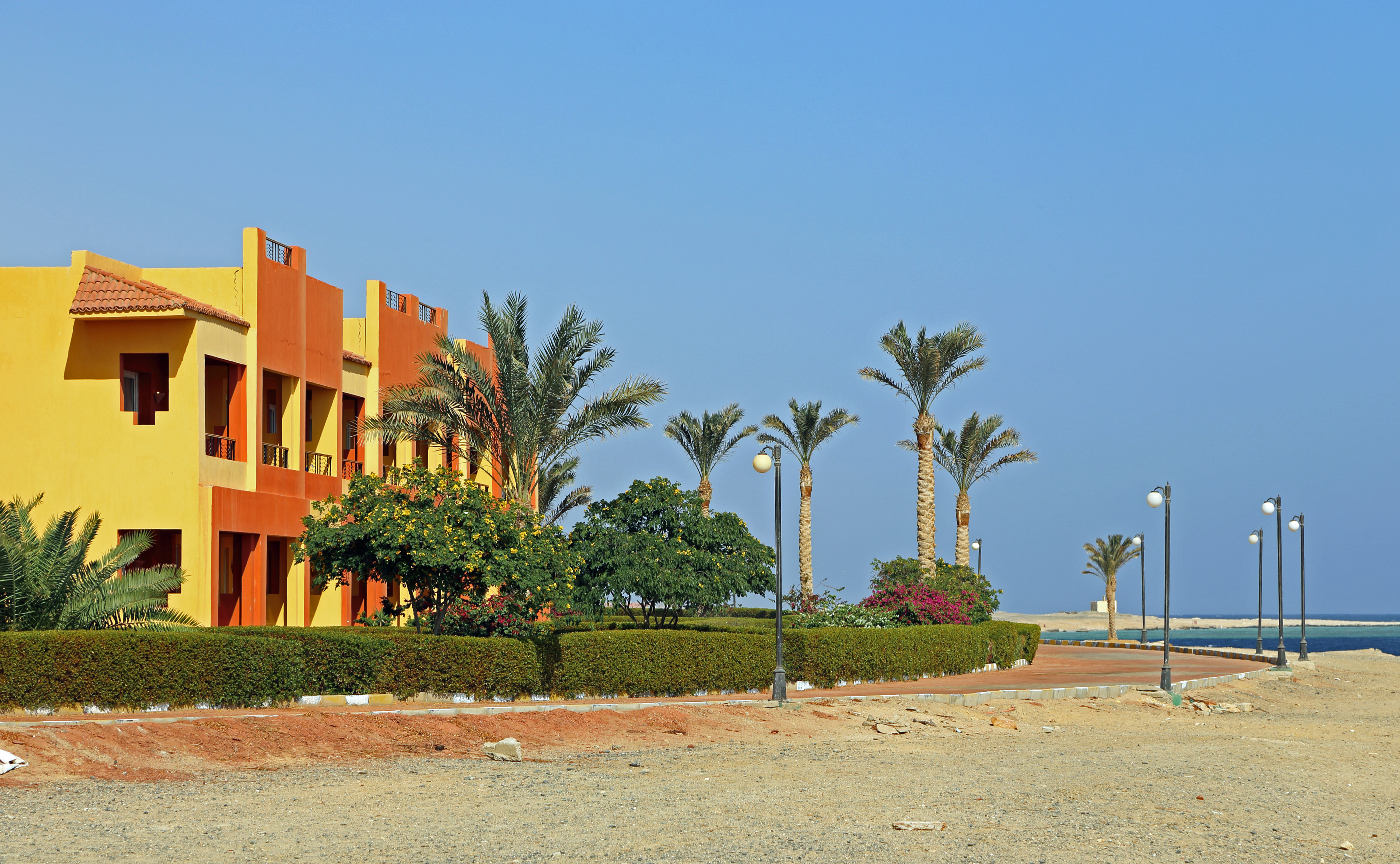
منتجع المالكية بأبو دباب
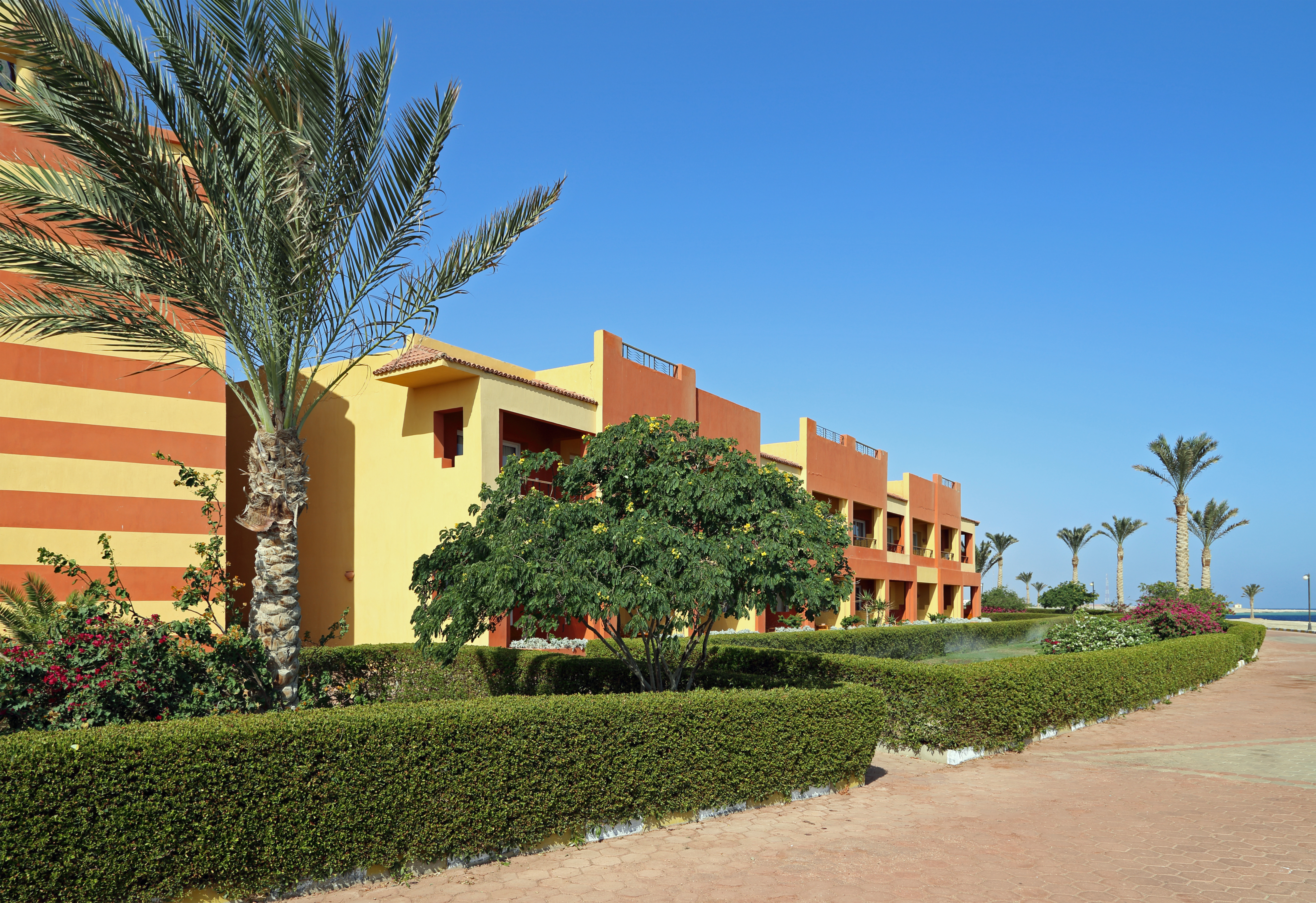
منتجع المالكية بأبو دباب
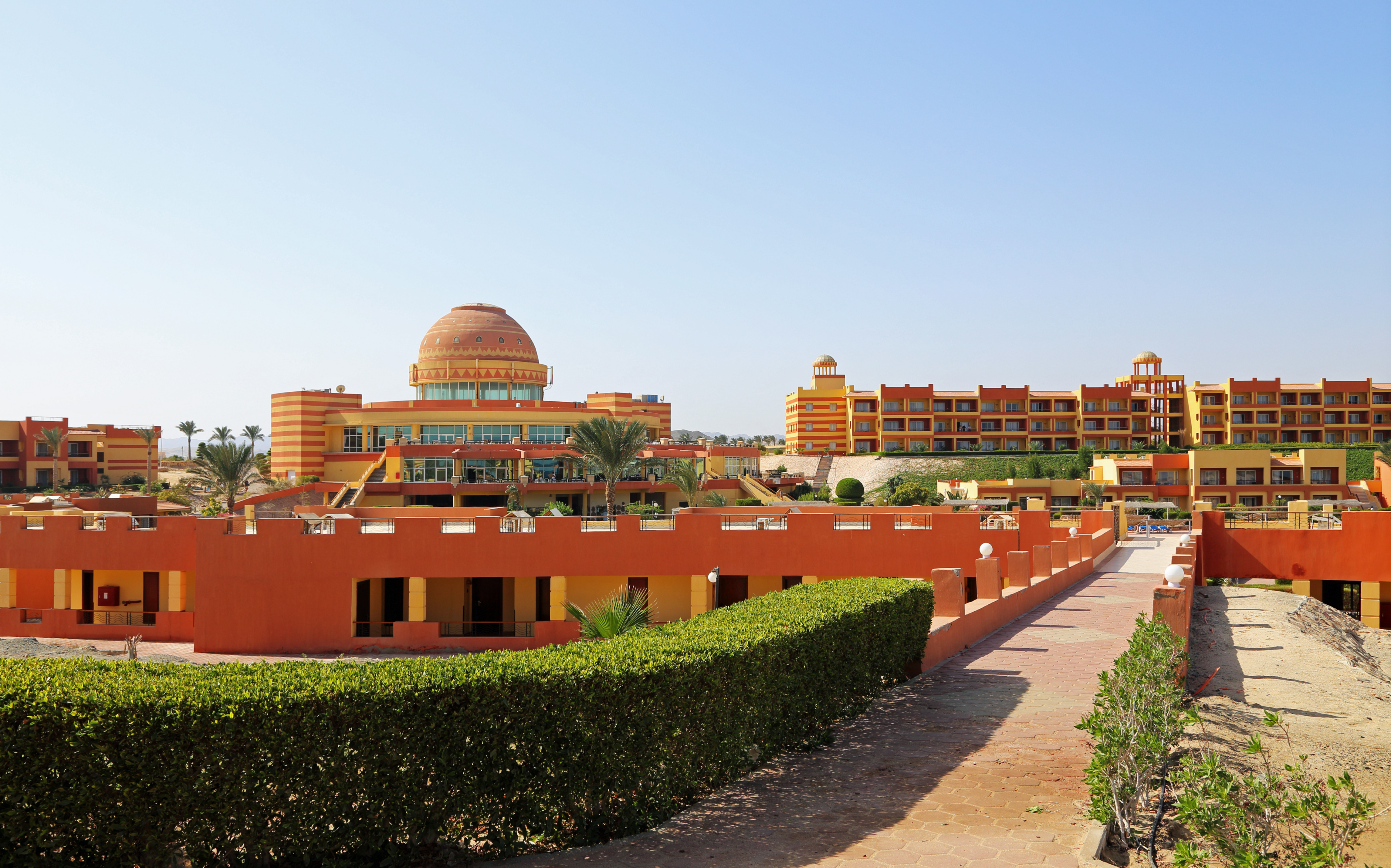
منتجع المالكية بأبو دباب
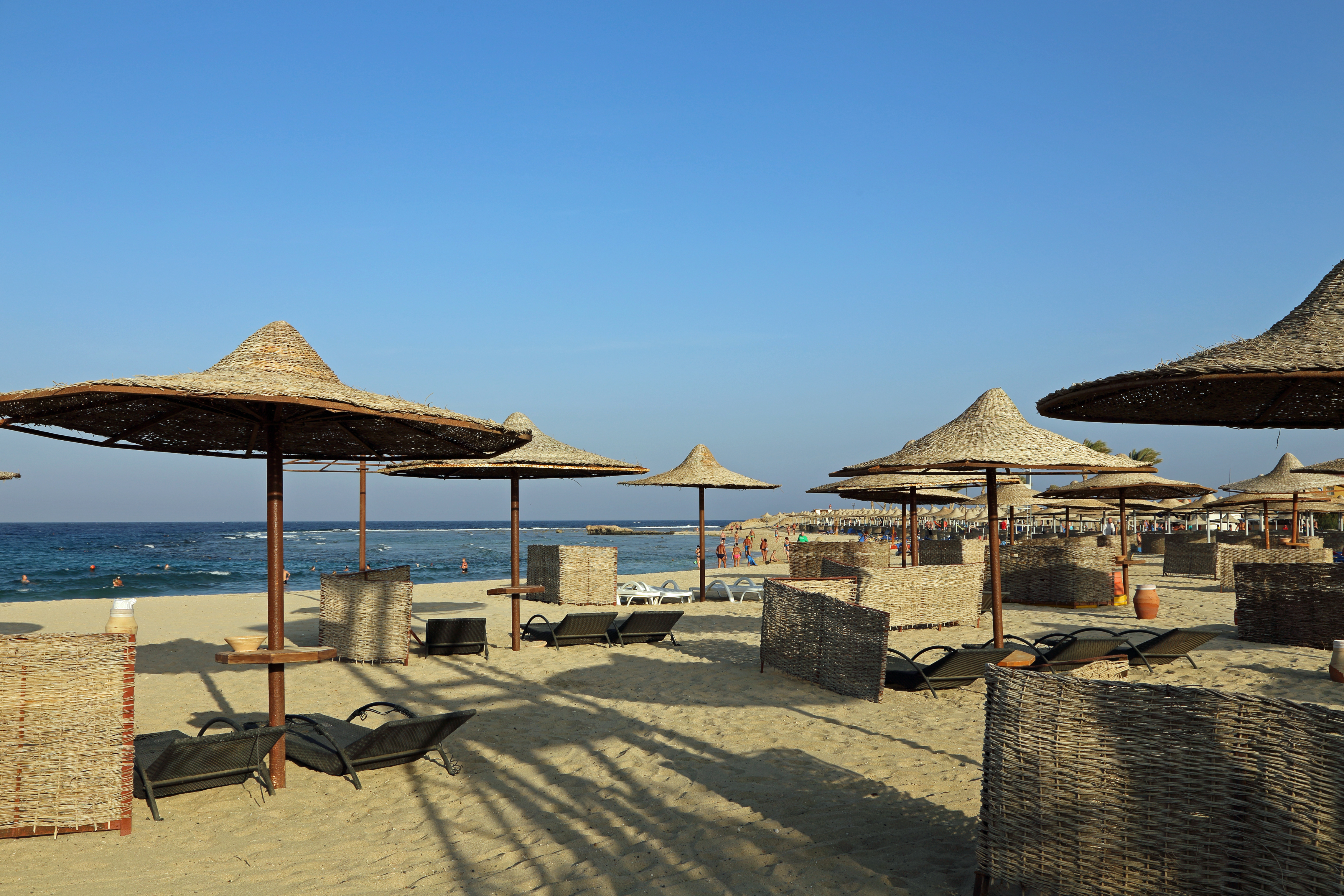
منتجع المالكية بأبو دباب
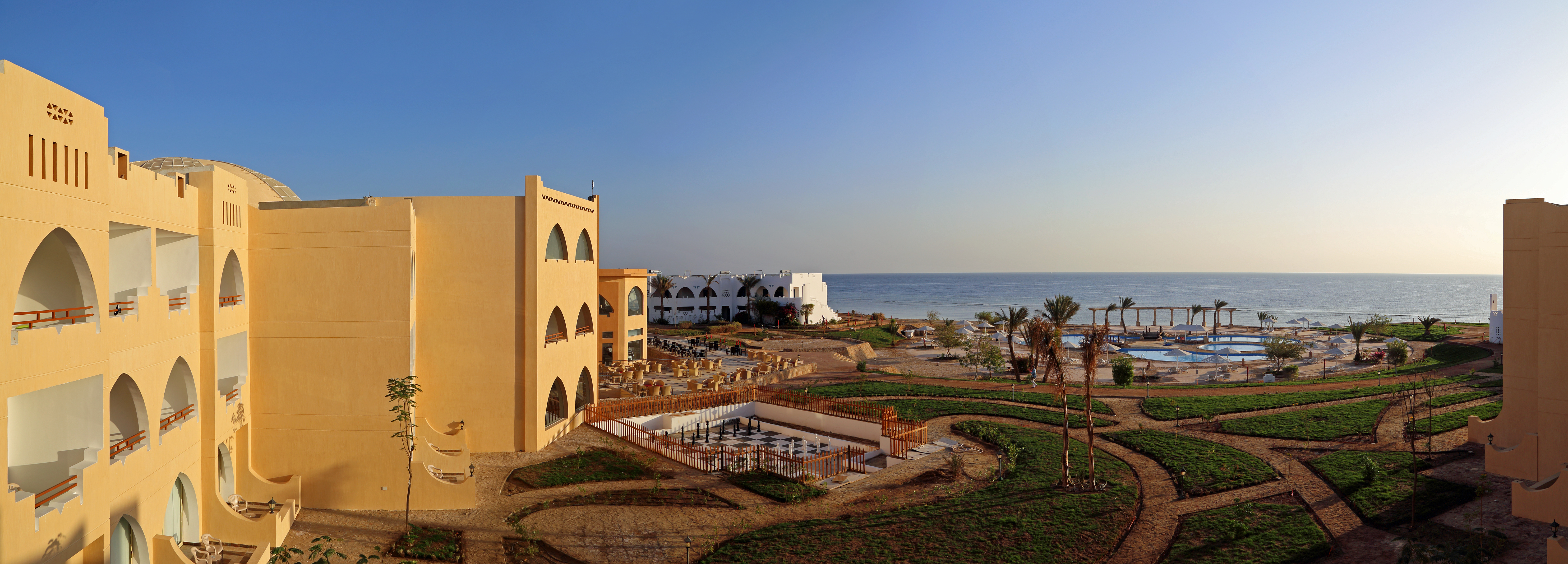
منتجع إكوينوكس
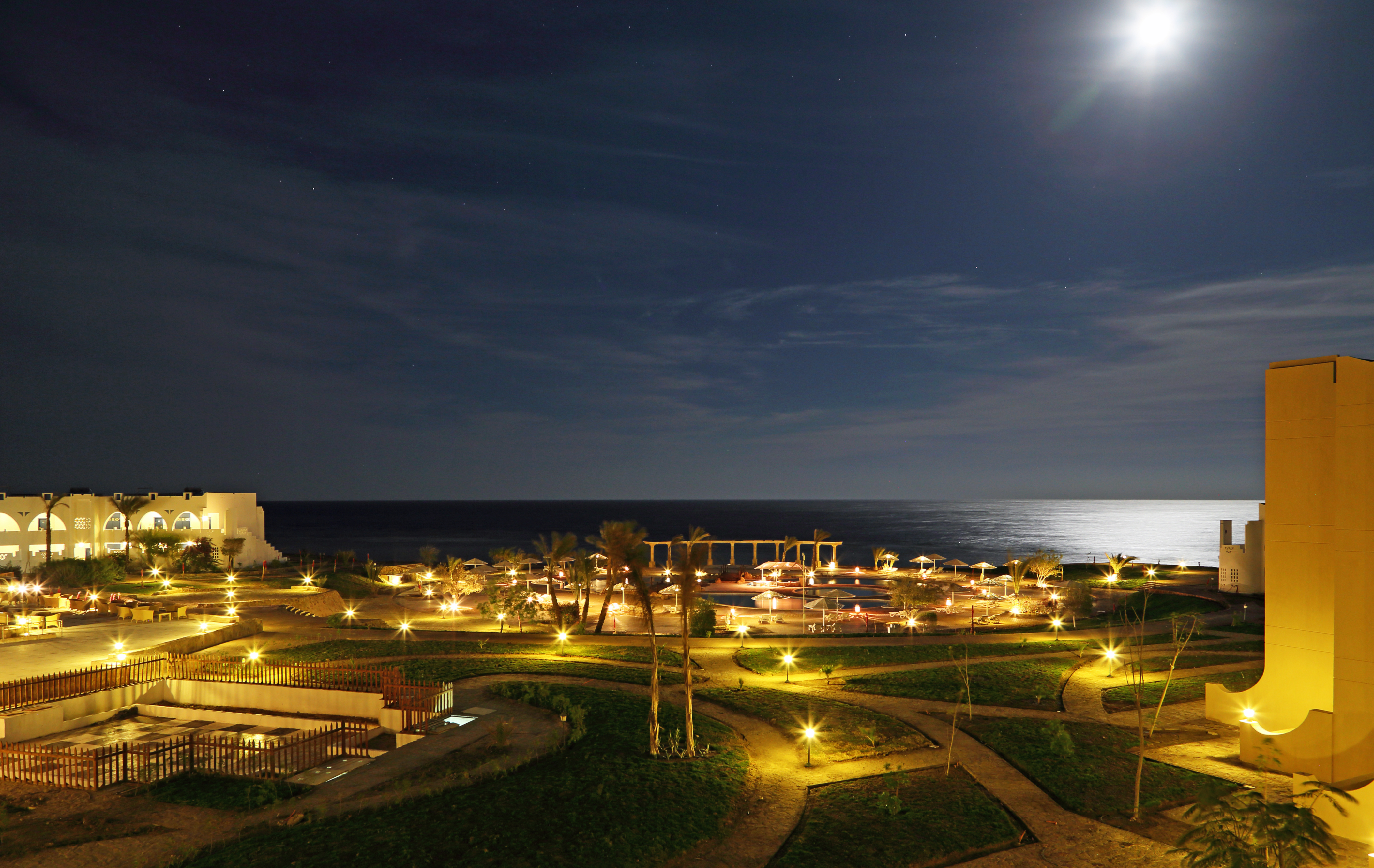
منتجع إكوينوكس
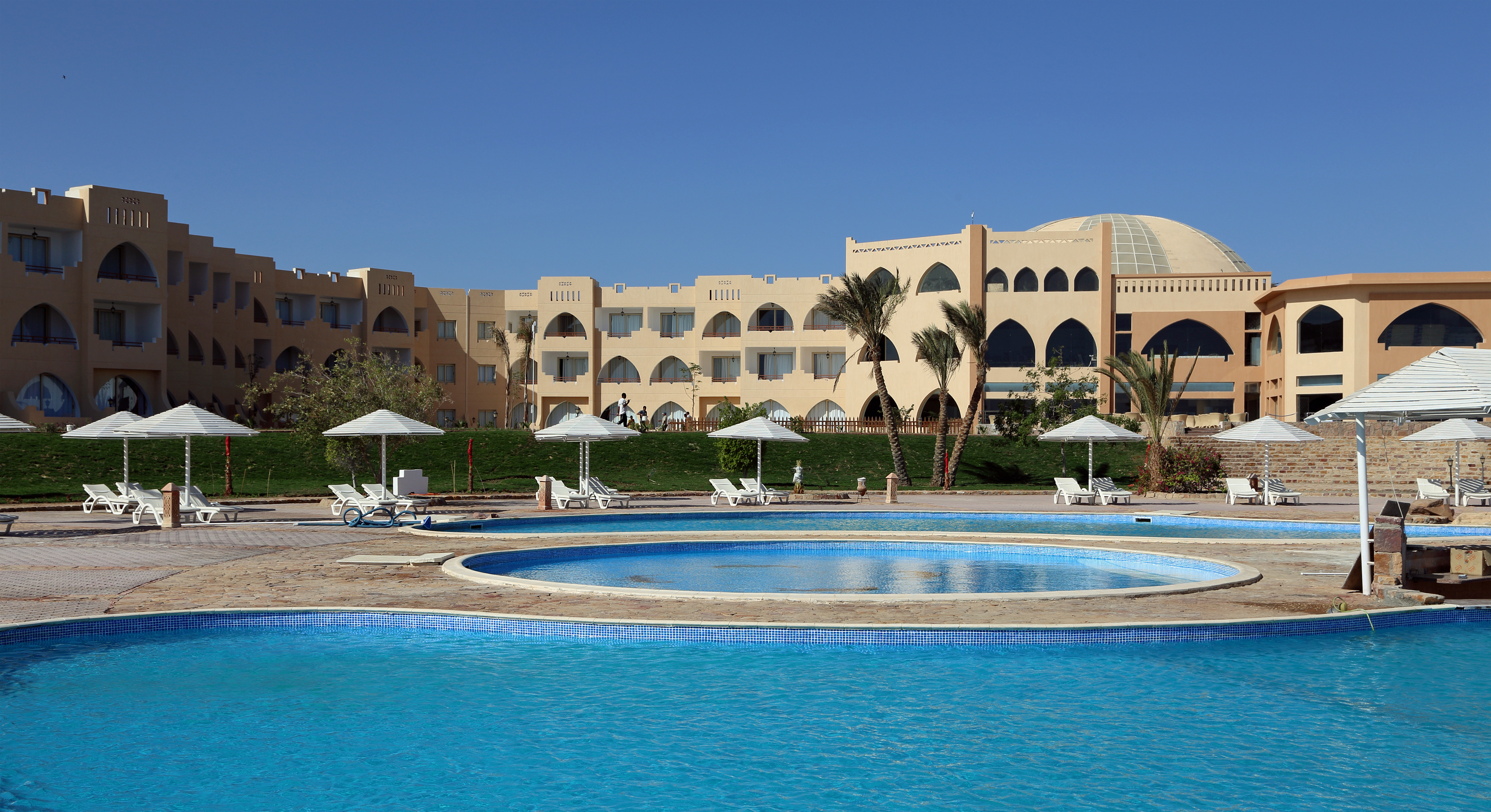
منتجع إكوينوكس
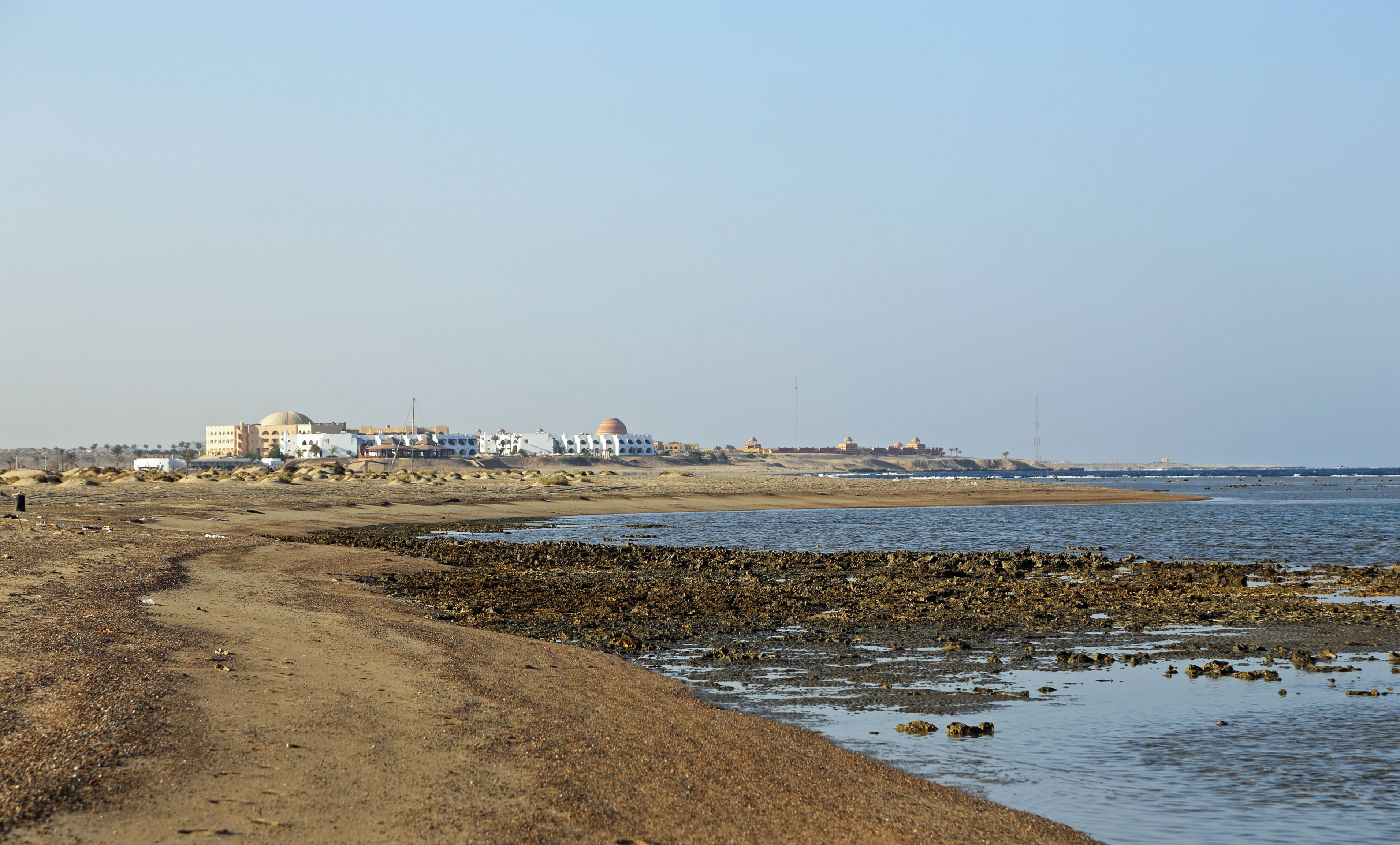
منتجع إكوينوكس
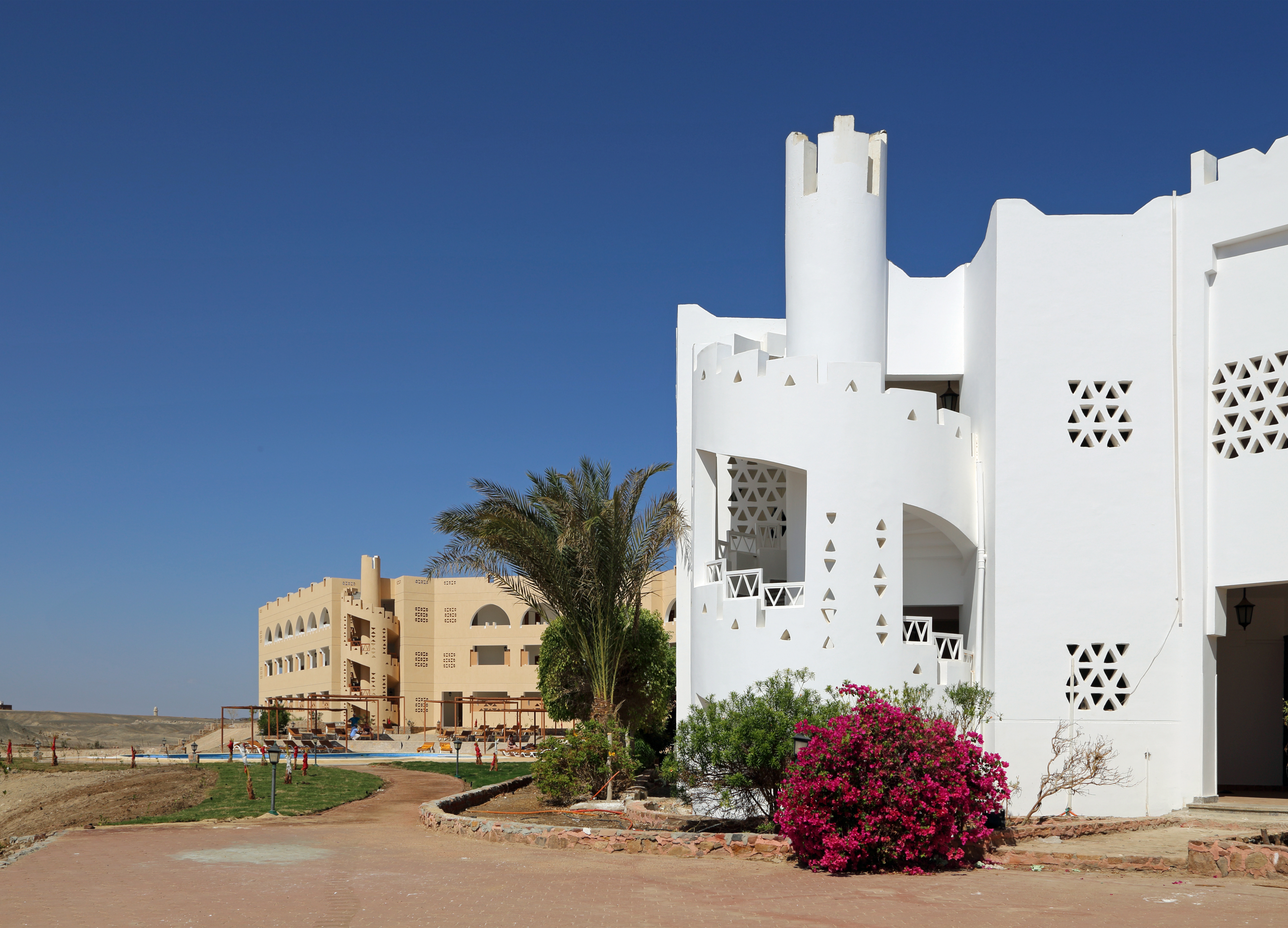
منتجع إكوينوكس
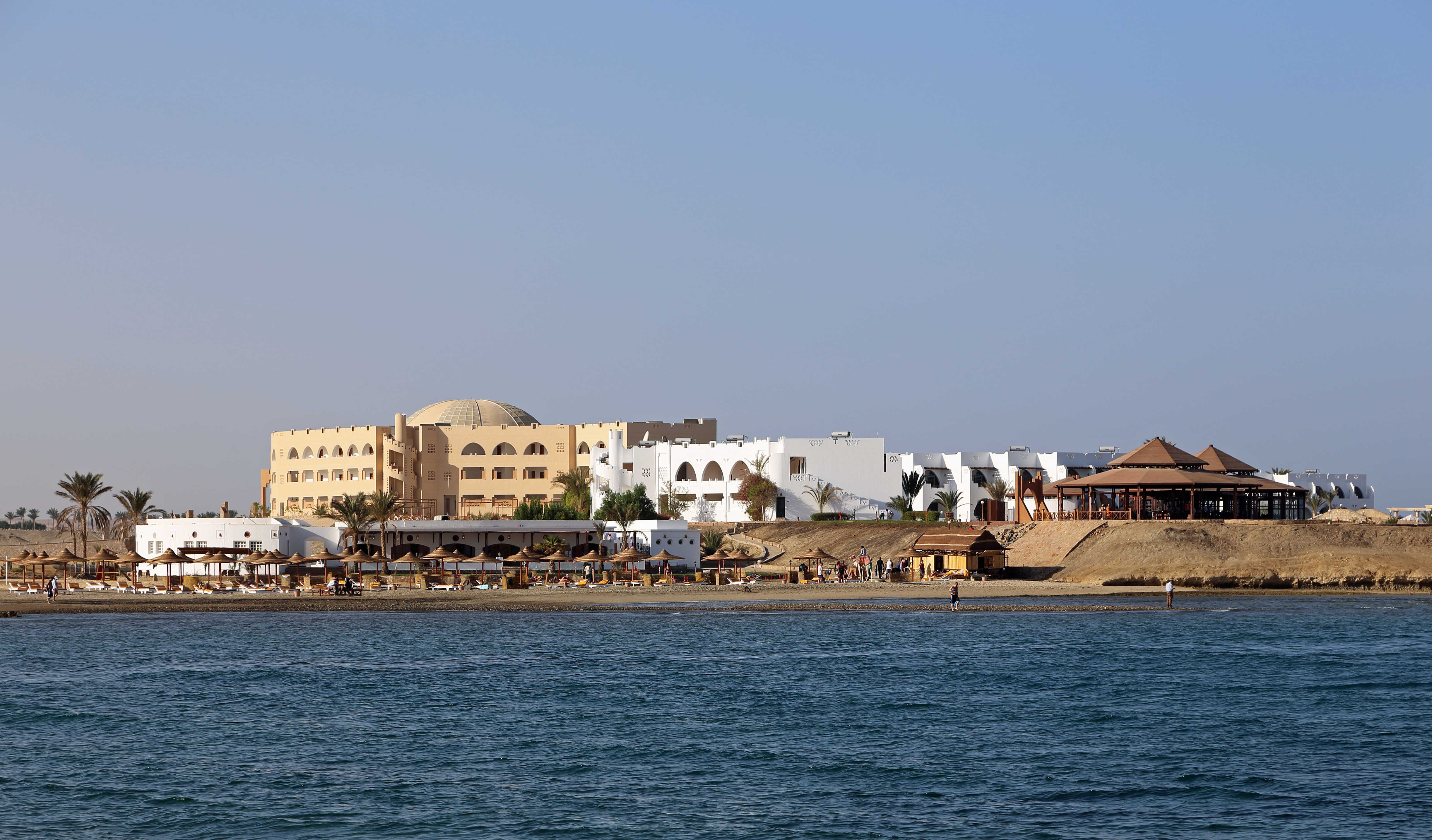
منتجع إكوينوكس
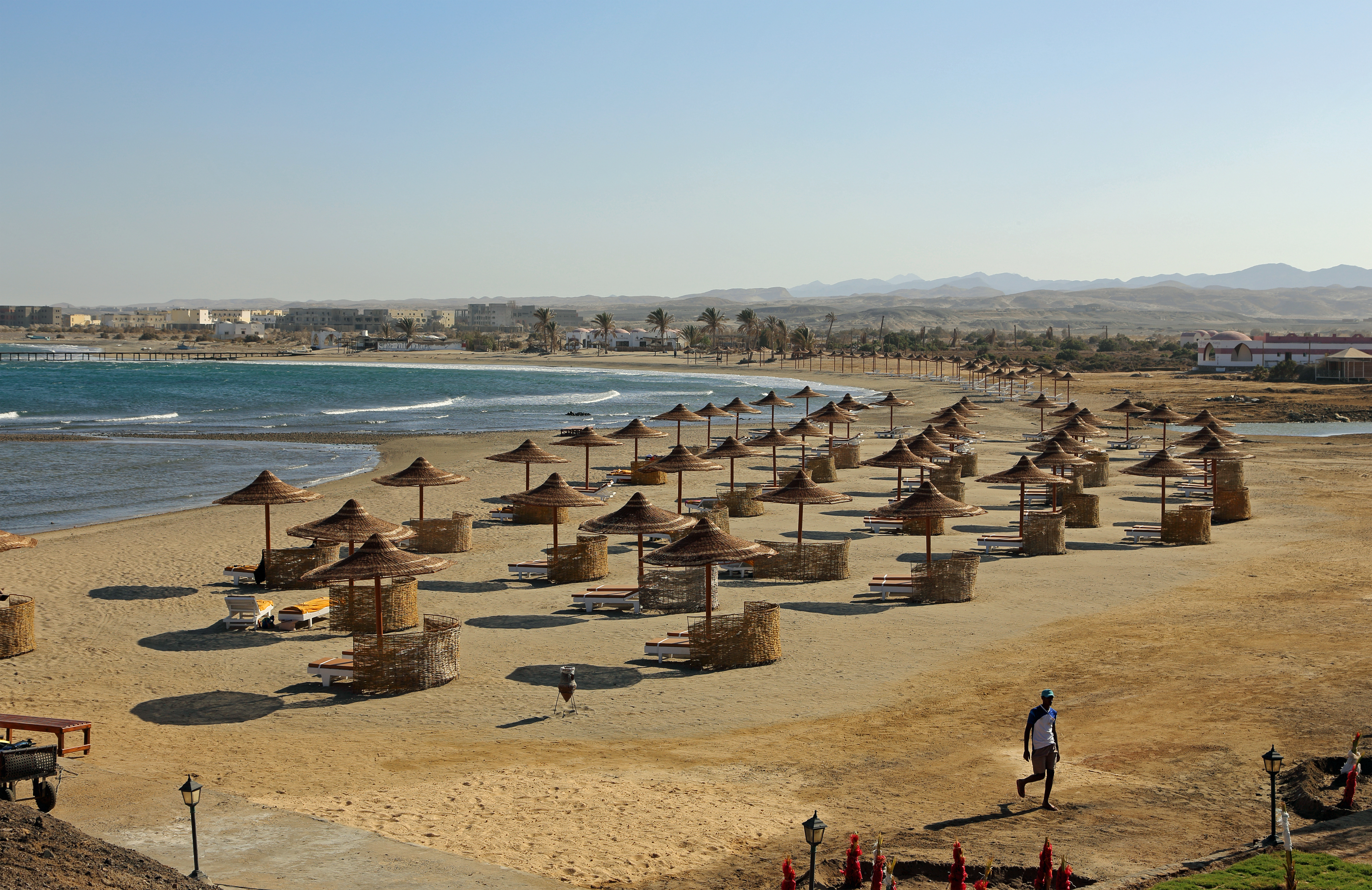
منتجع إكوينوكس
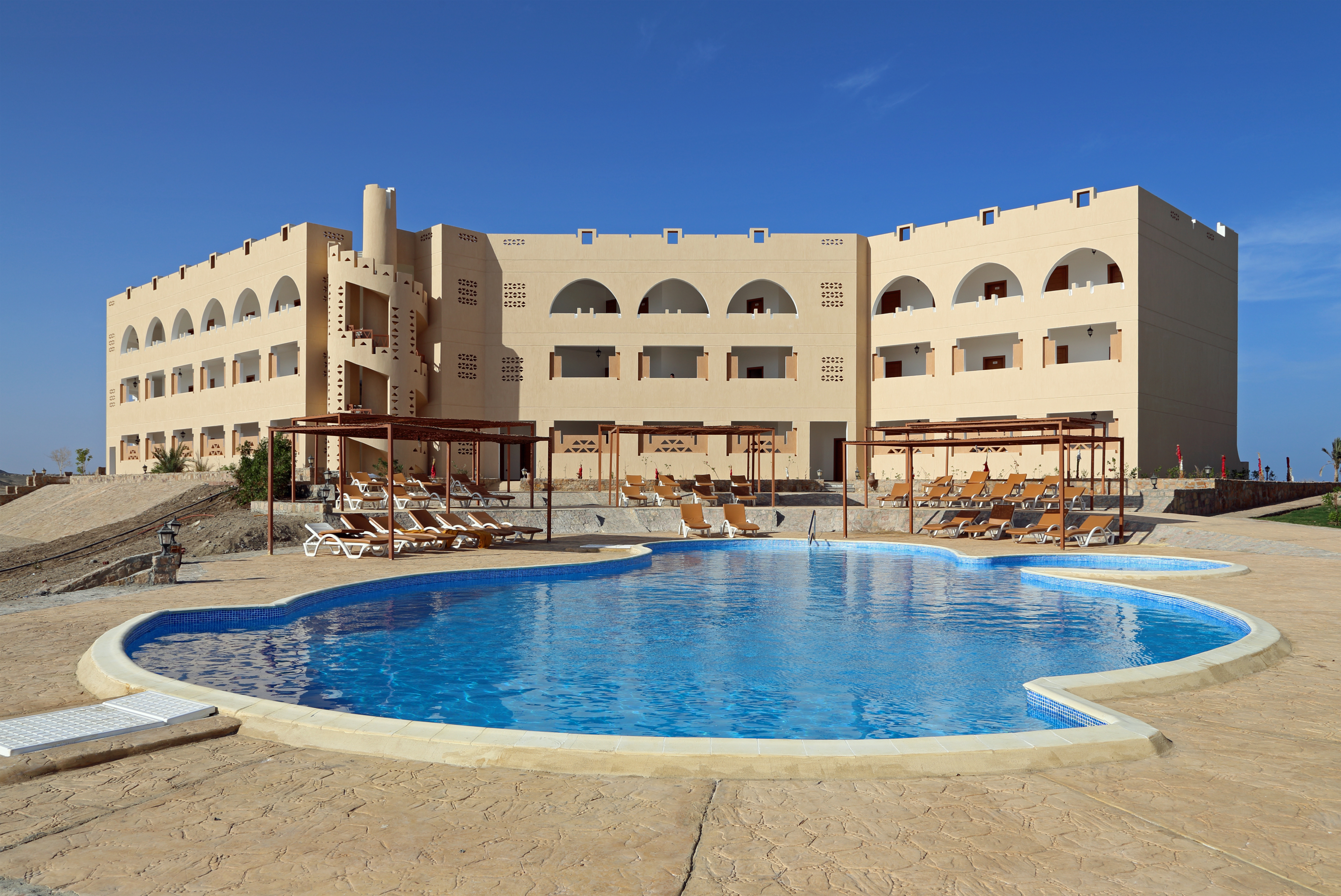
منتجع إكوينوكس
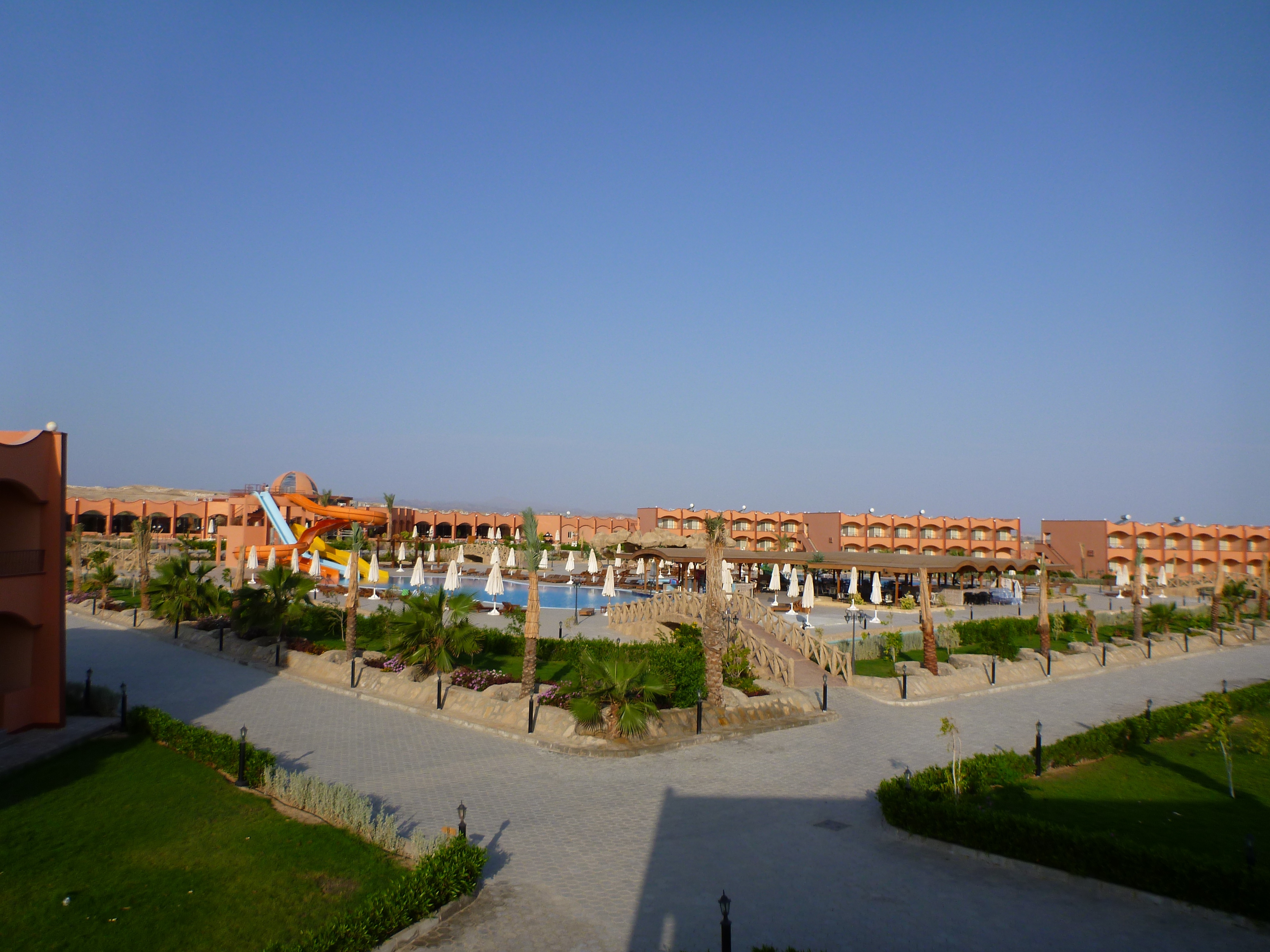
منتجع هابي لايف
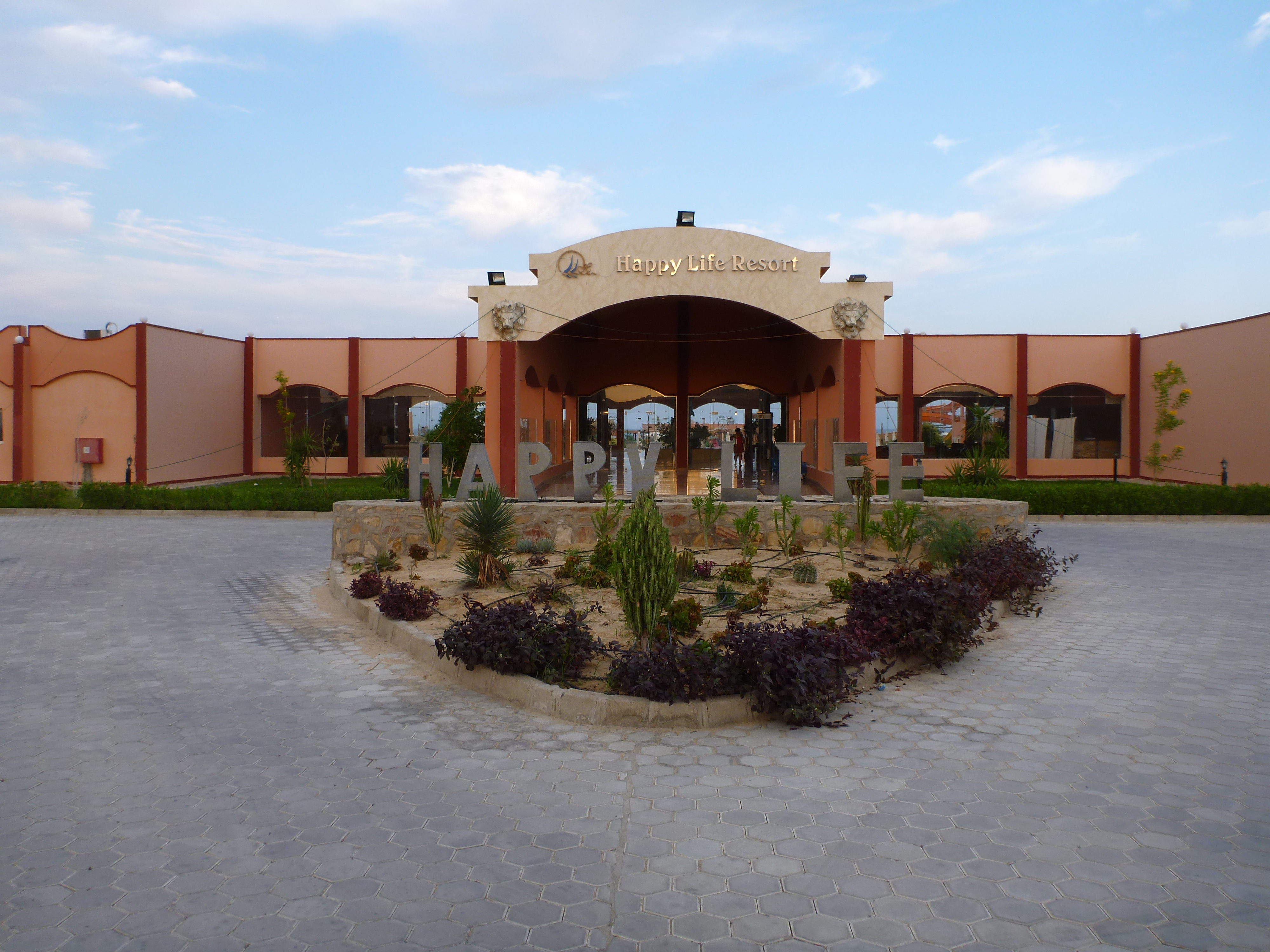
منتجع هابي لايف
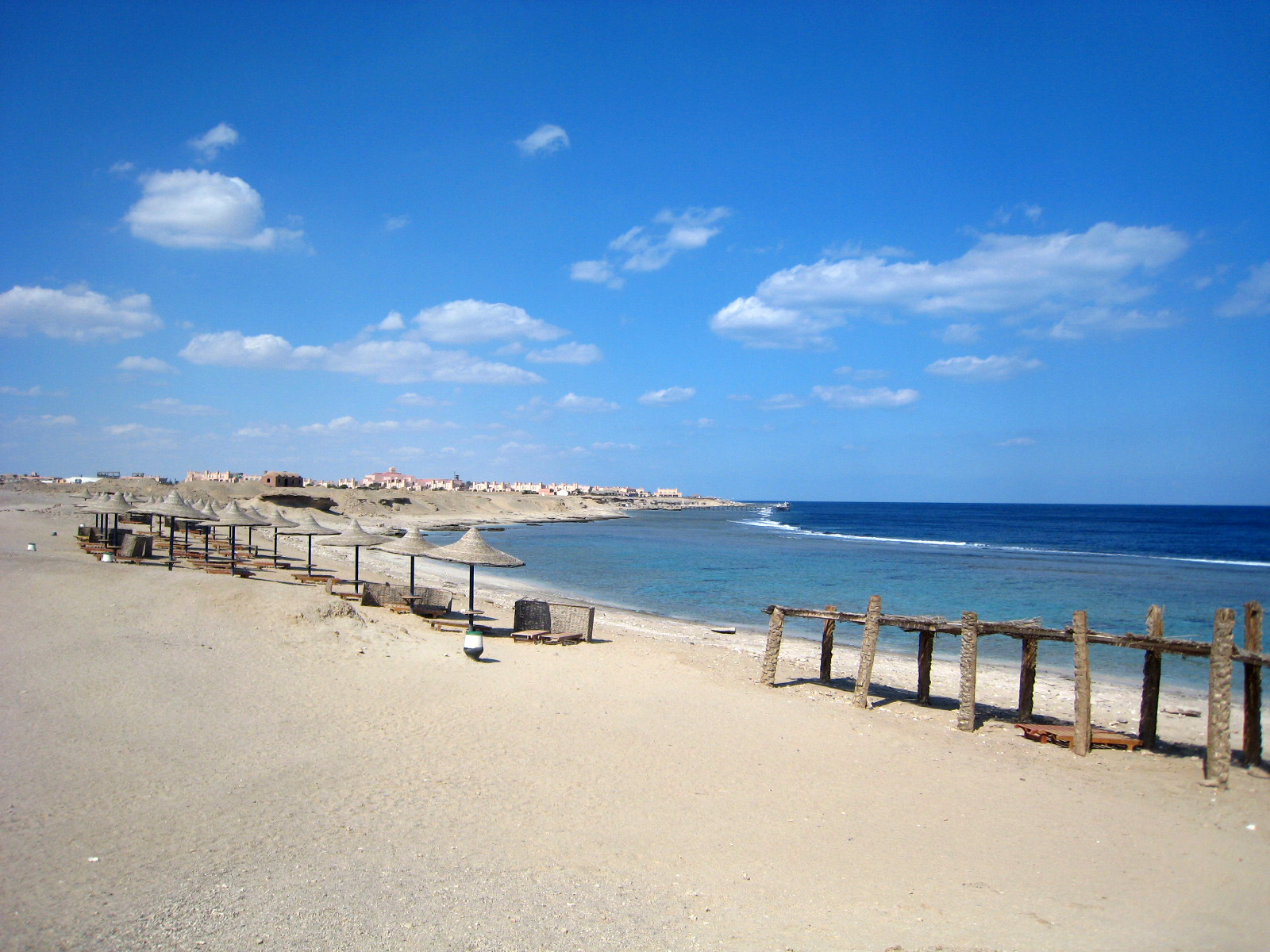
منتجع كارنيليا
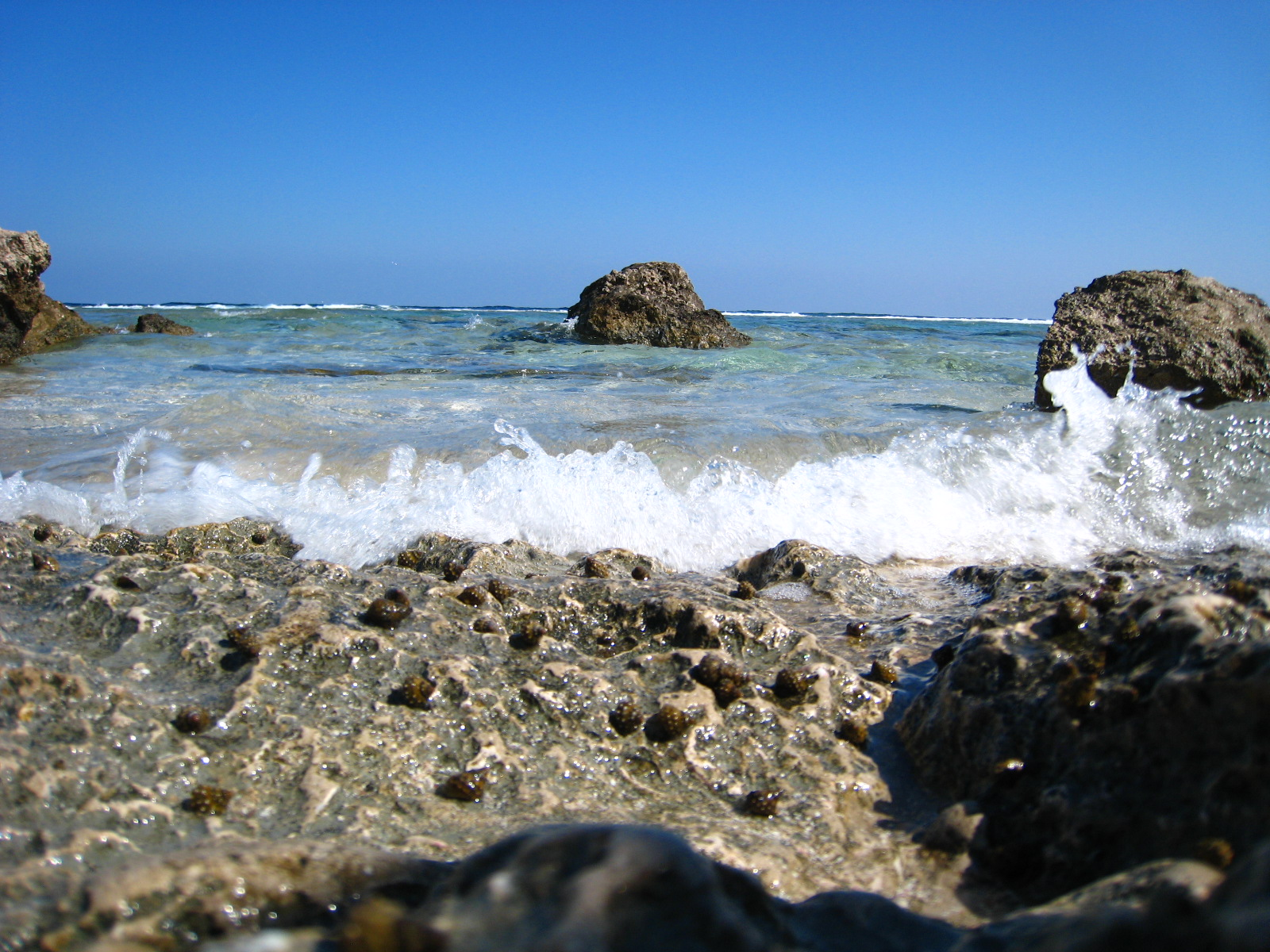
منتجع كارنيليا
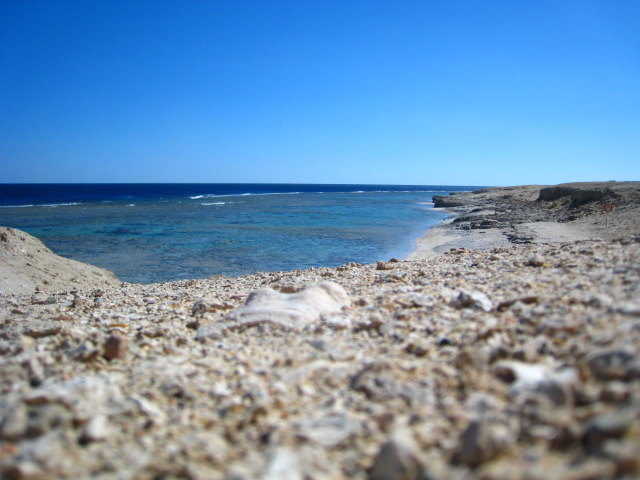
منتجع كارنيليا
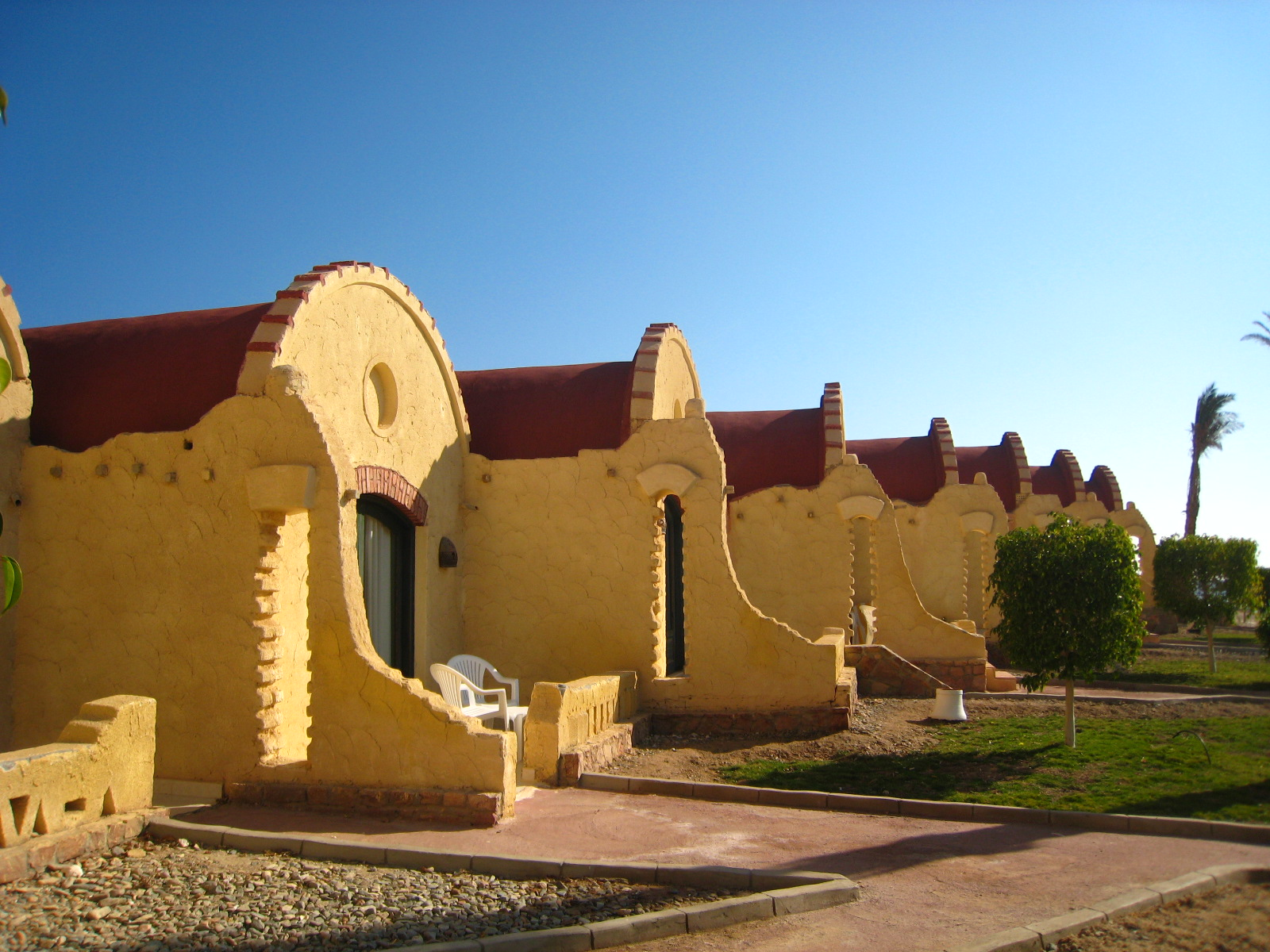
منتجع كارنيليا
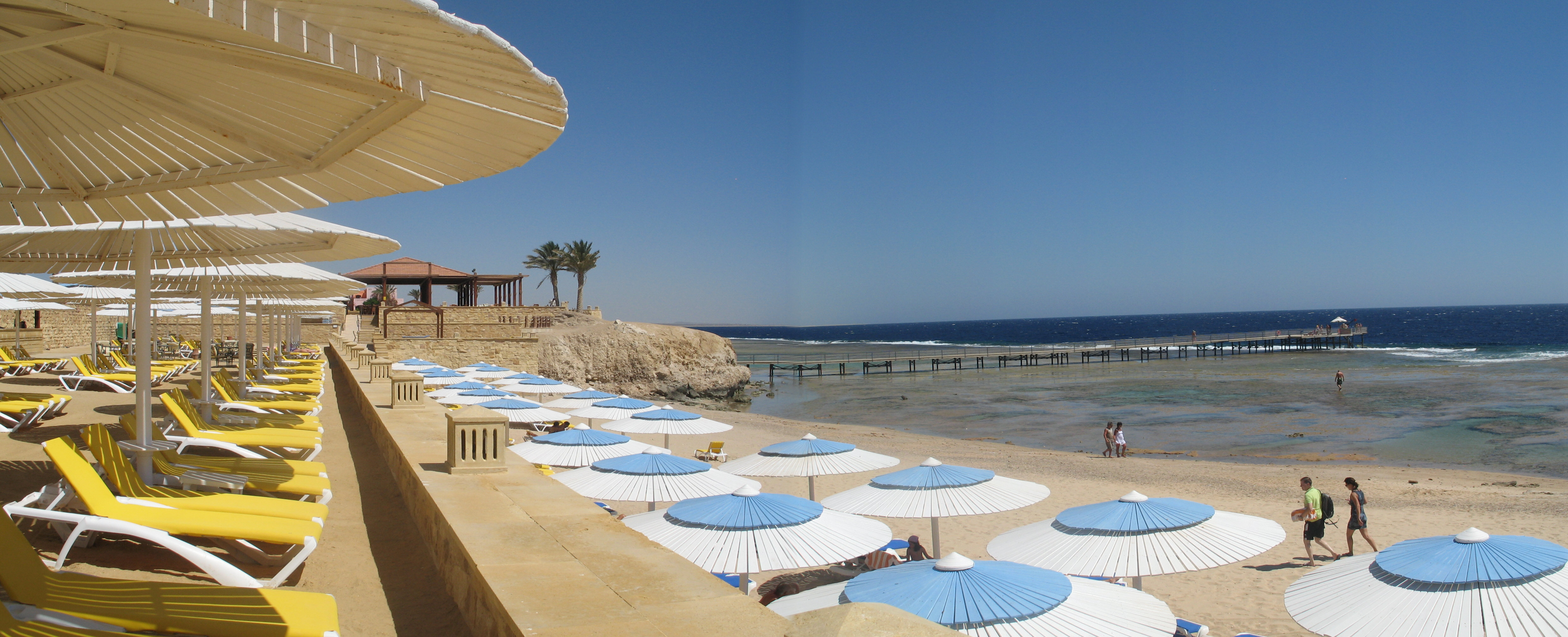
منتجع جراند ريستا
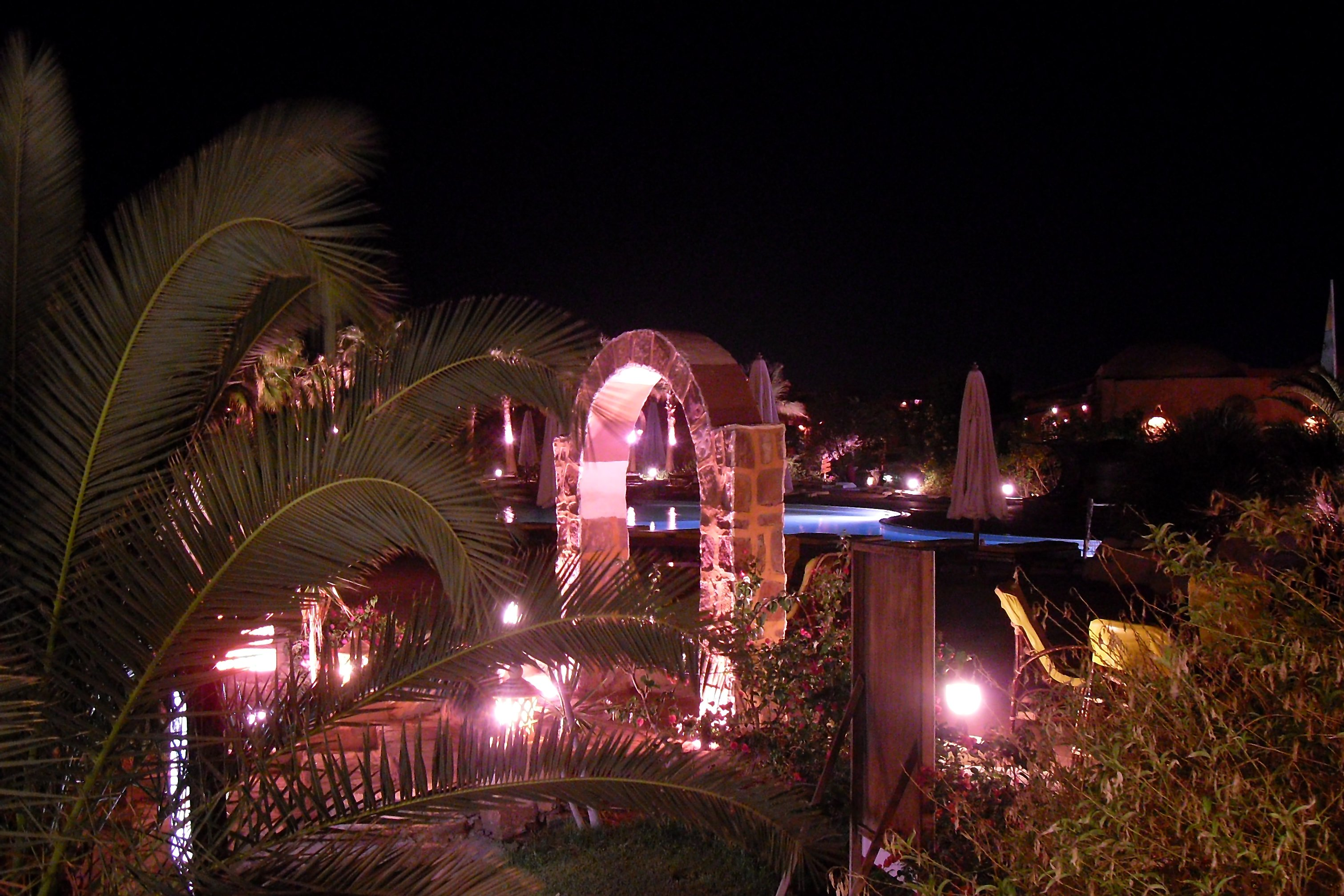
منتجع كاليميرا حبيبه
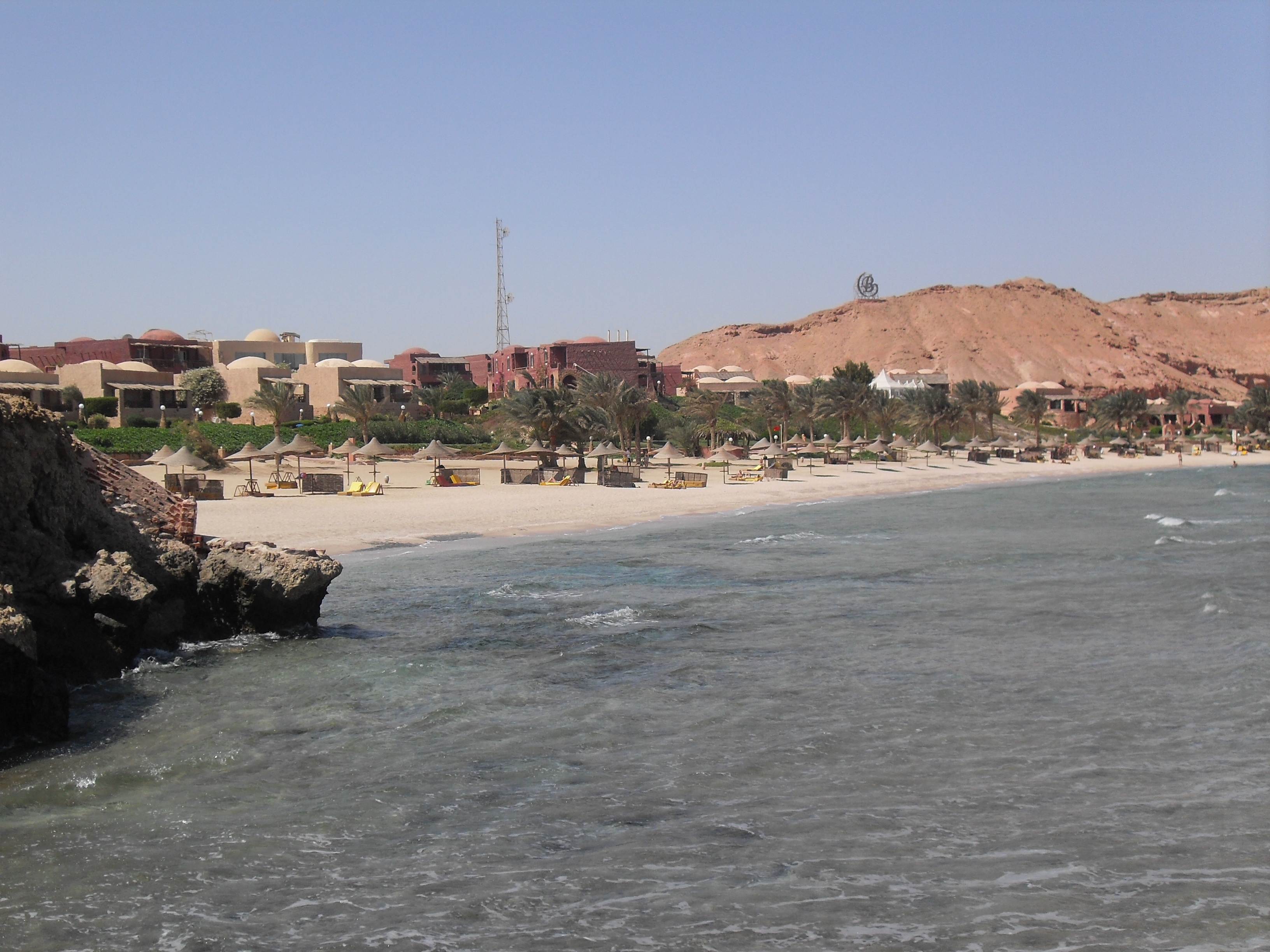
منتجع كهرمانة
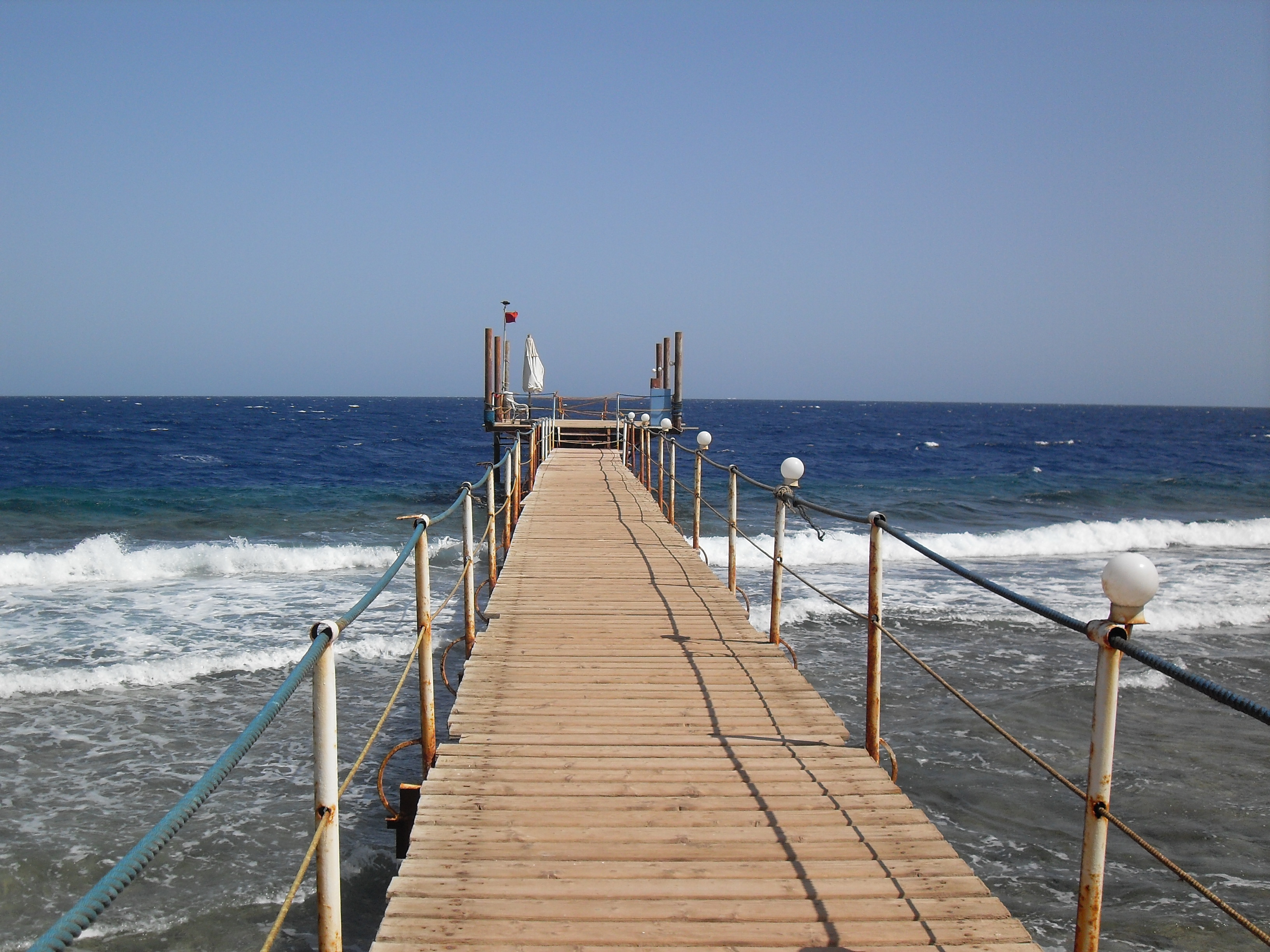
منتجع كهرمانة
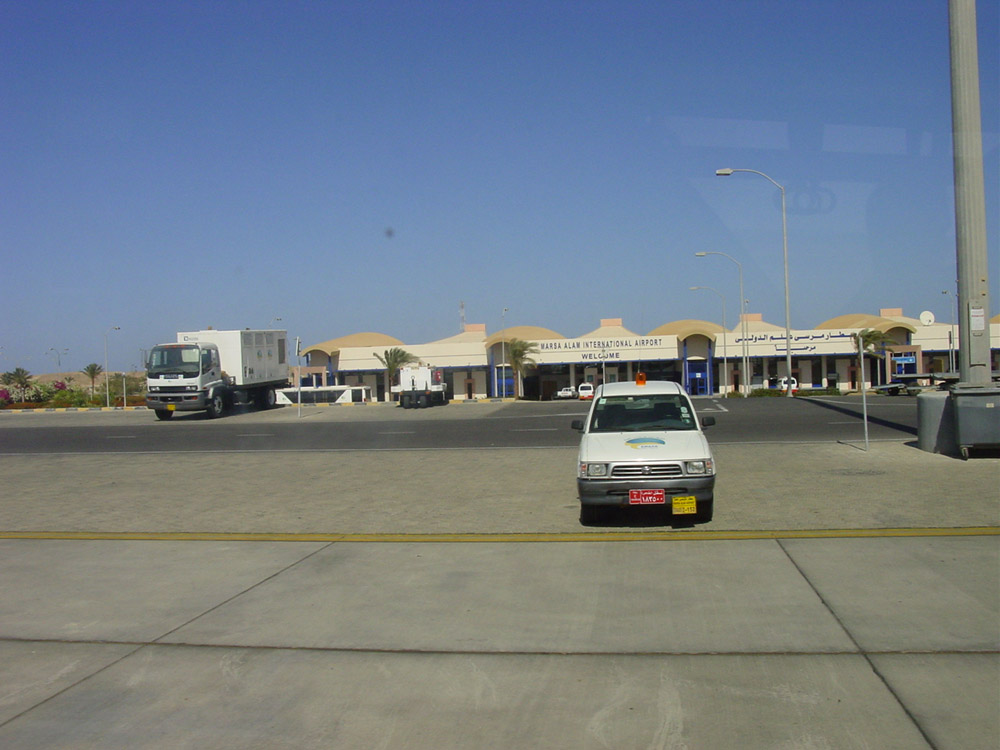
مطار مرسى علم الدولي
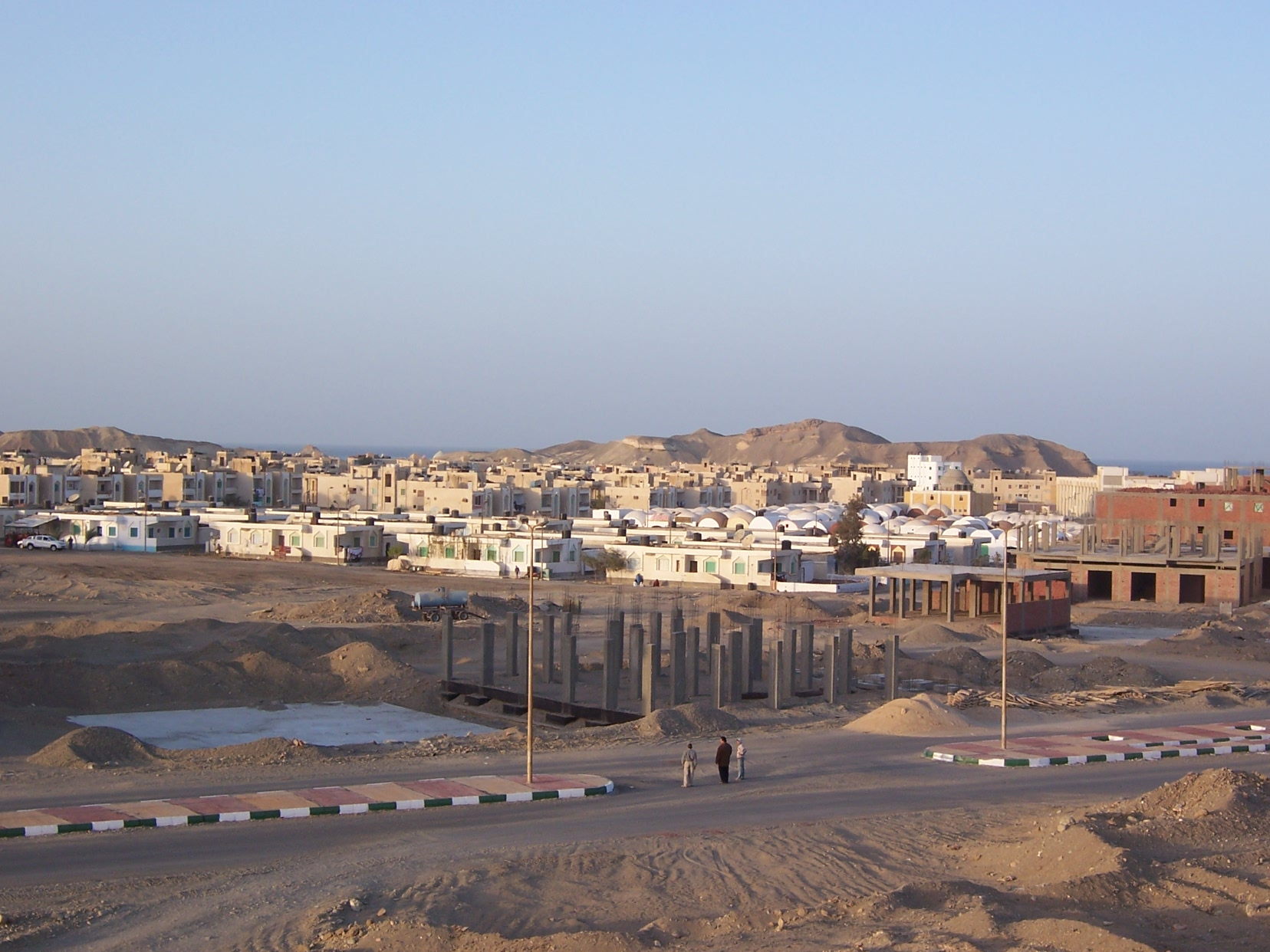
إطلاله على مرسى علم
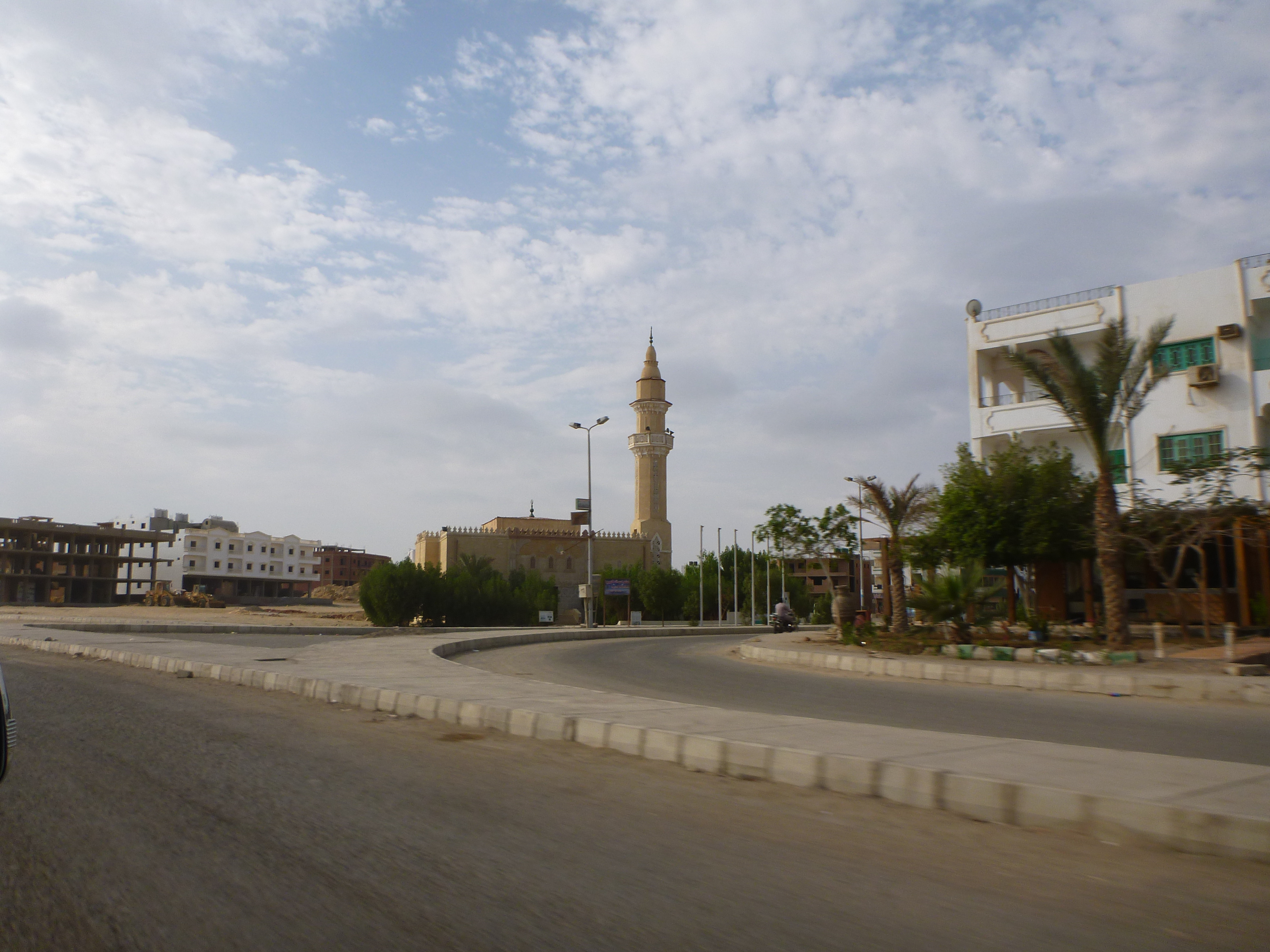
مسجد في مرسى علم
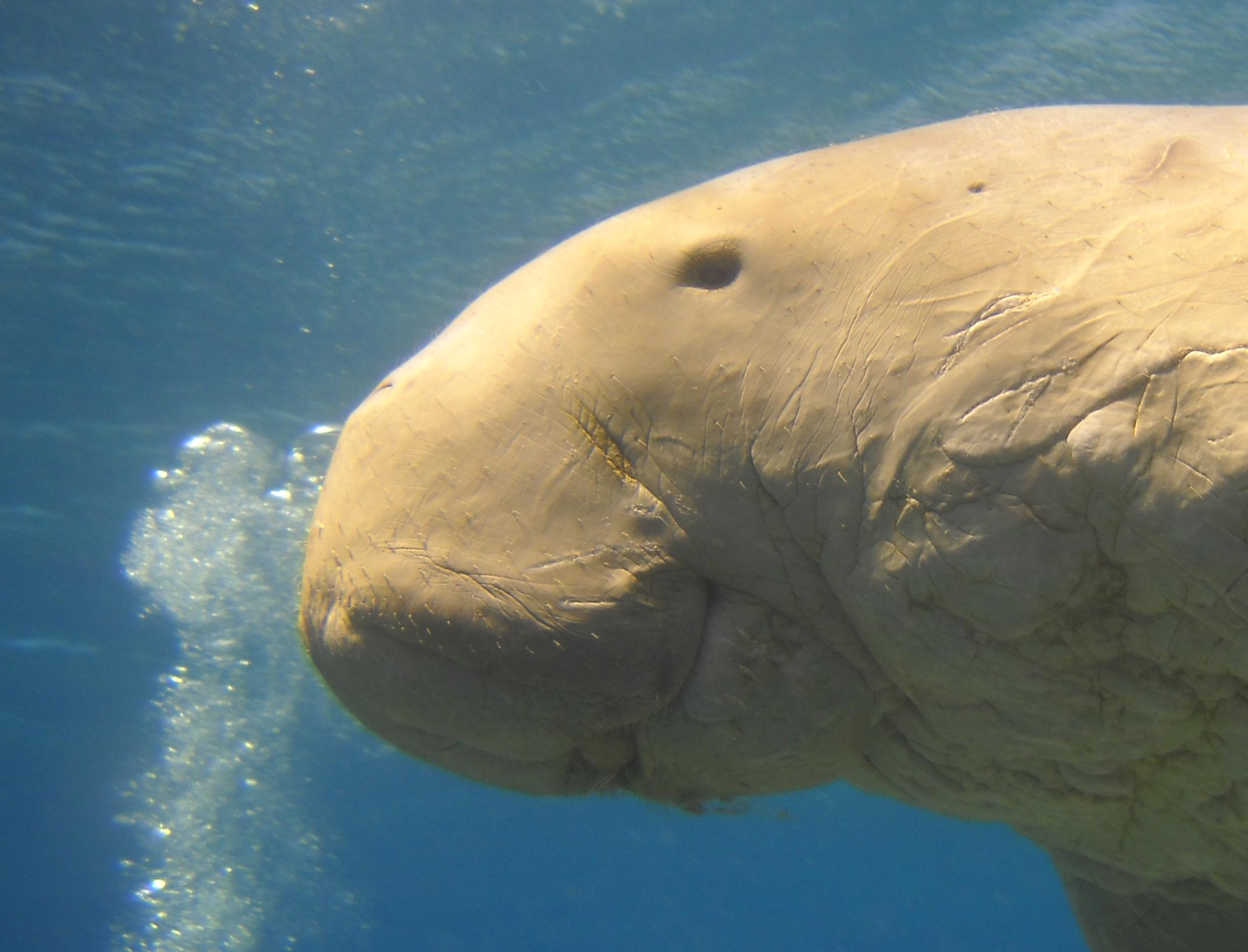
أطوم
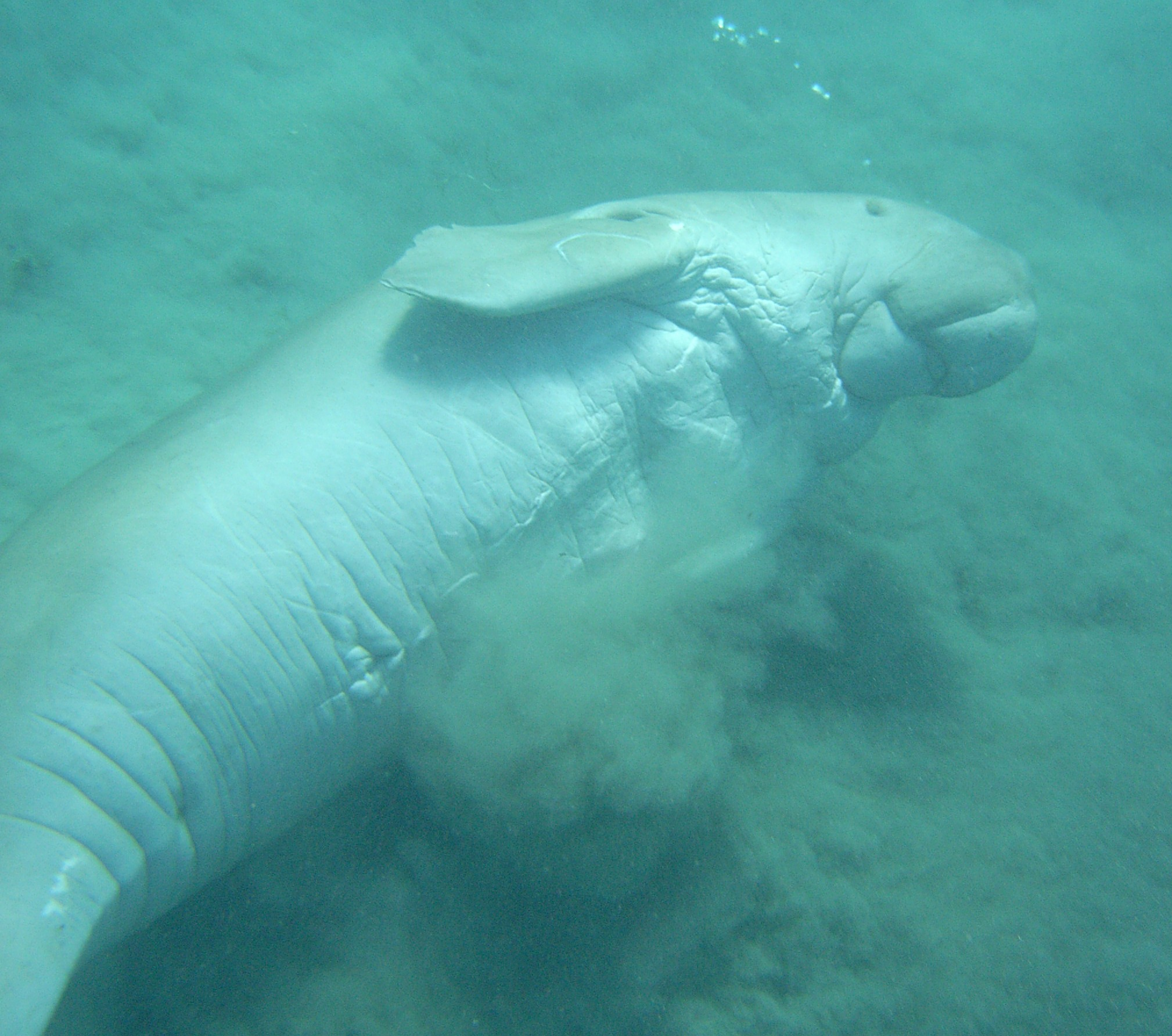
أطوم
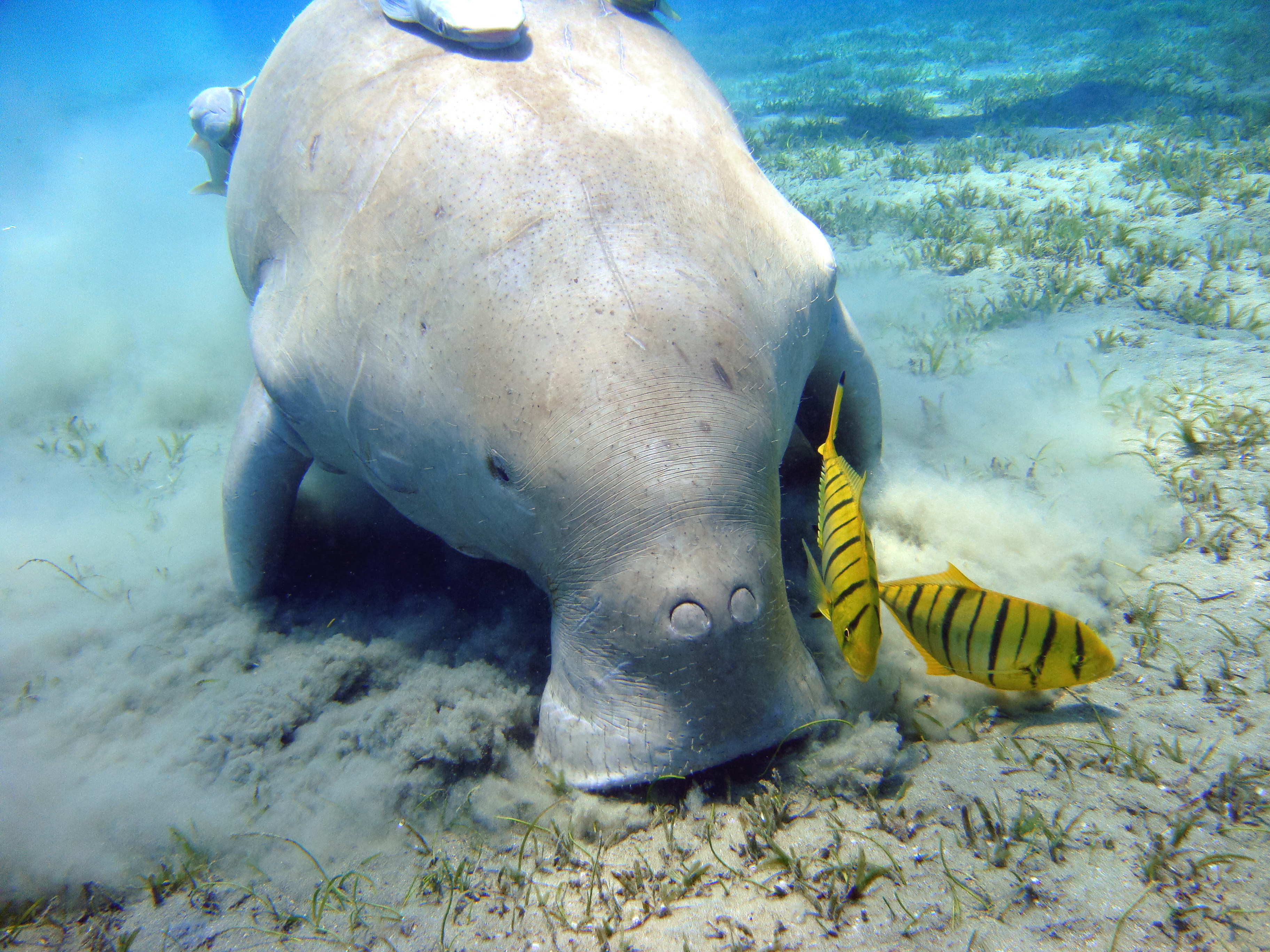
أطوم
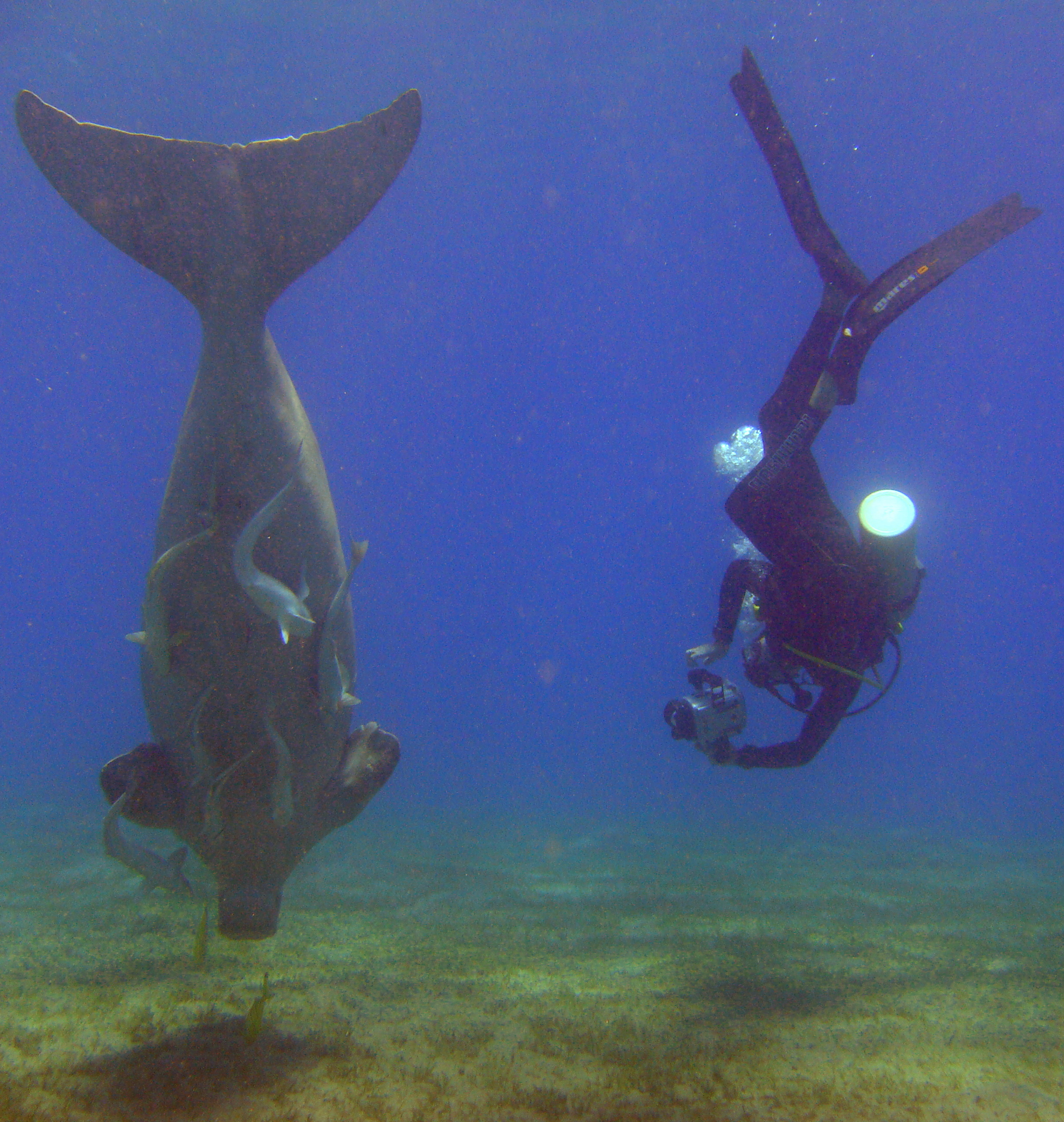
أطوم
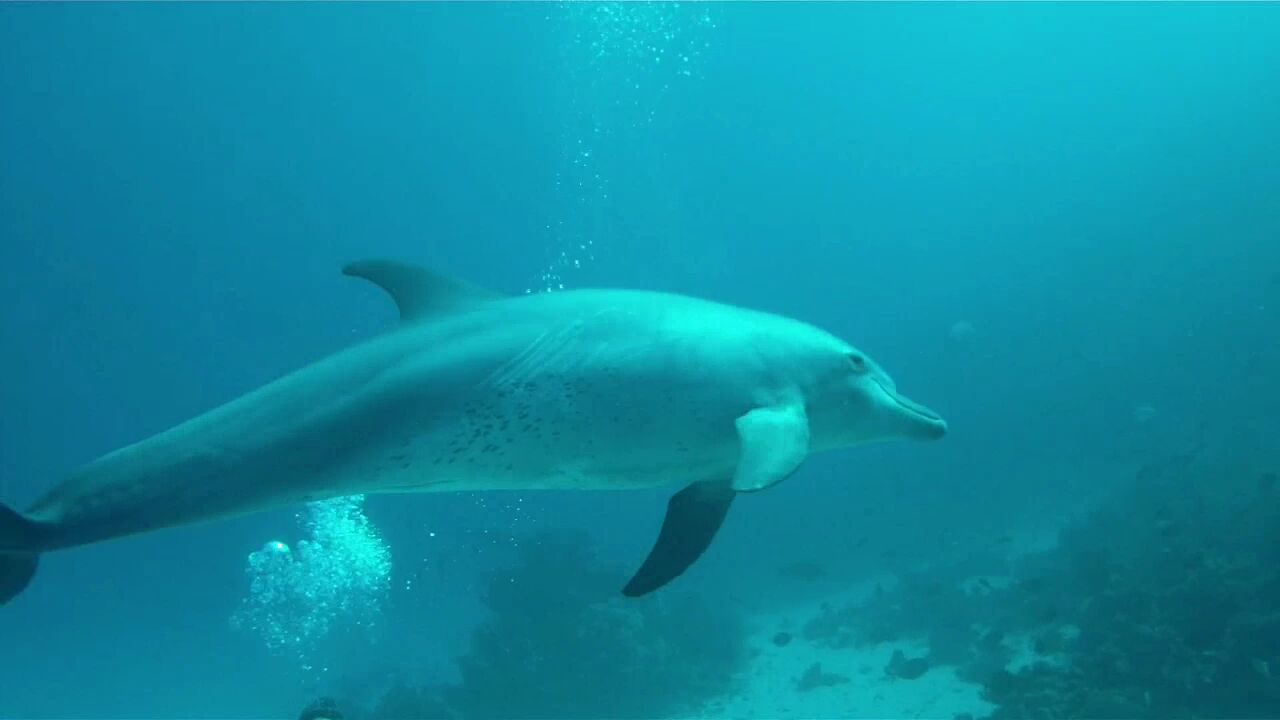
دلفين
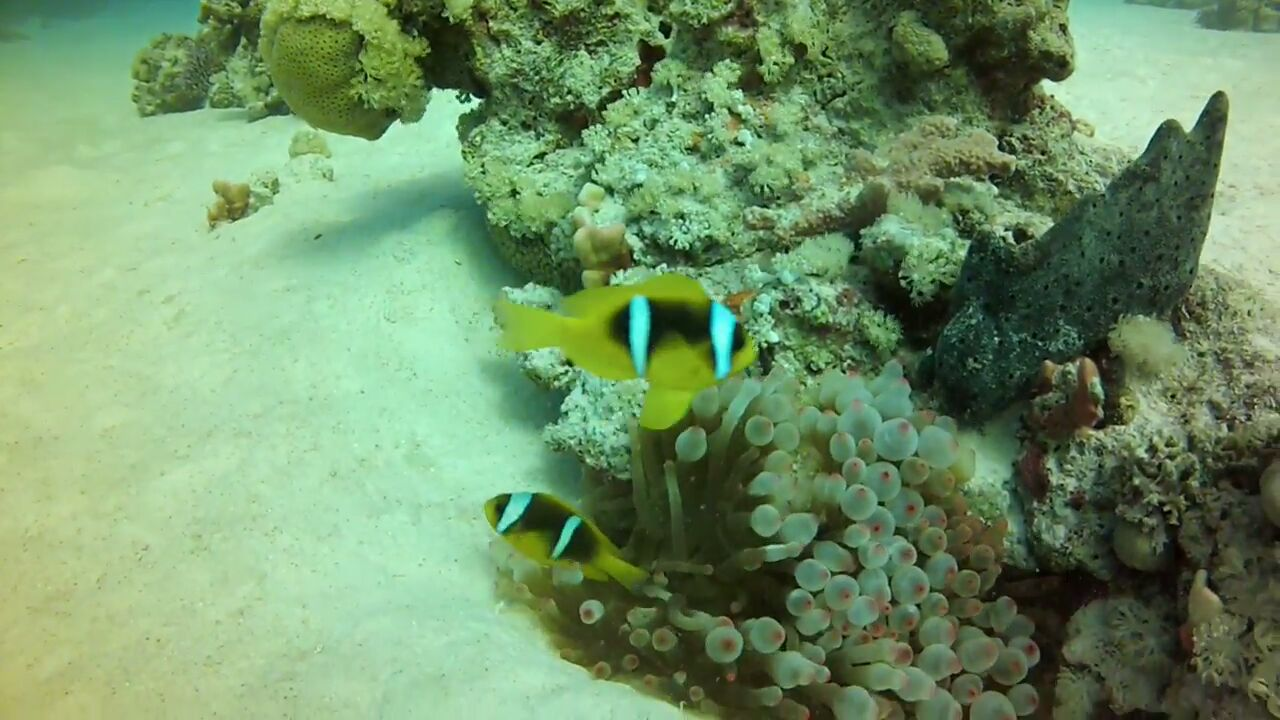
سمكة المهرج
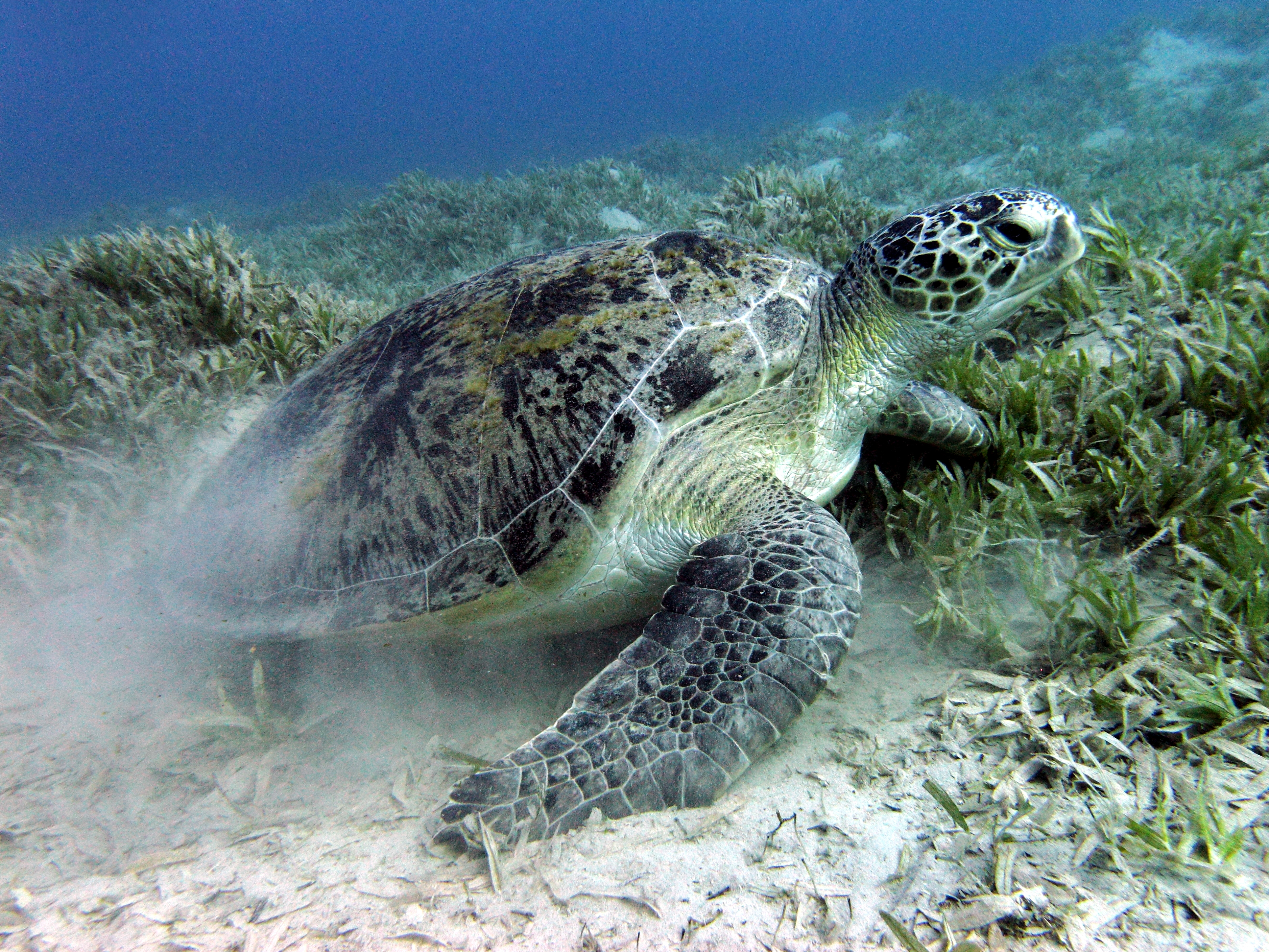
سلحفاة البحر الخضراء
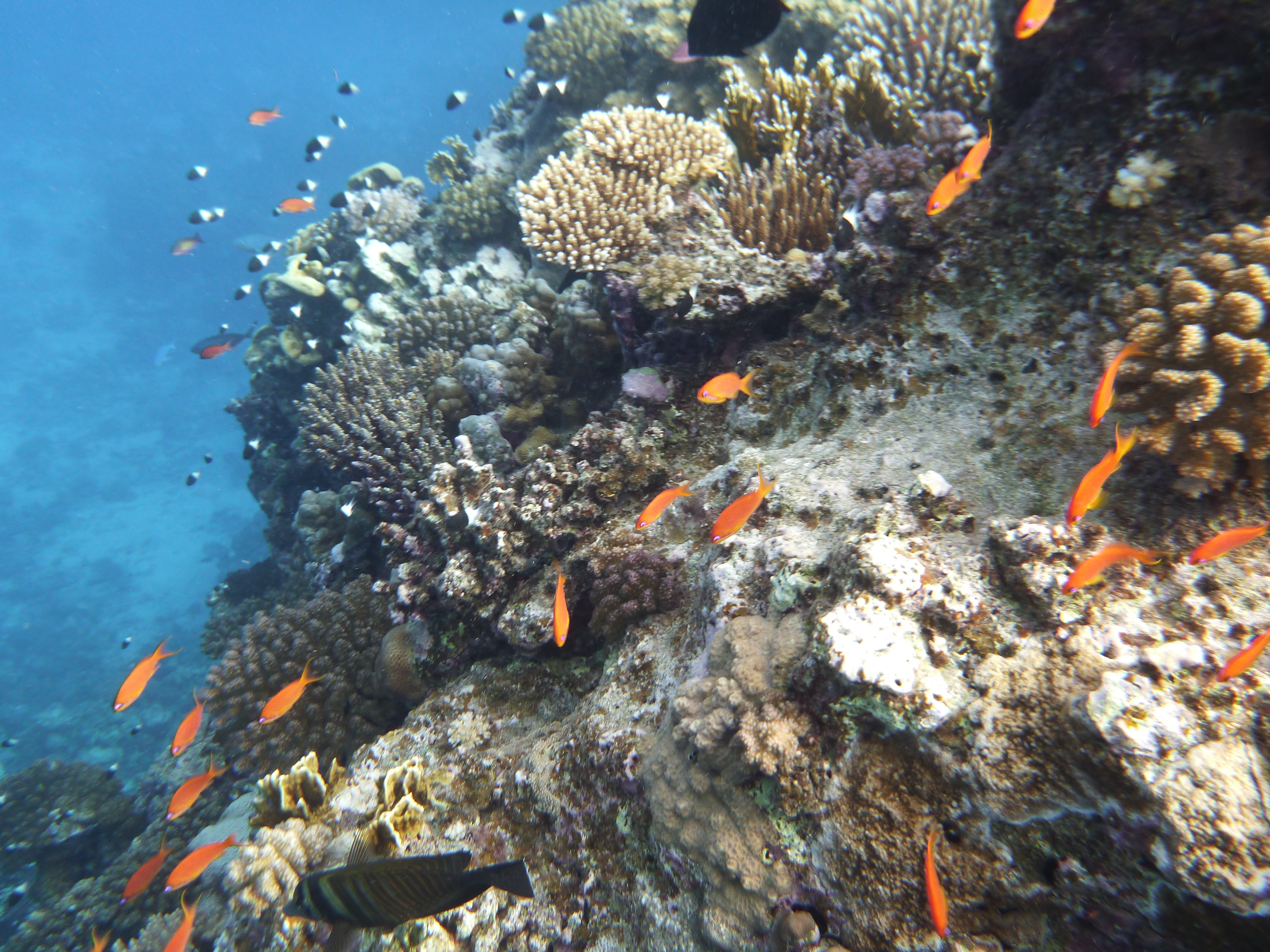
الشعاب المرجانية
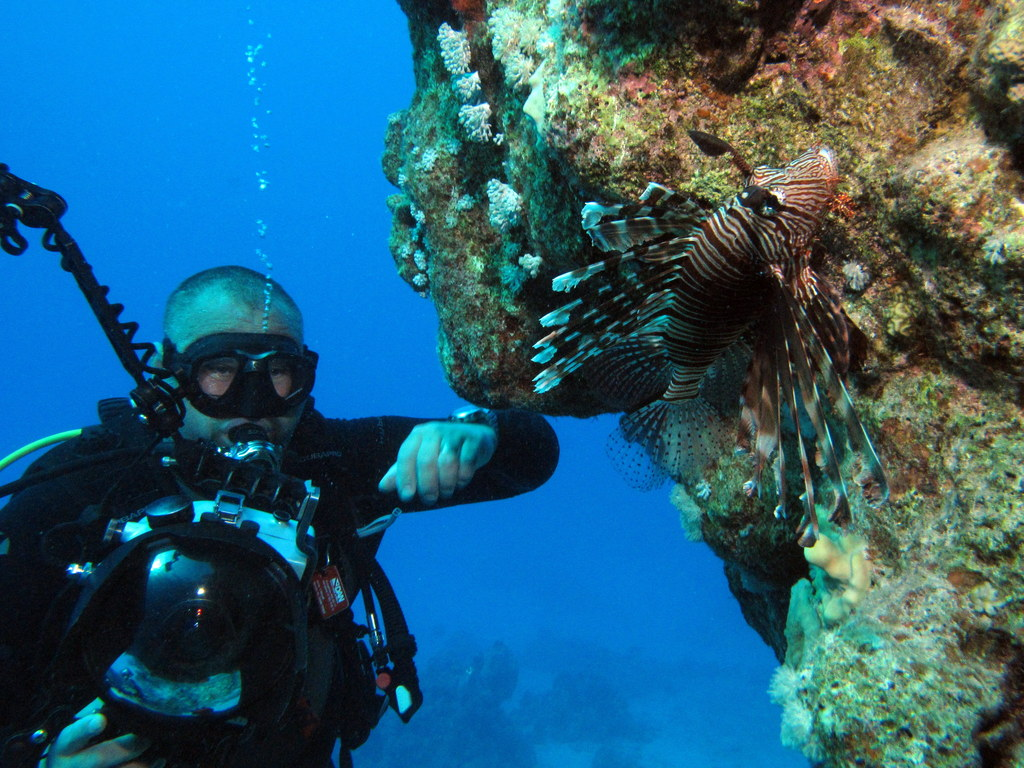
ممارسة رياضة الغوص
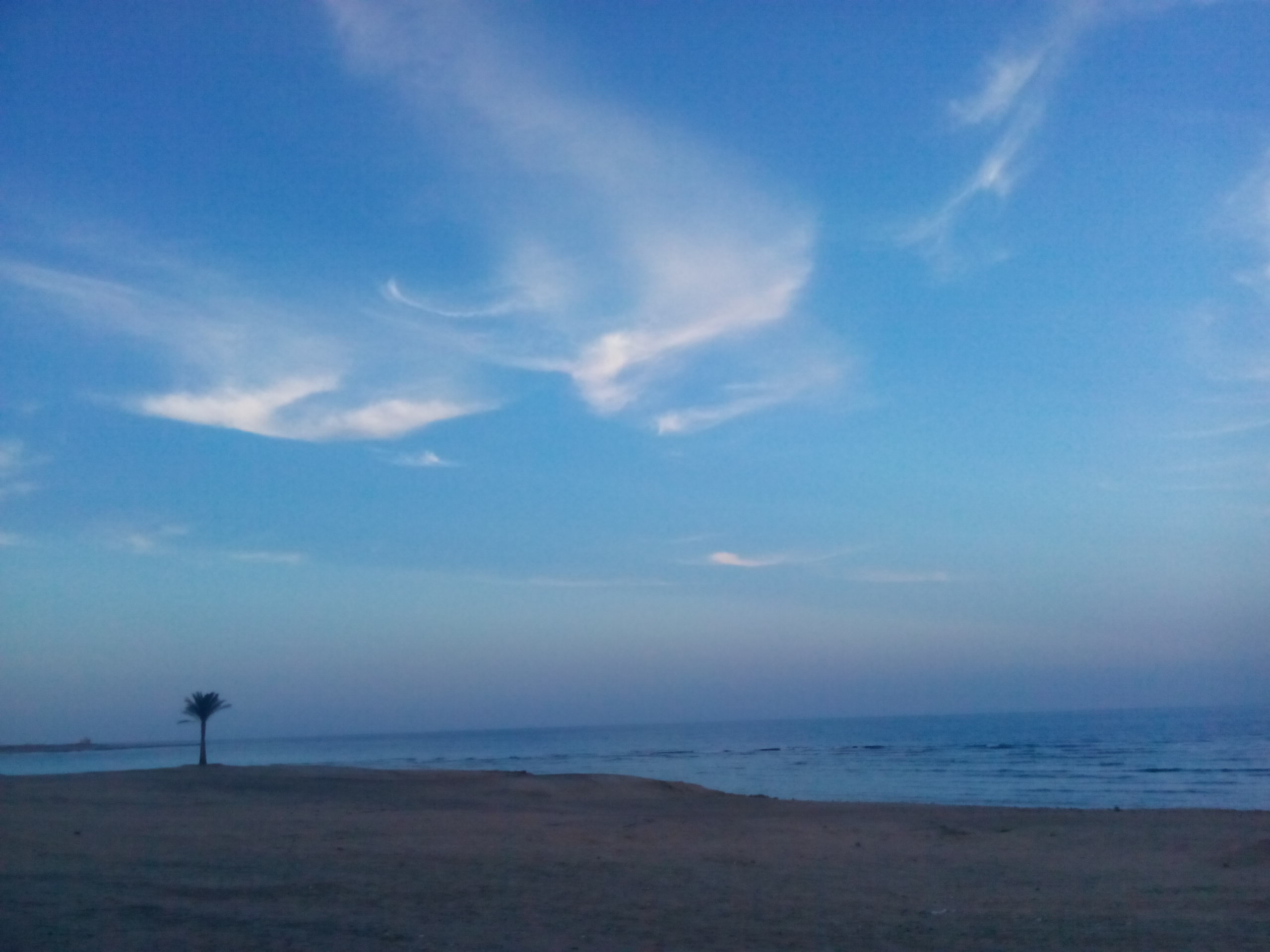
الغروب في مرسى علم
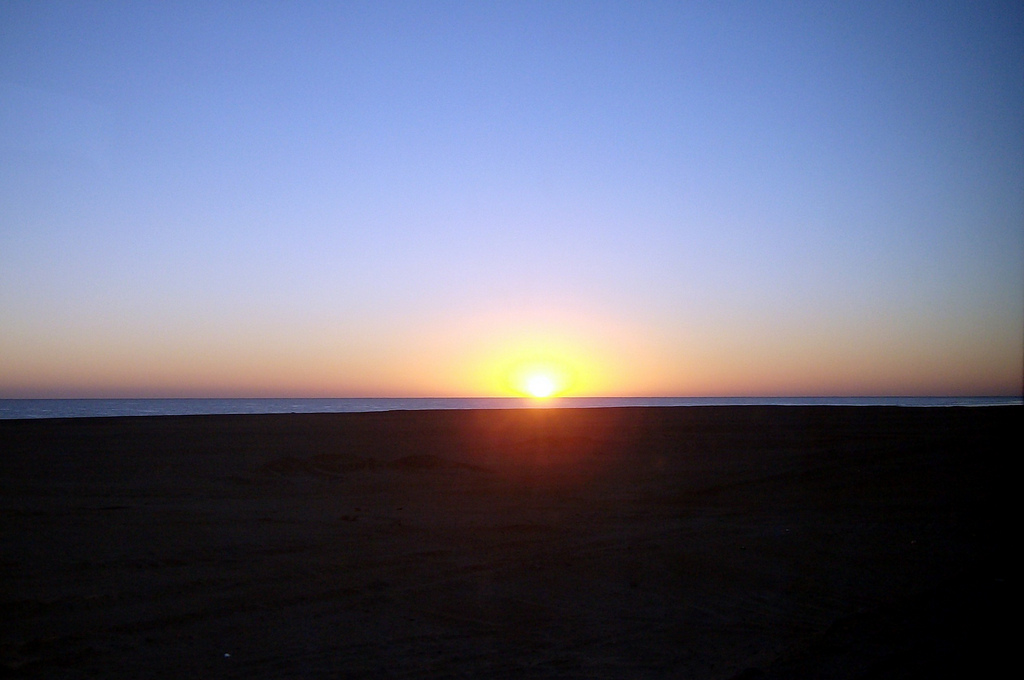
الغروب في مرسى علم
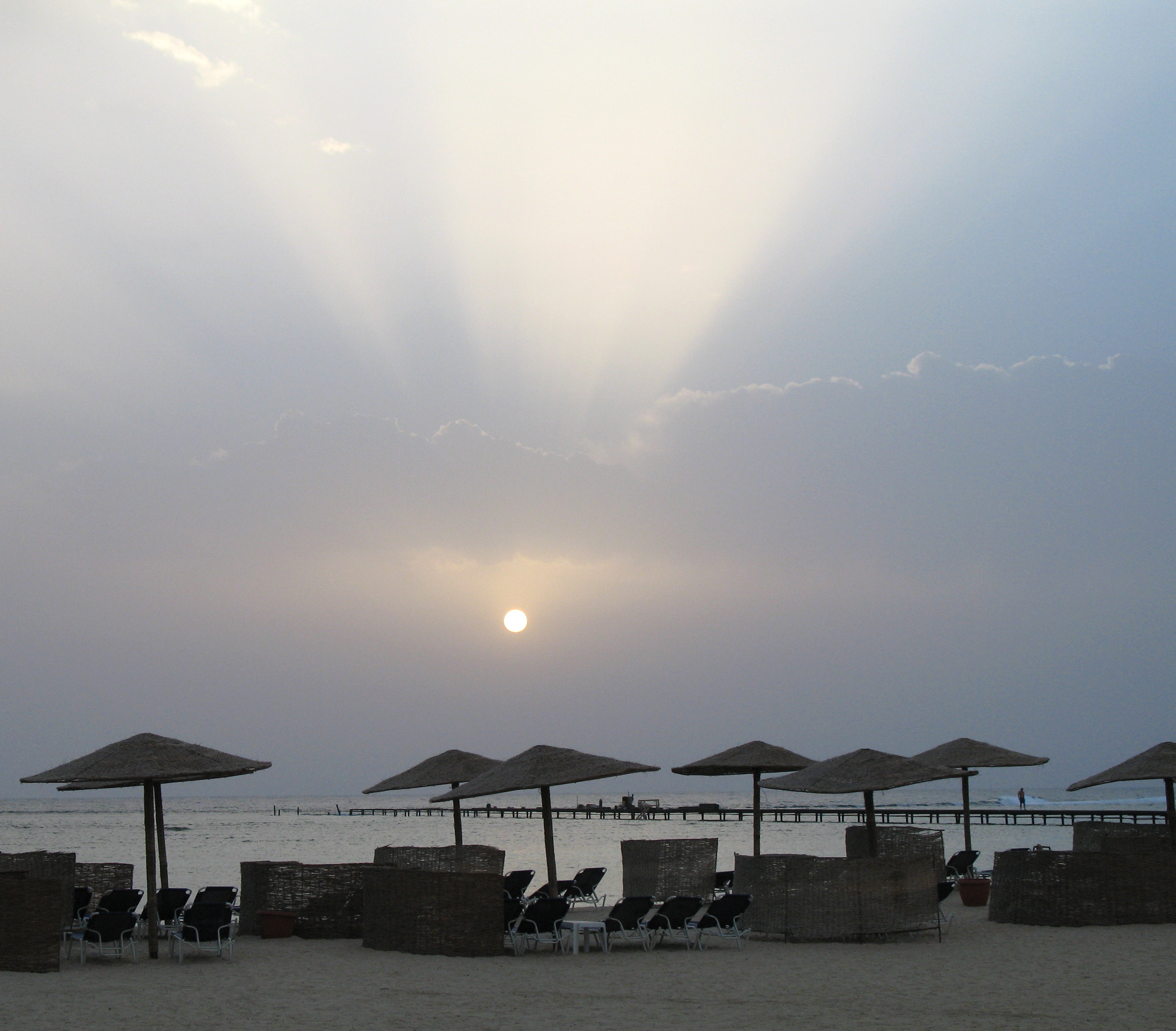
الشروق في مرسى علم
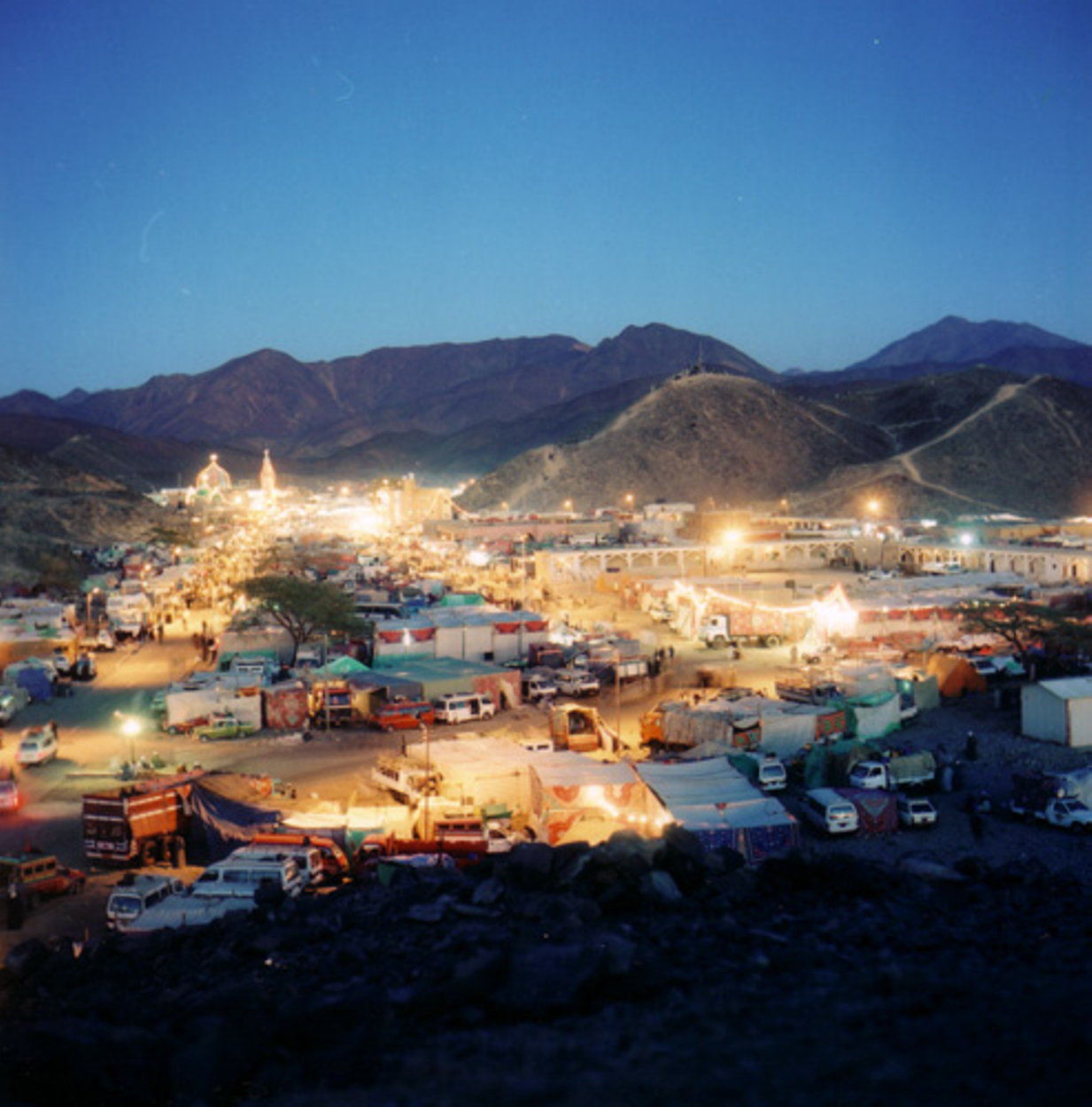
وادي حميثرة
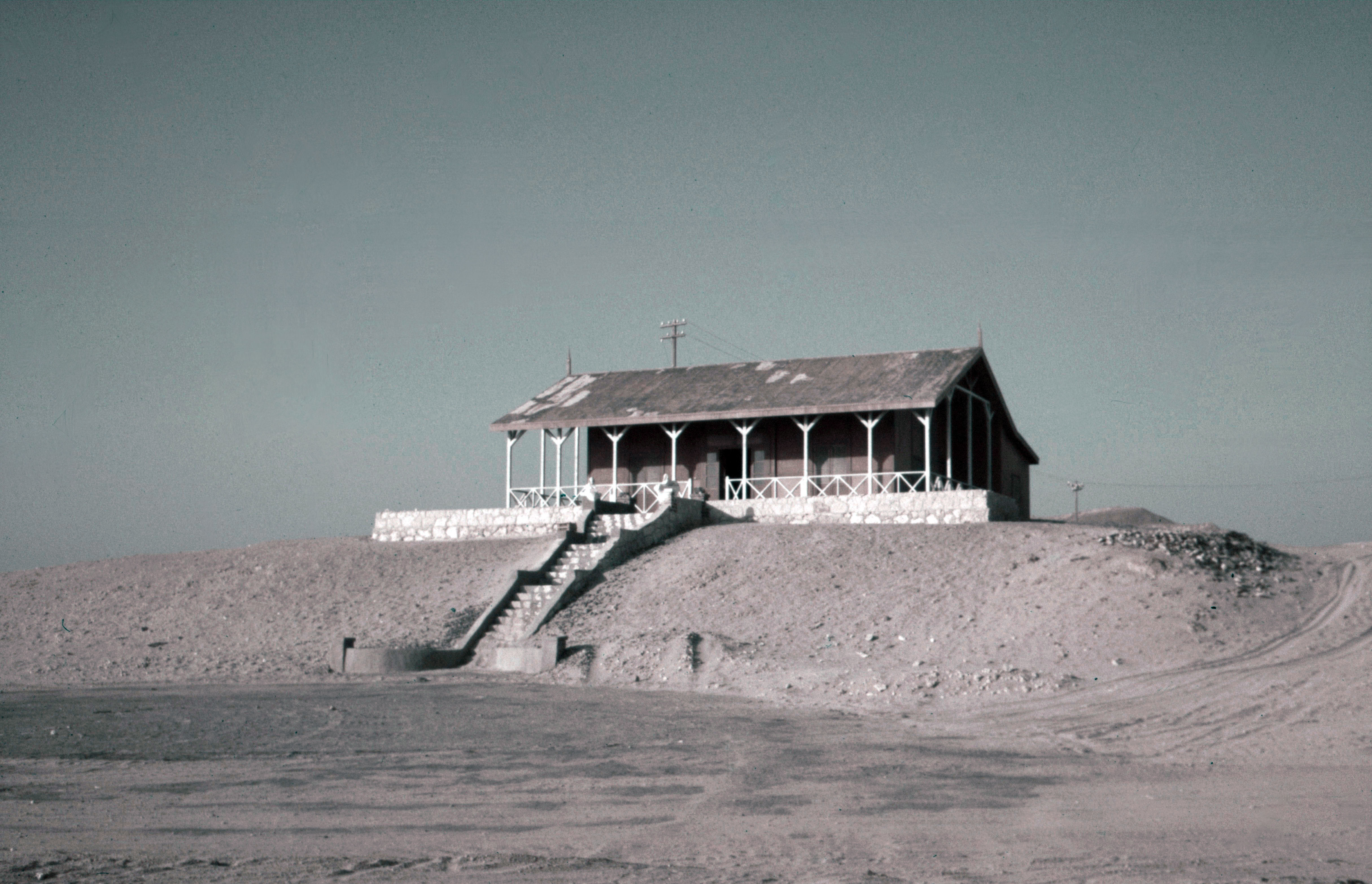
مرسى علم عام 1960
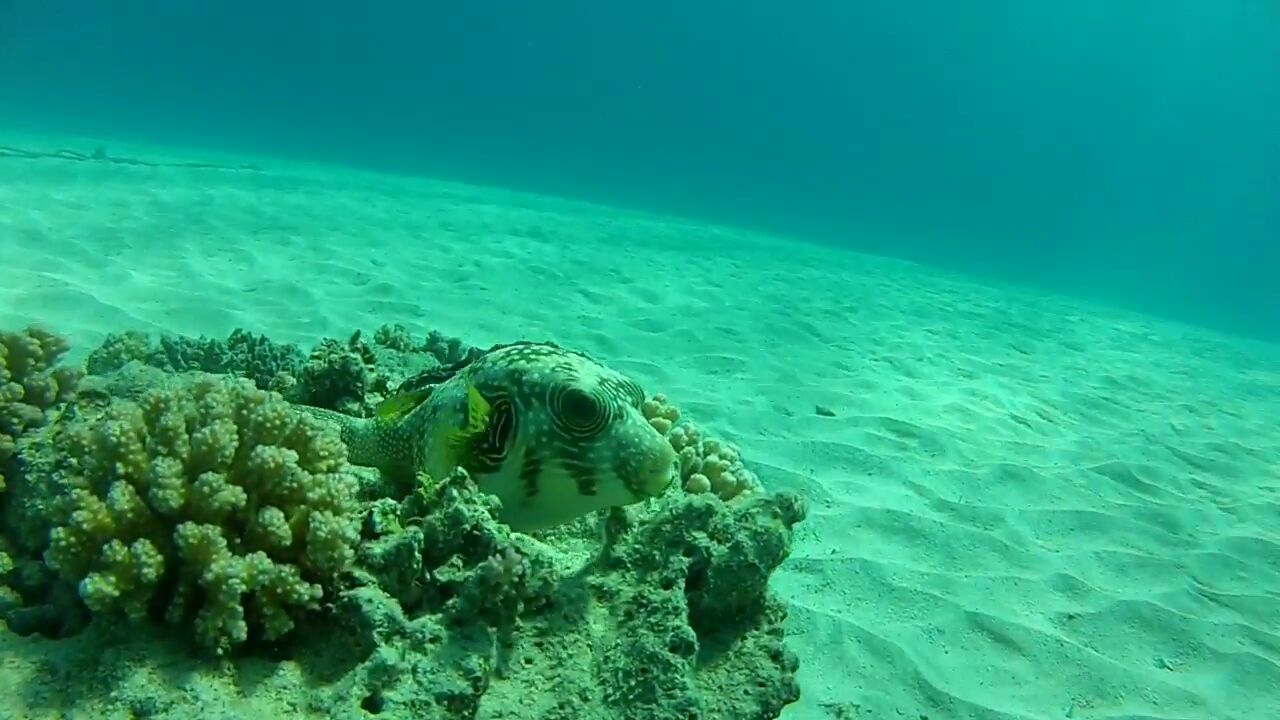
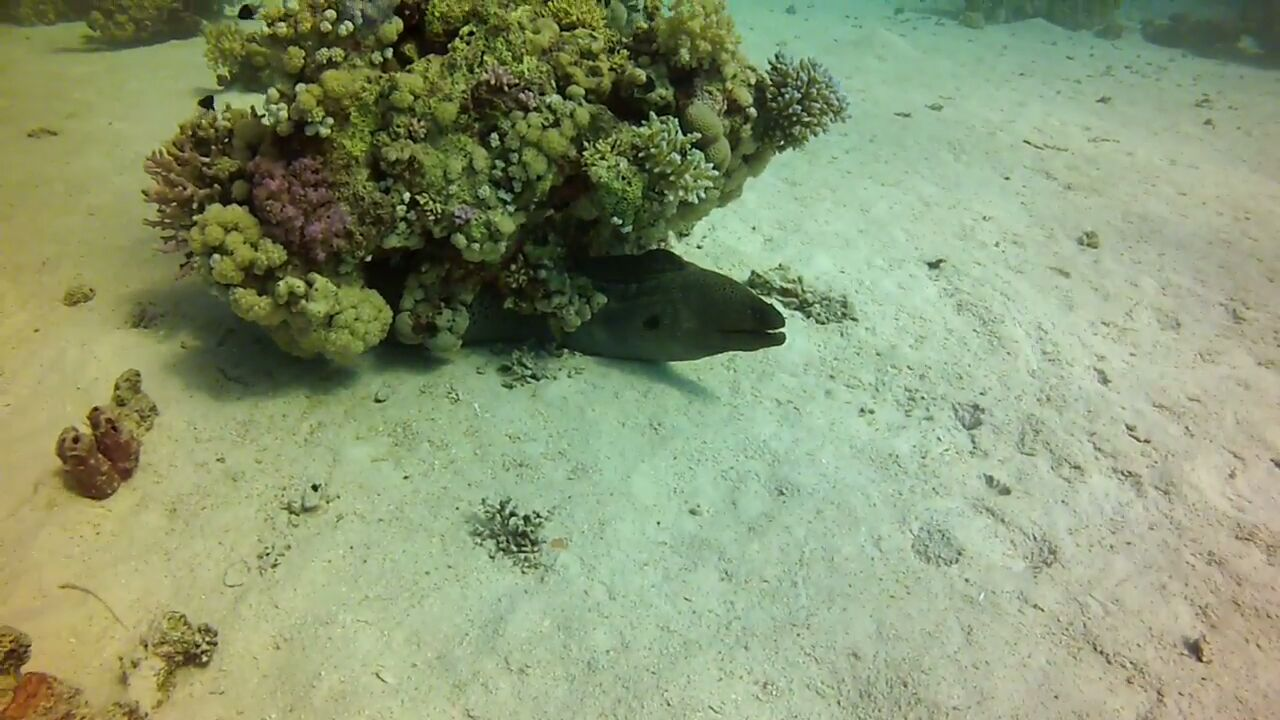
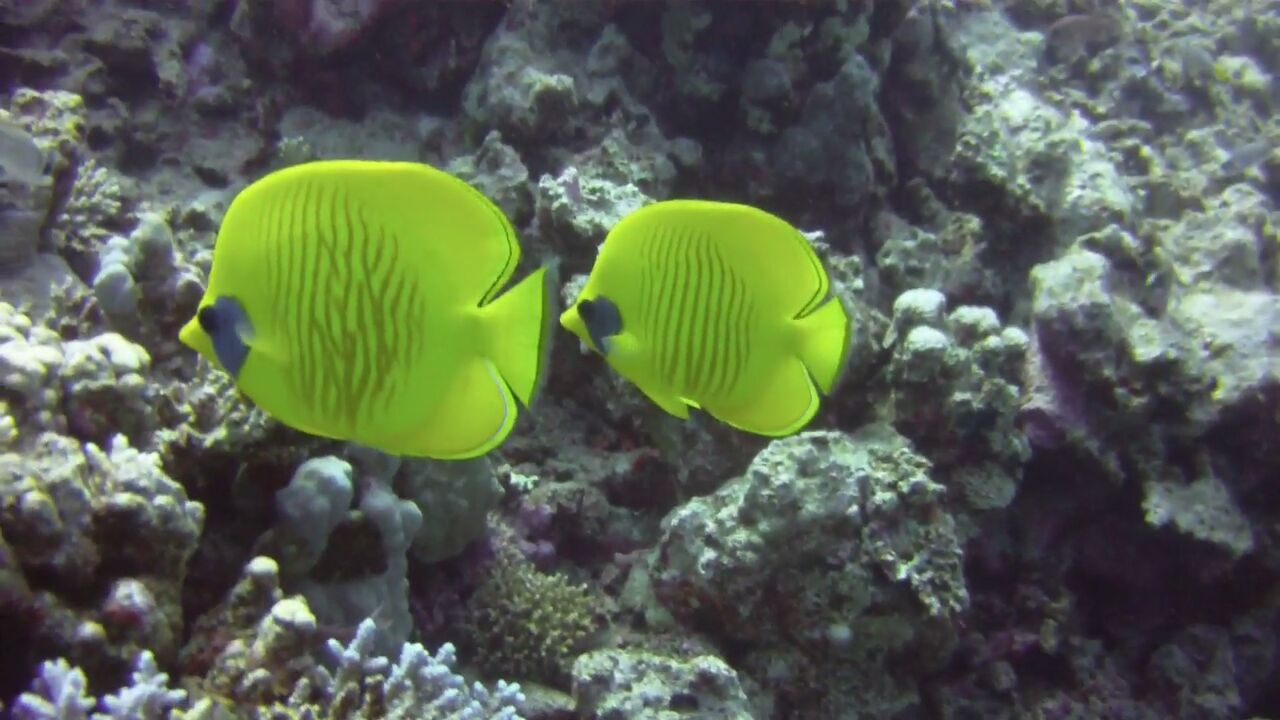
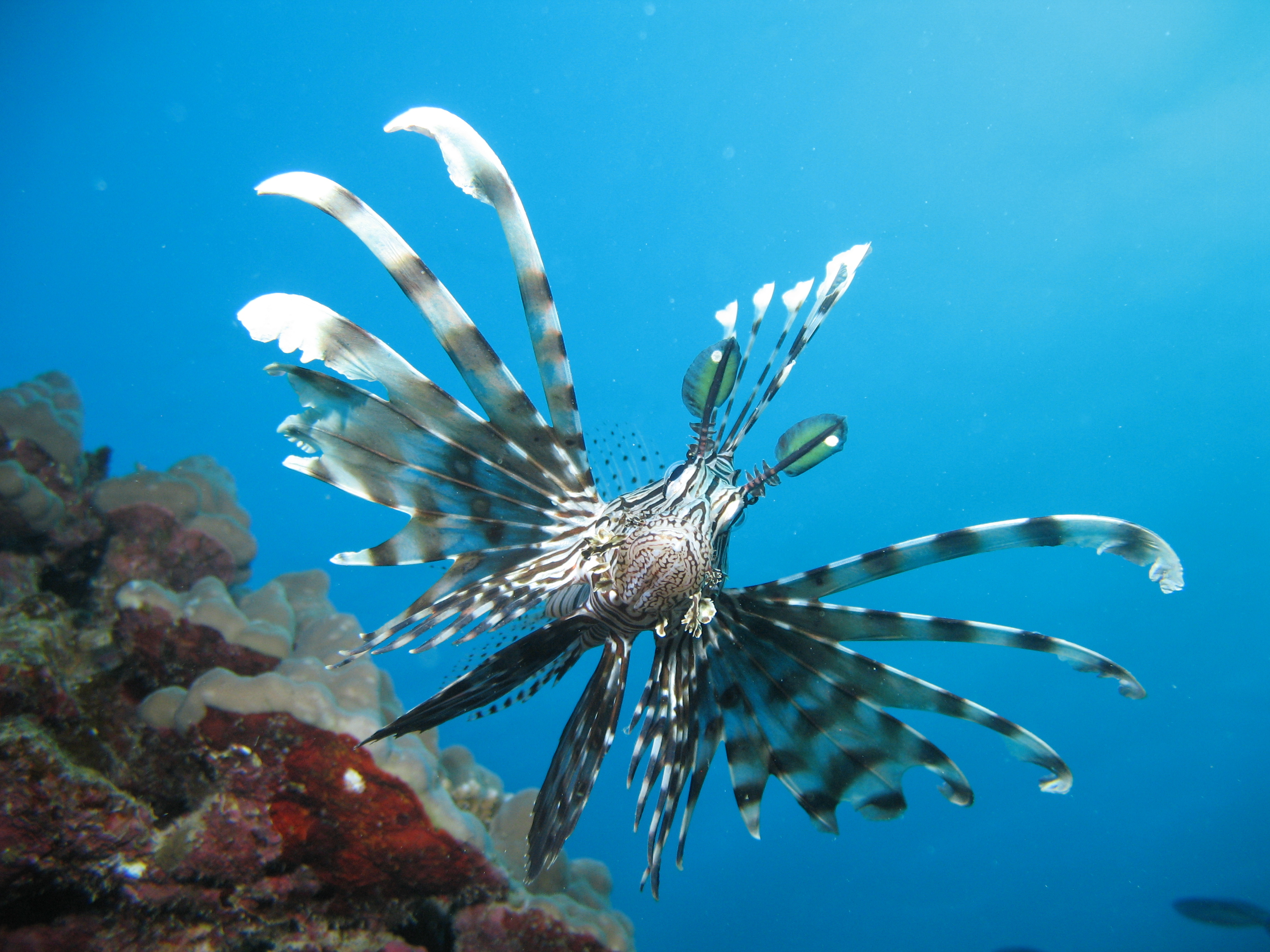
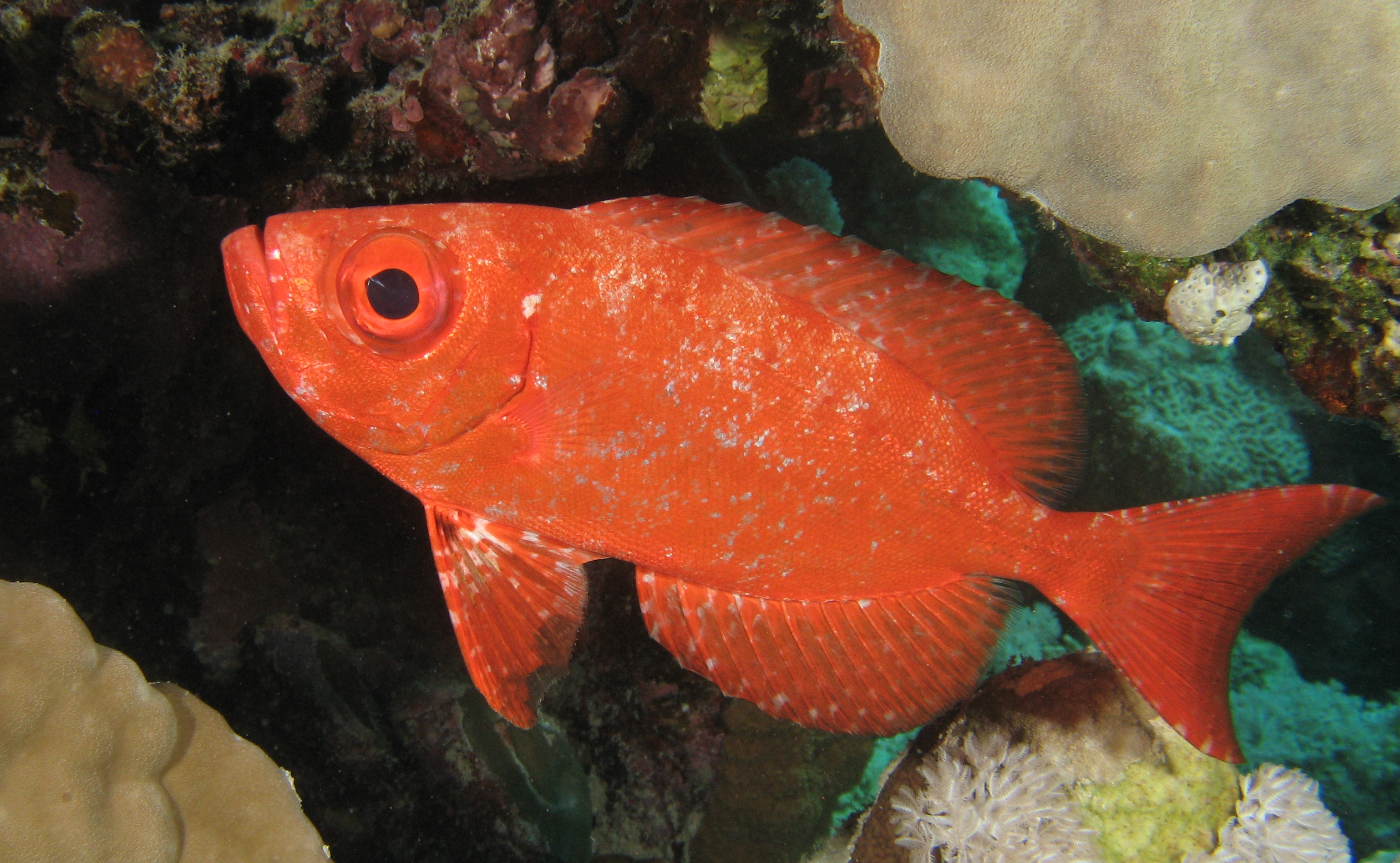
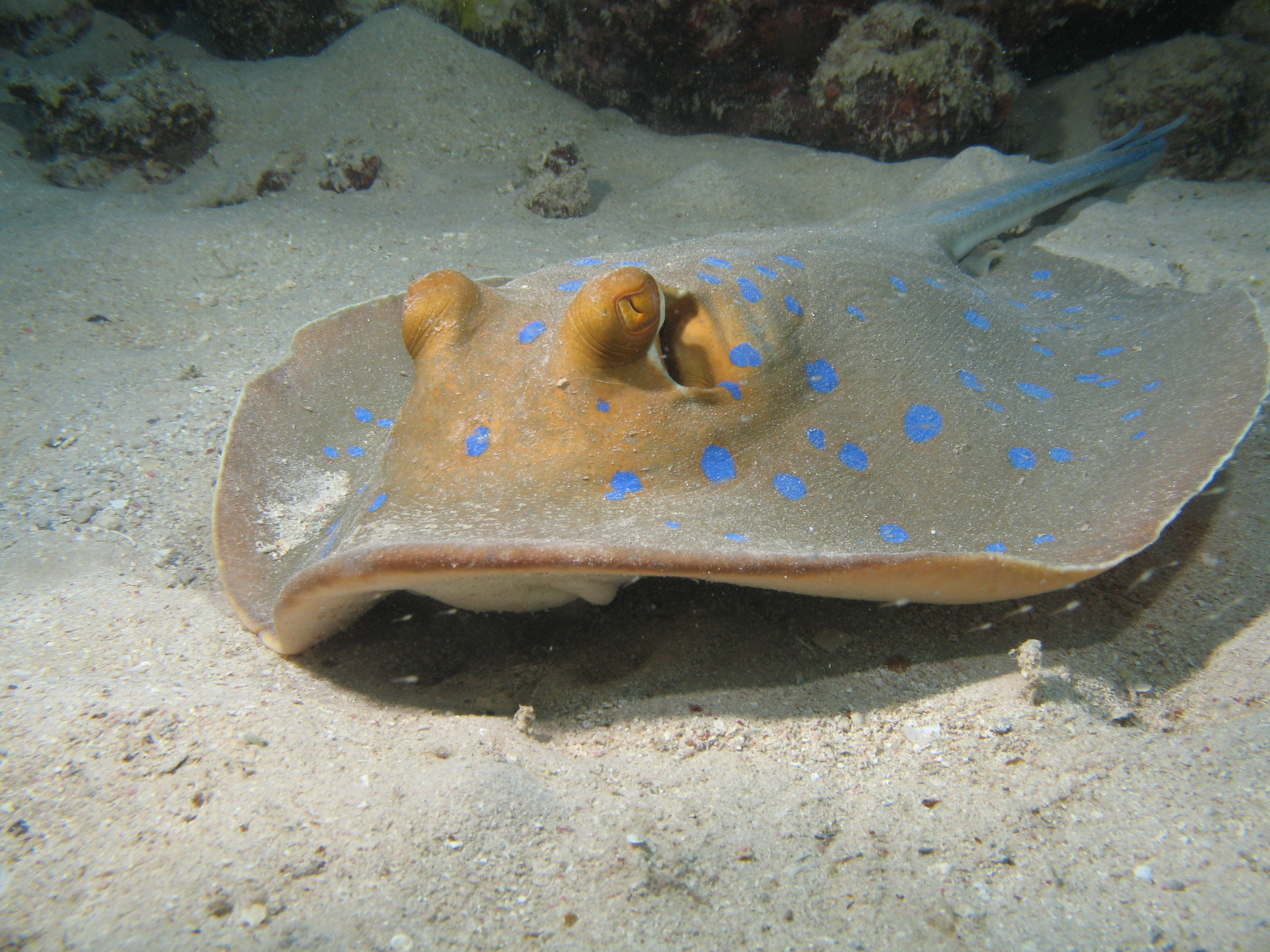
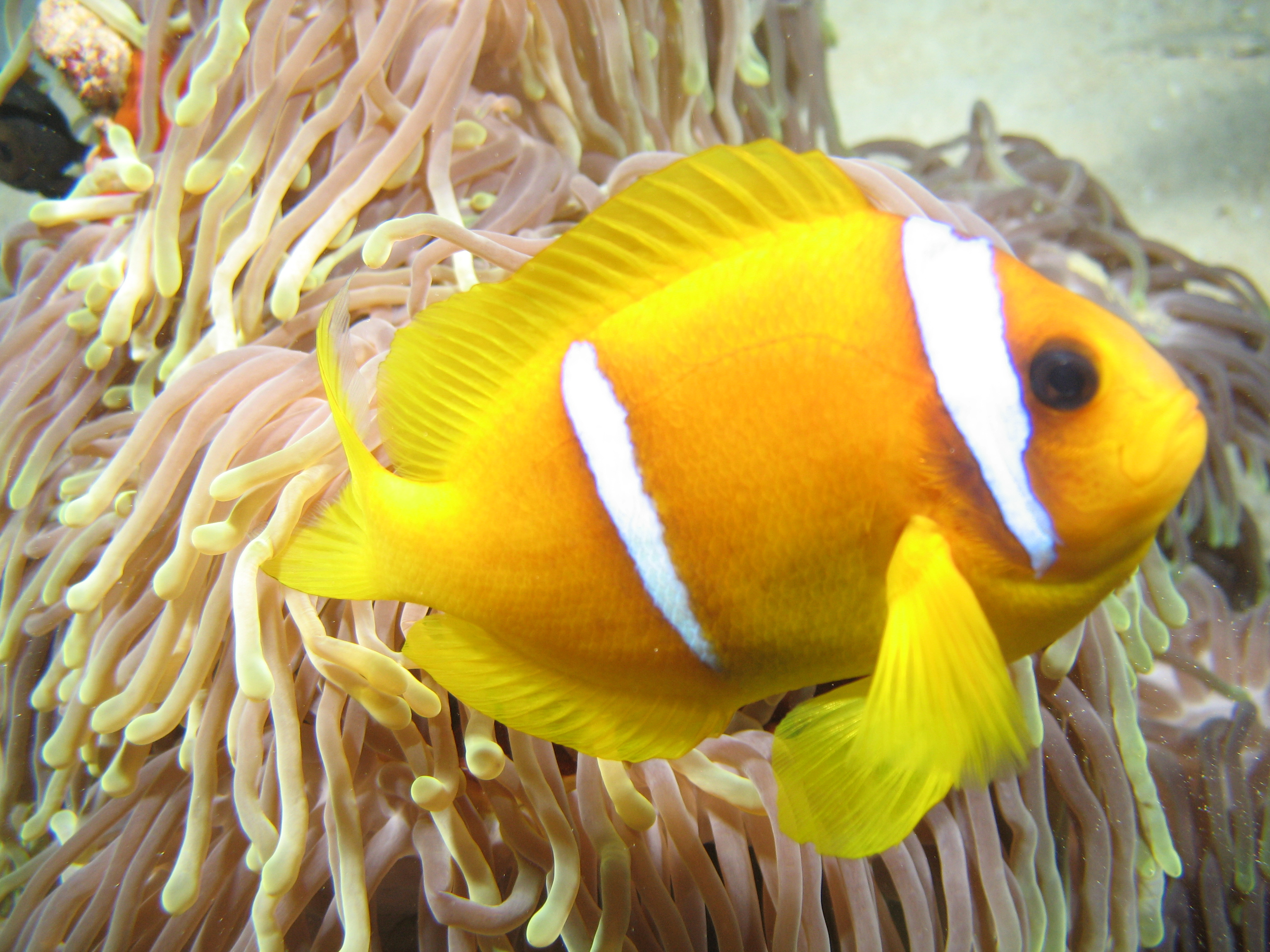
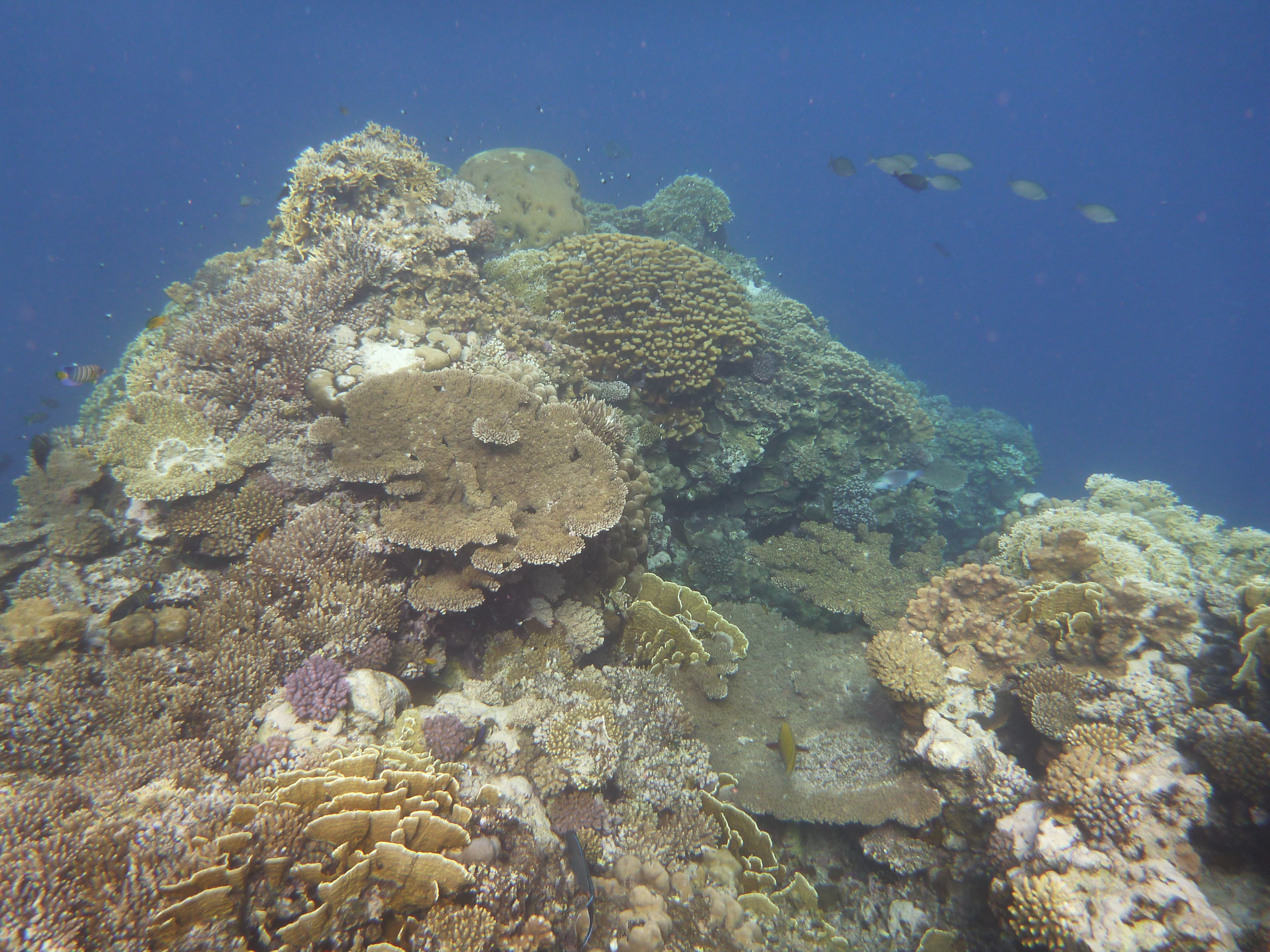
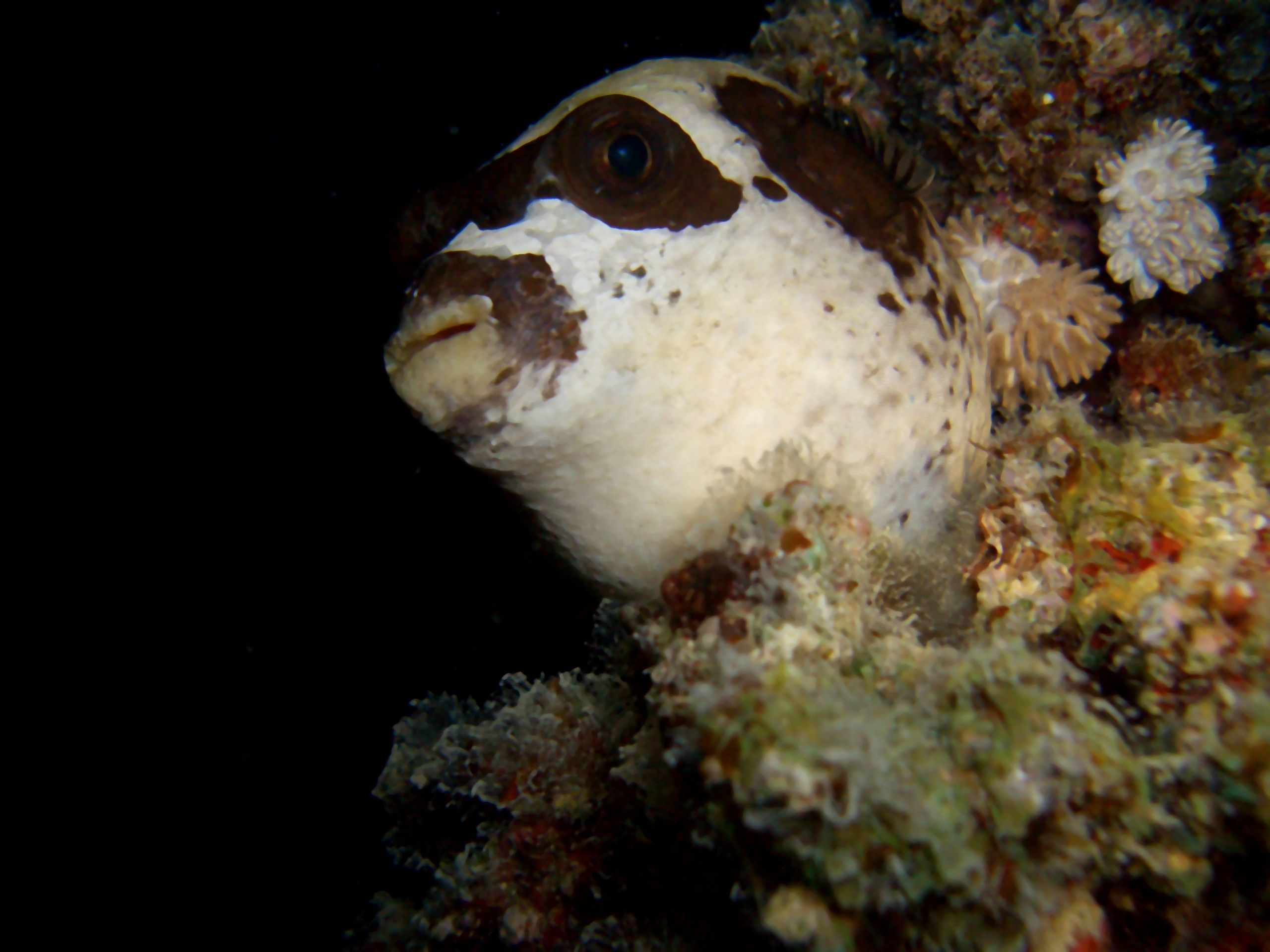
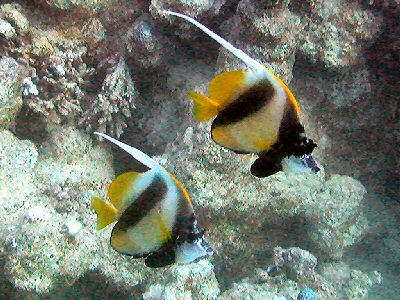
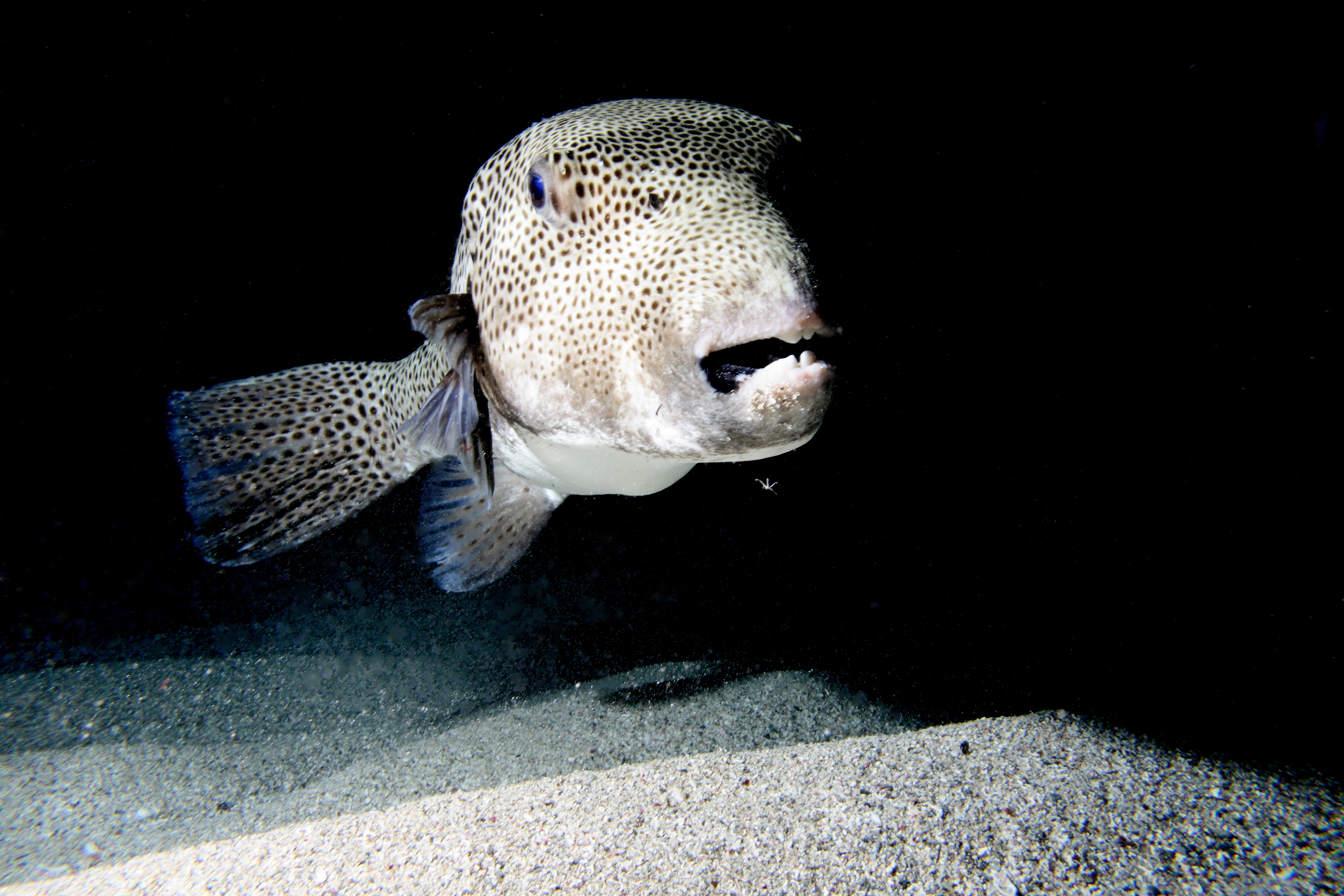
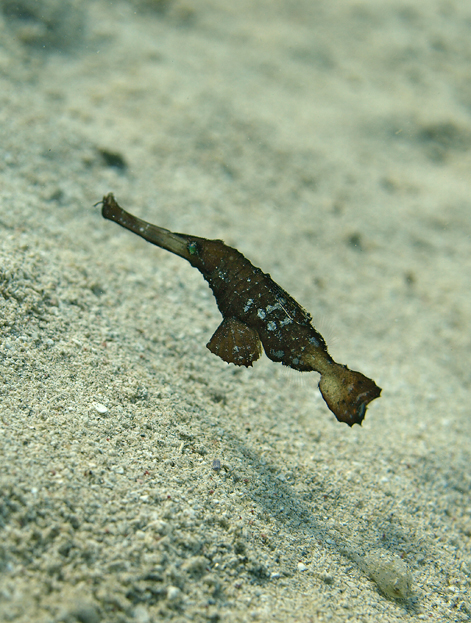
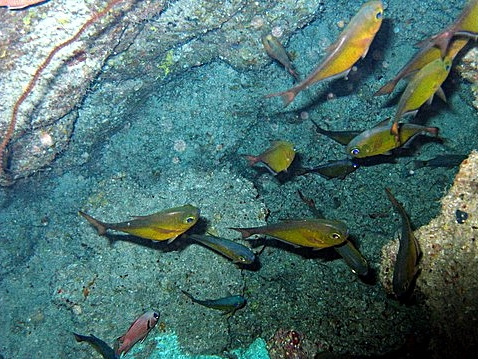
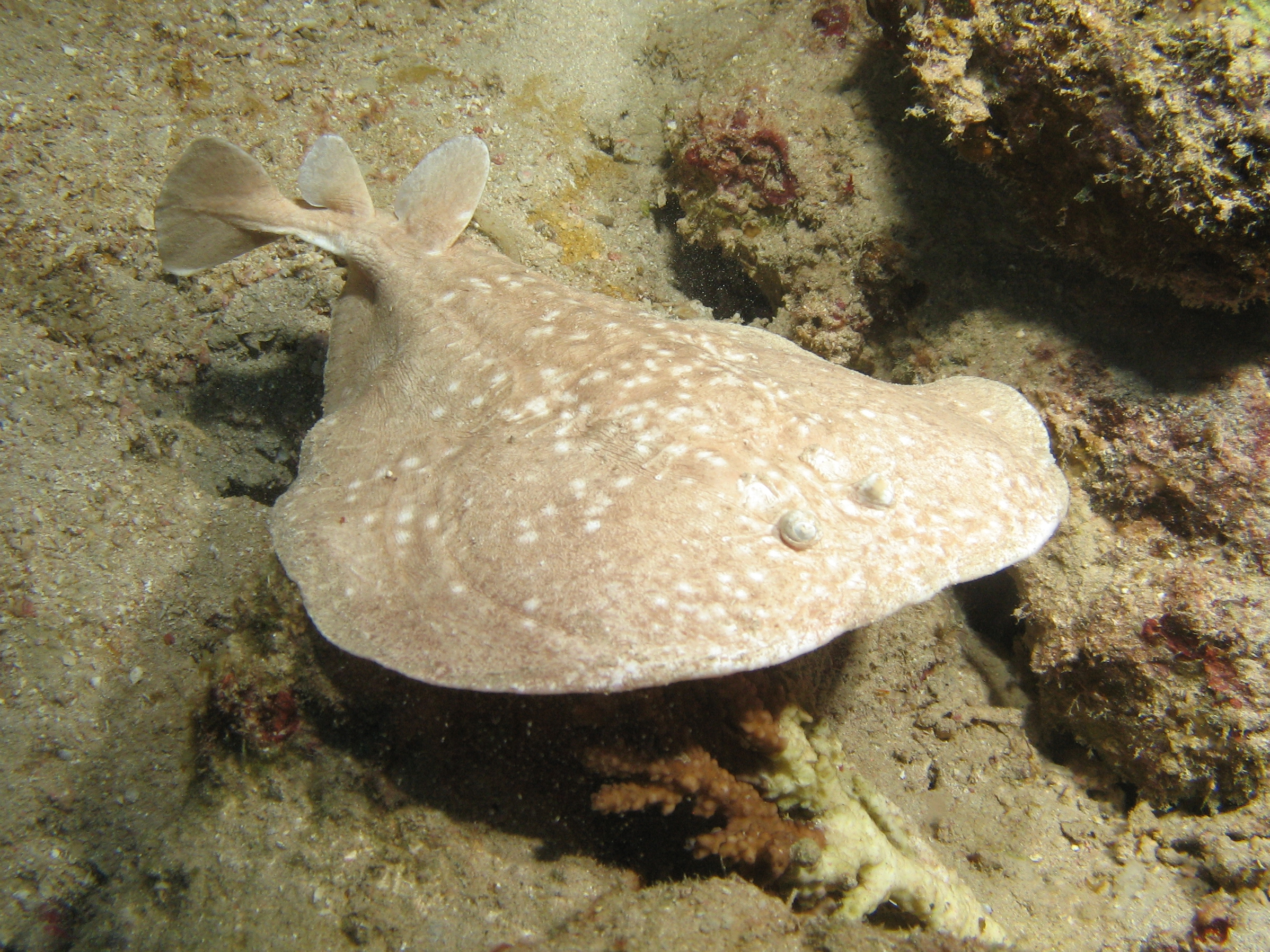
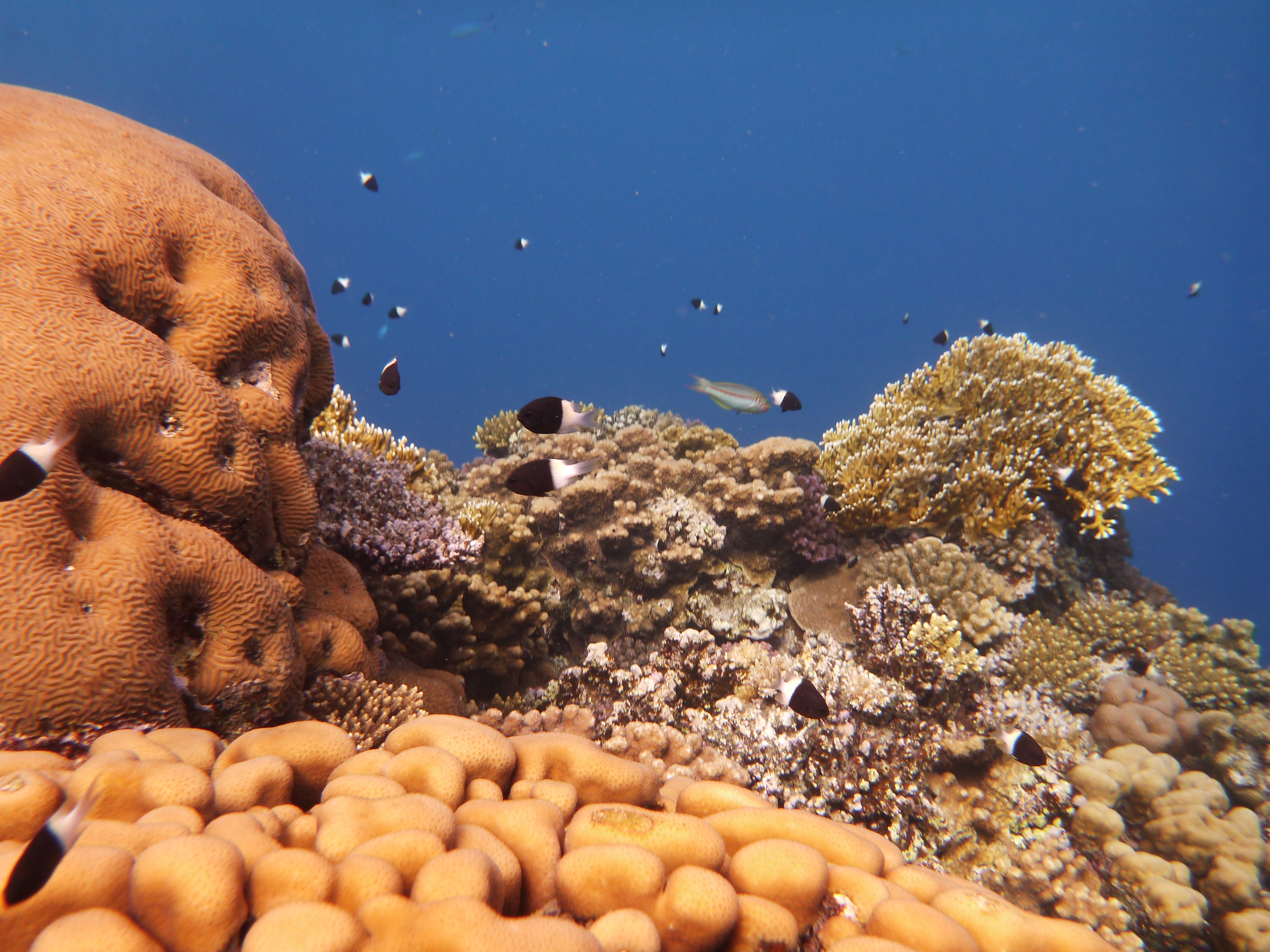
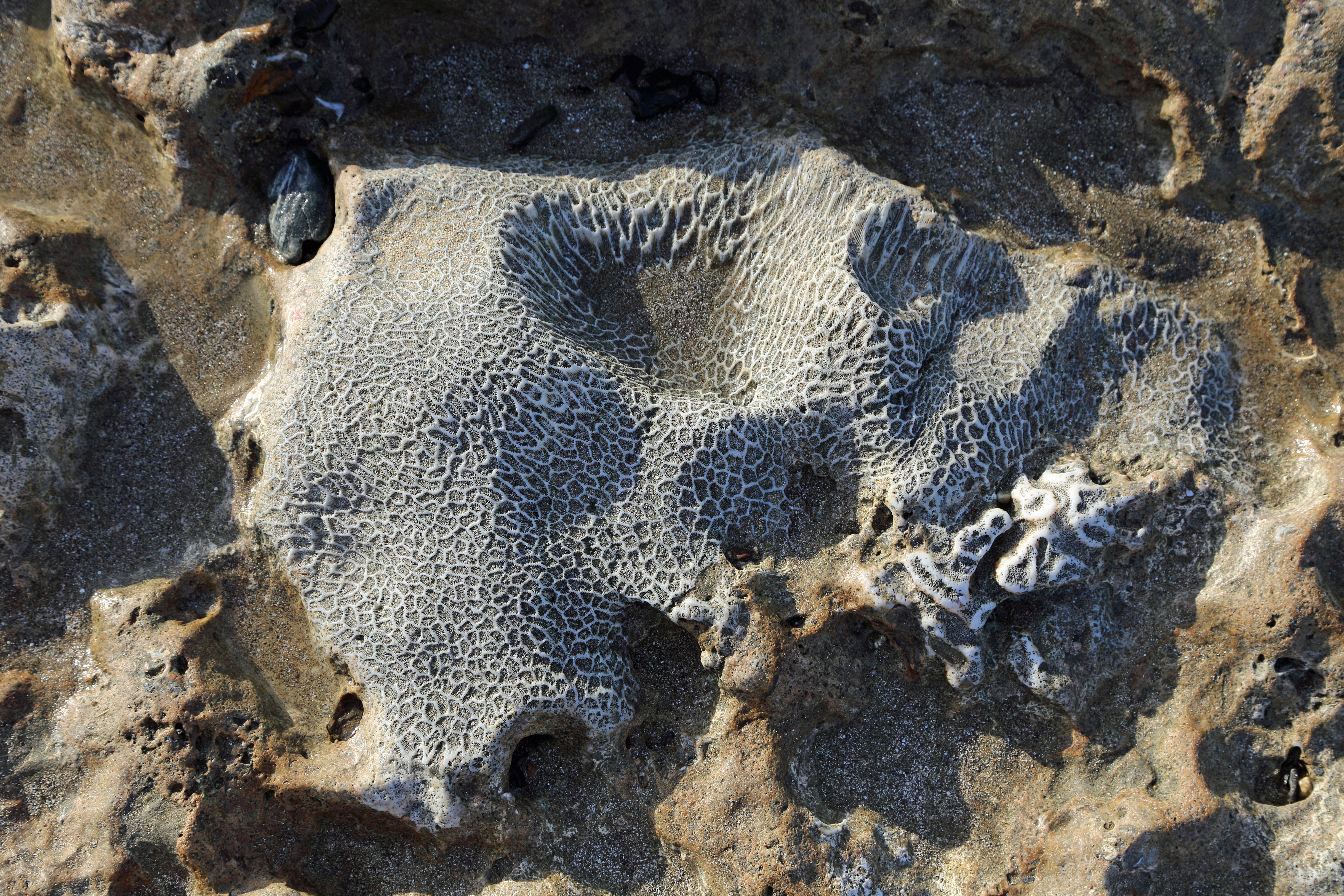
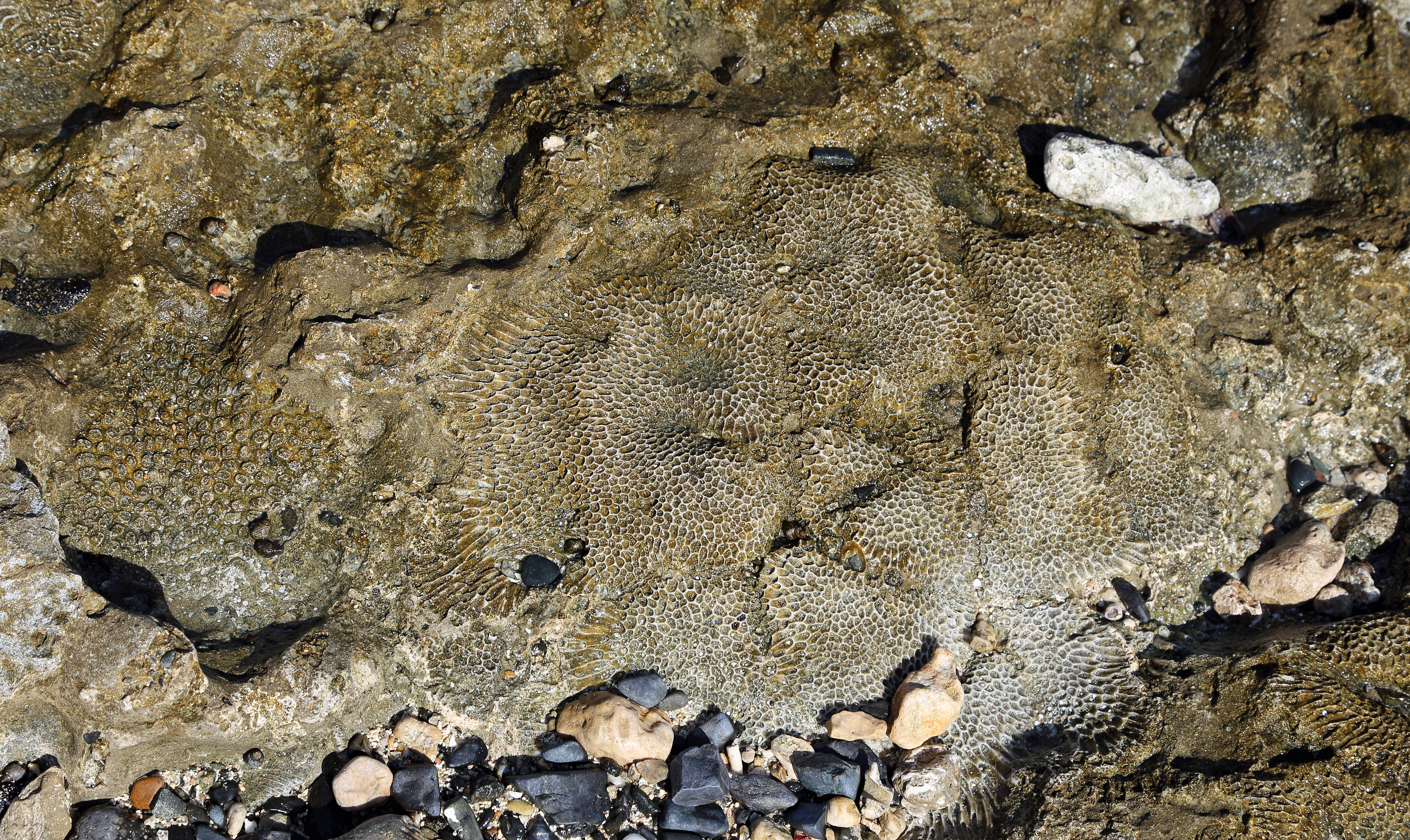
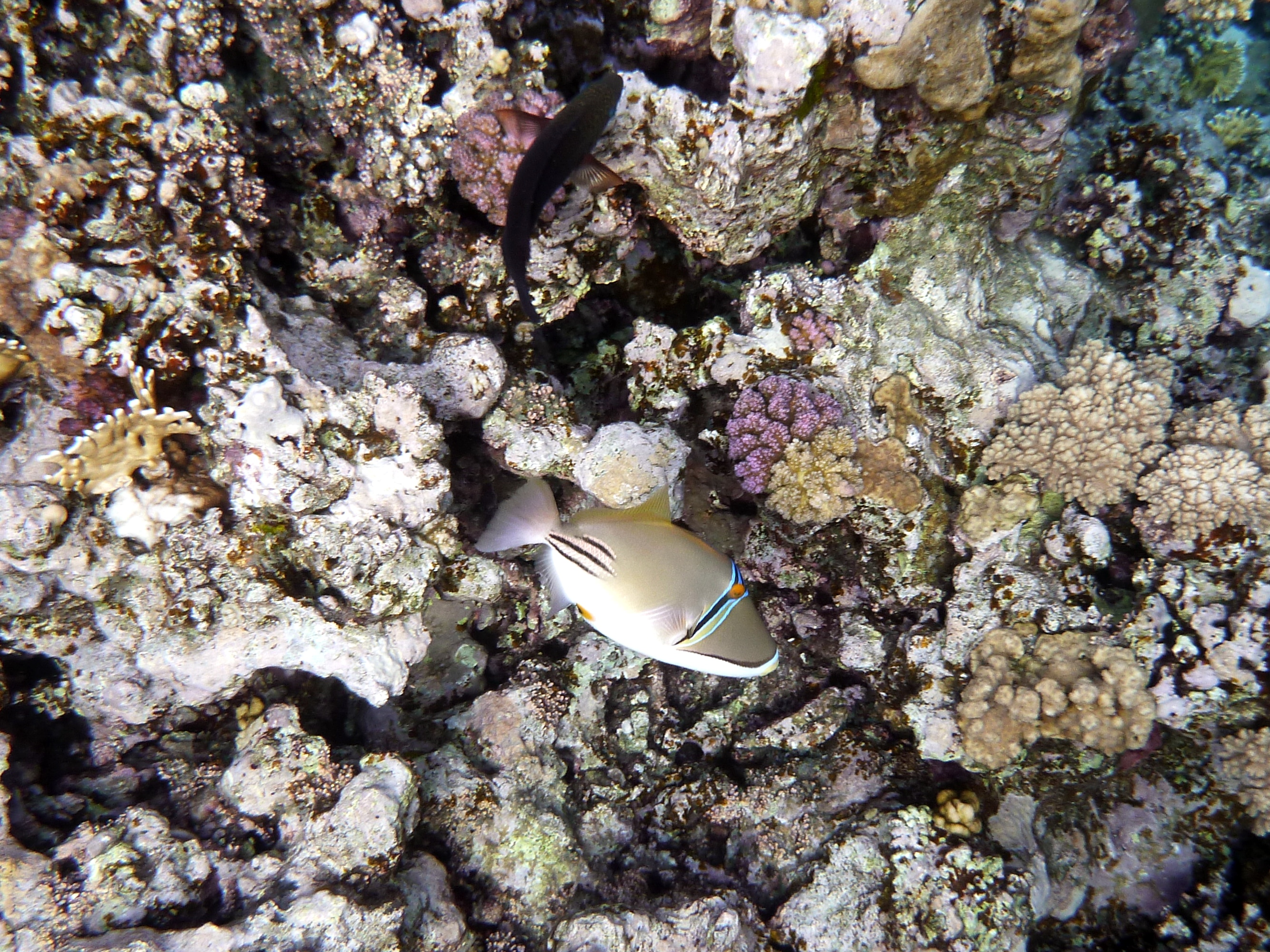
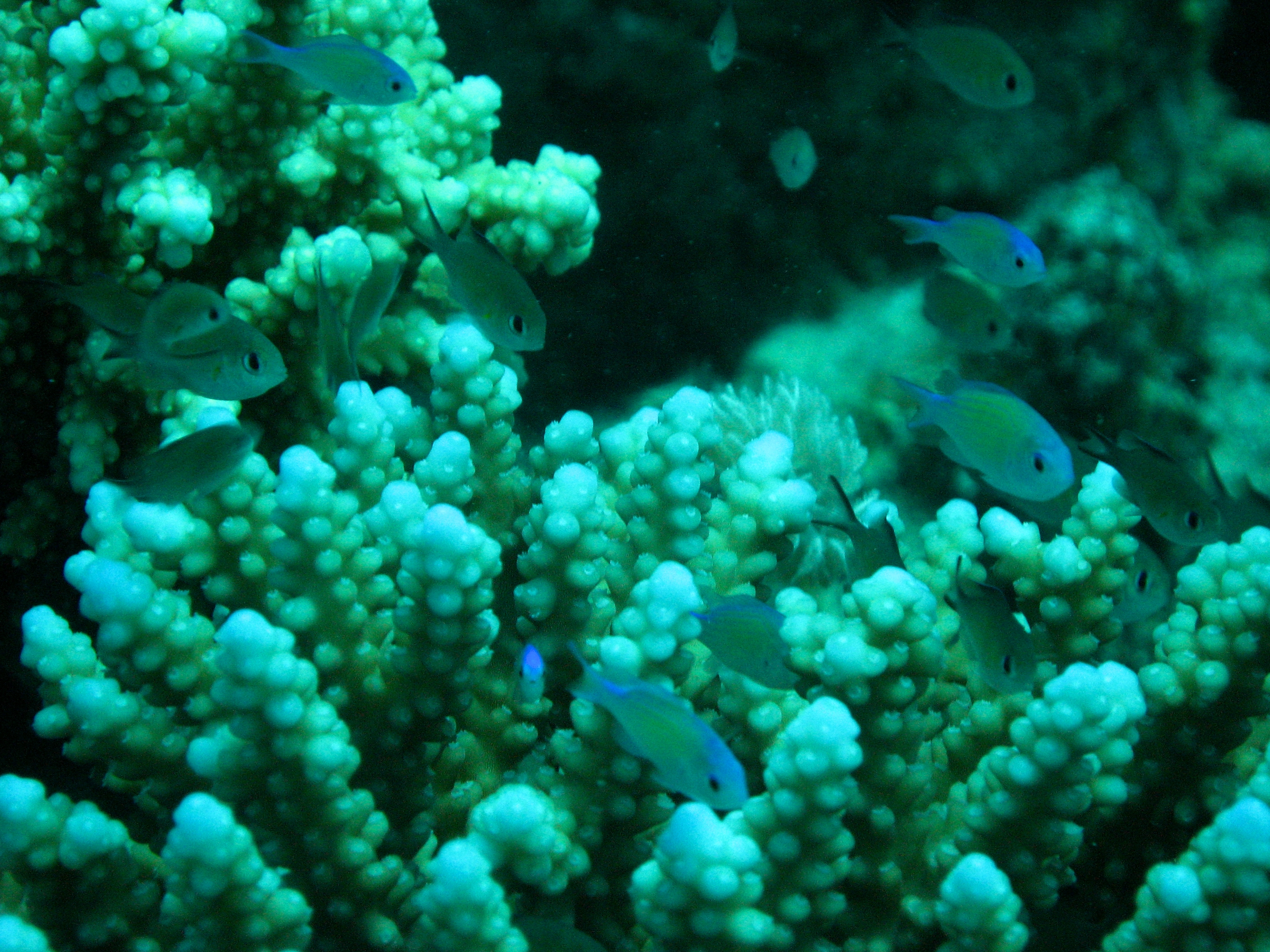
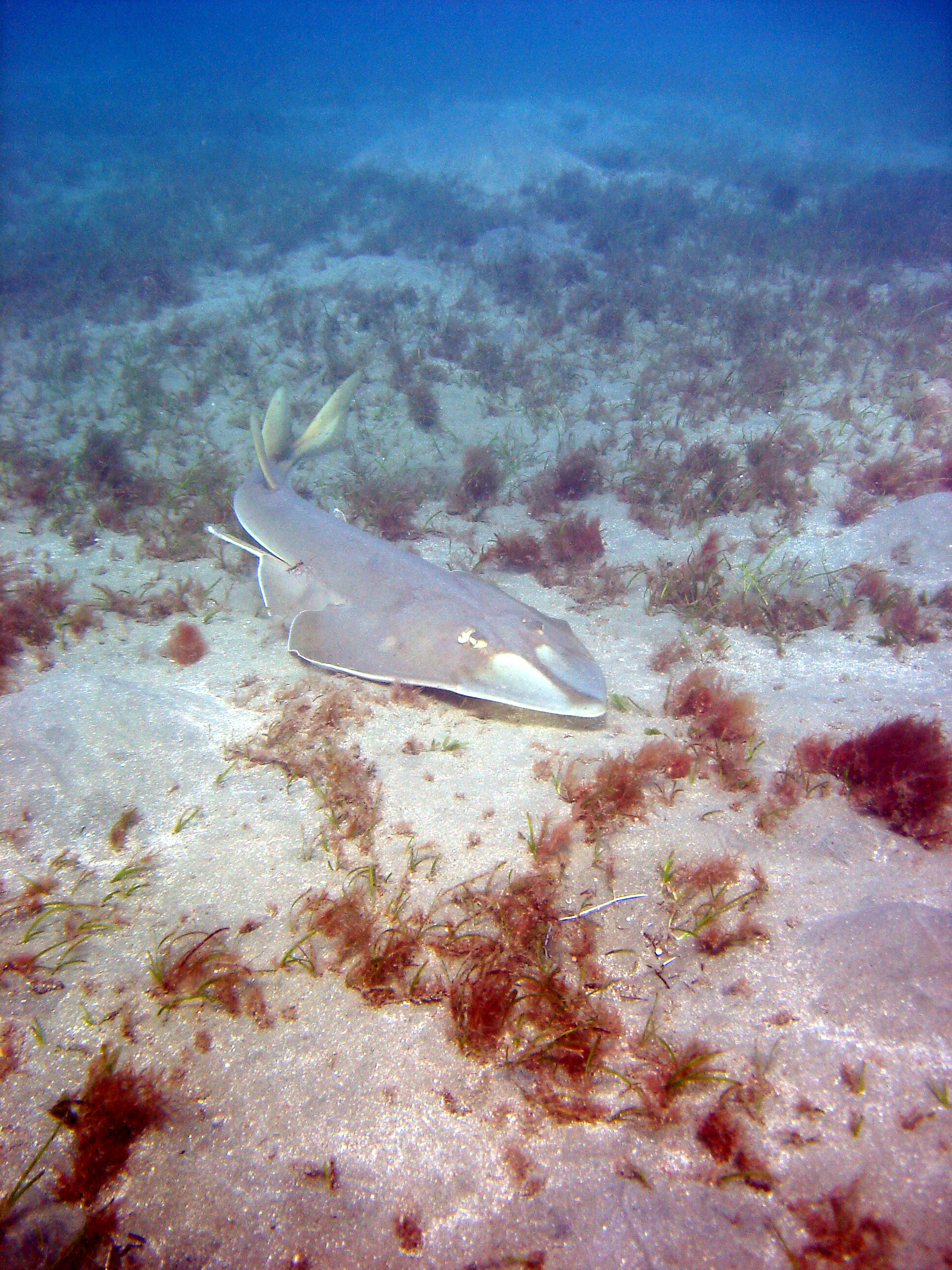
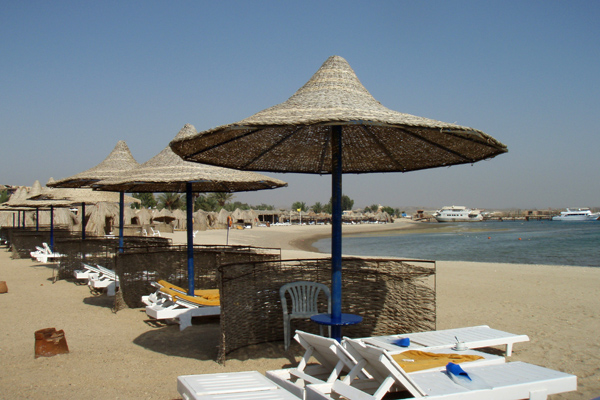
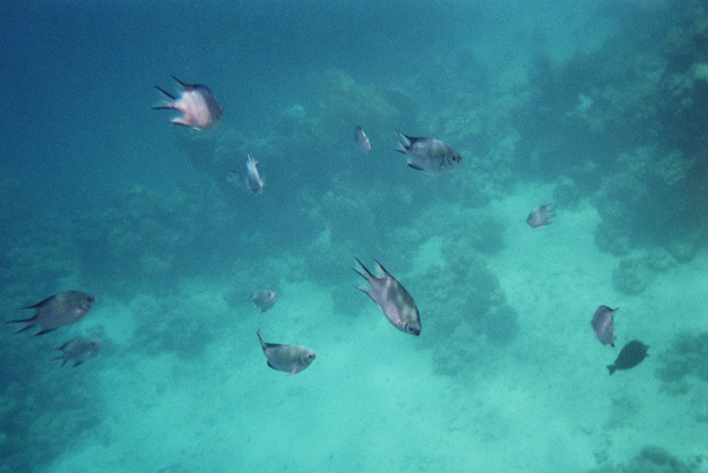
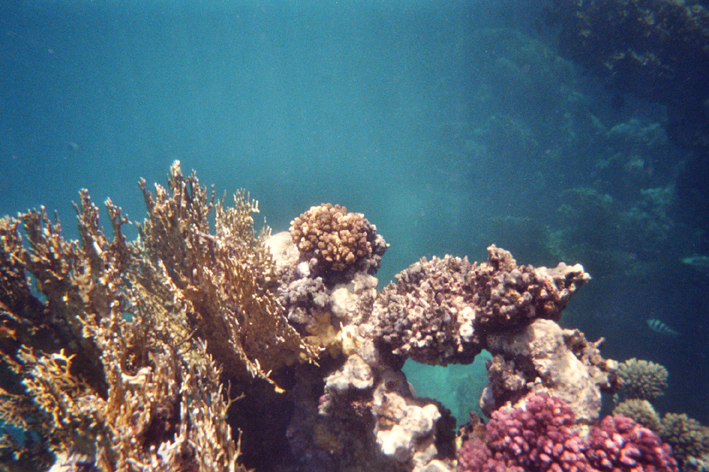
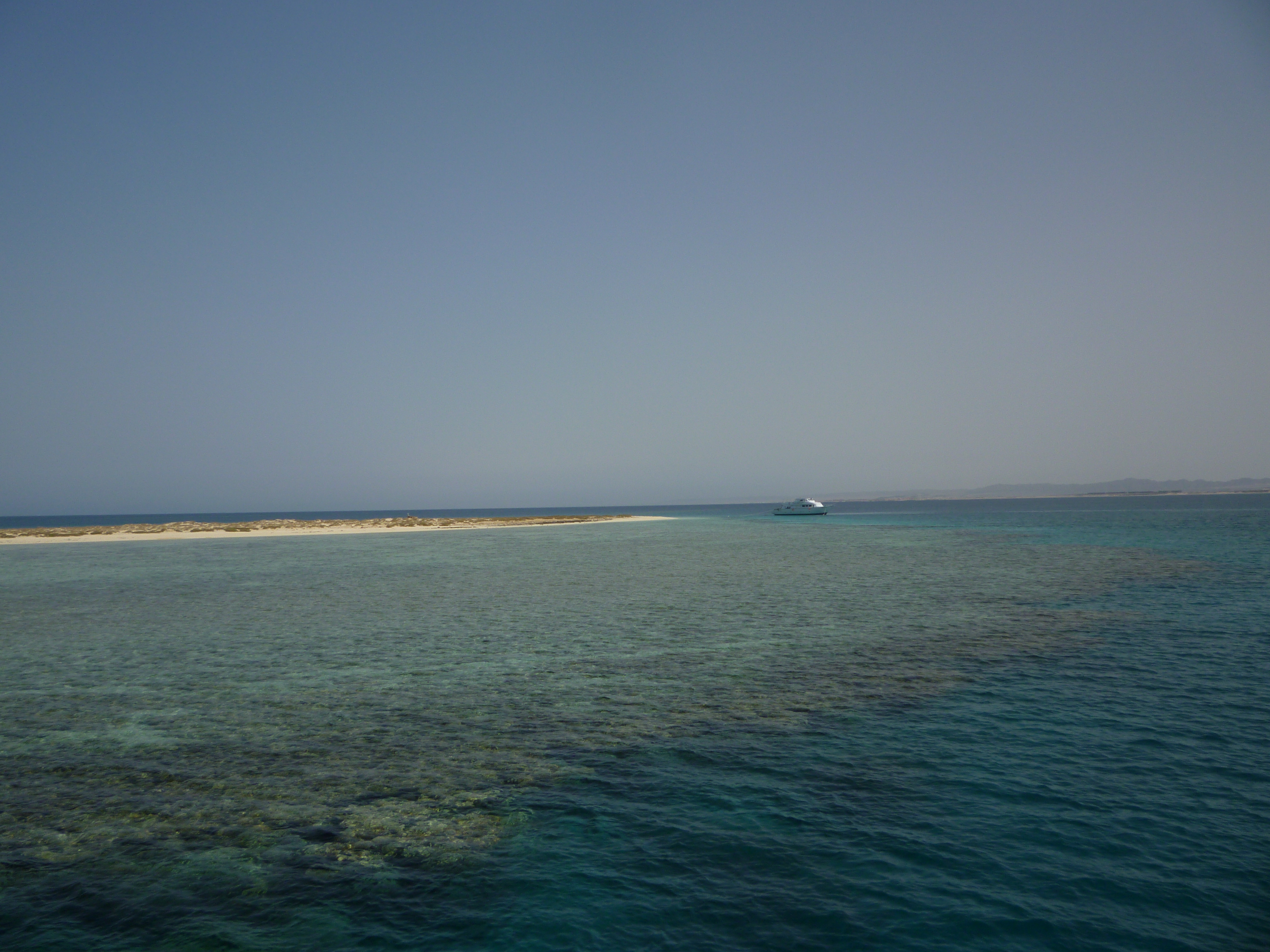
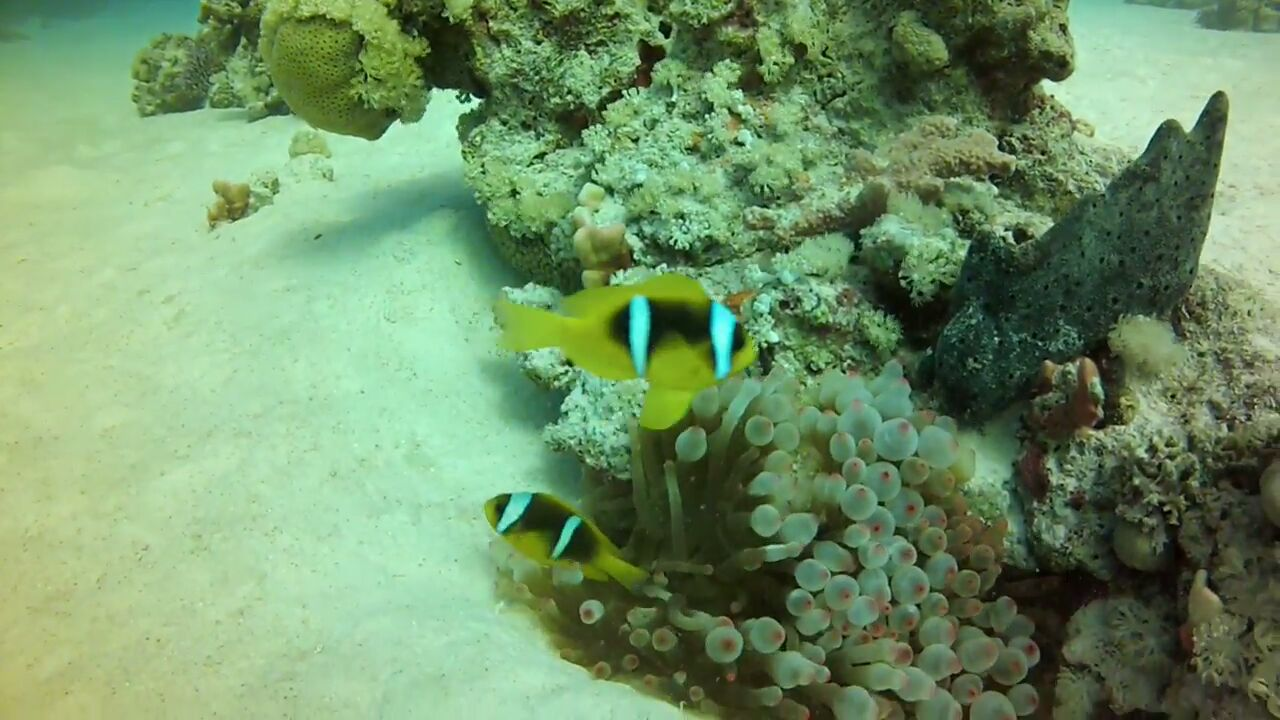
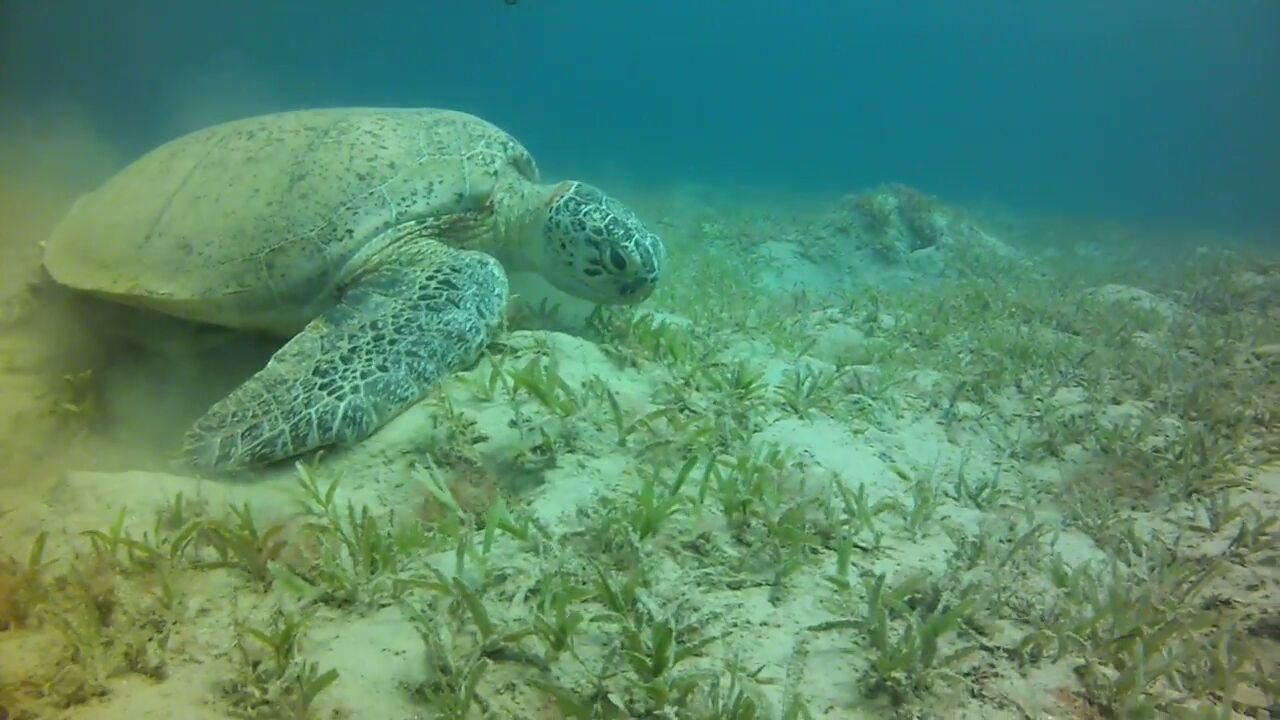
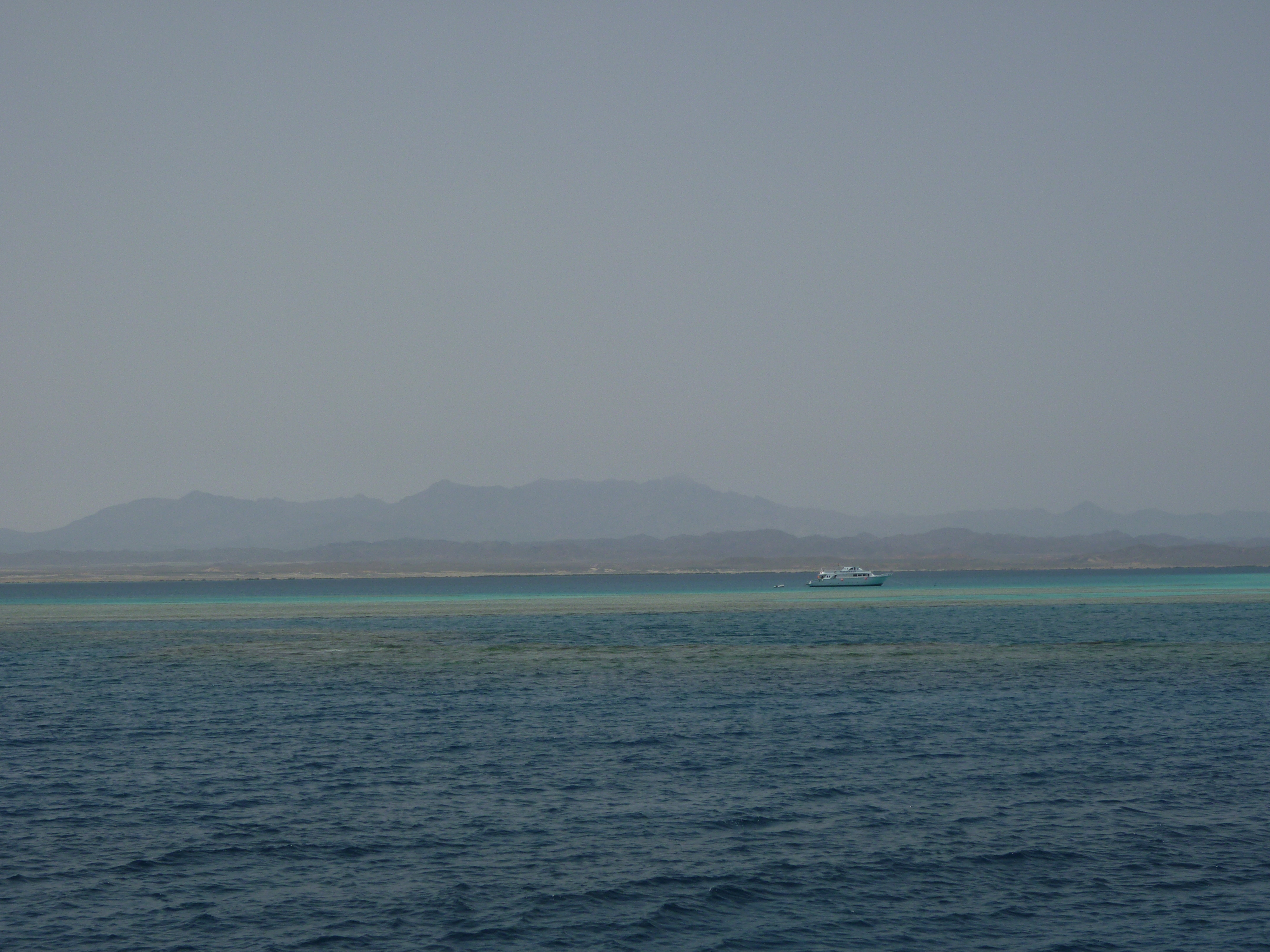
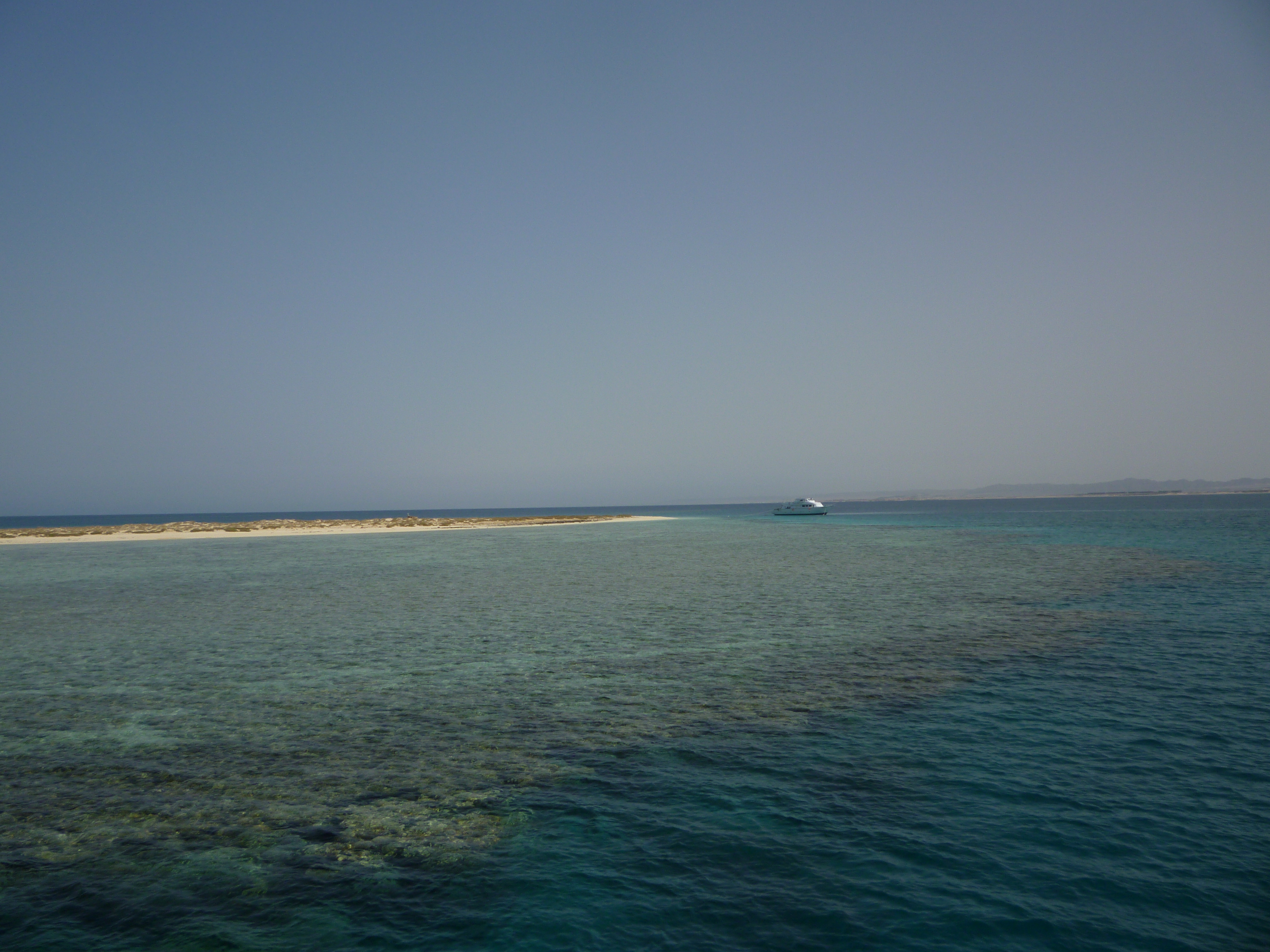
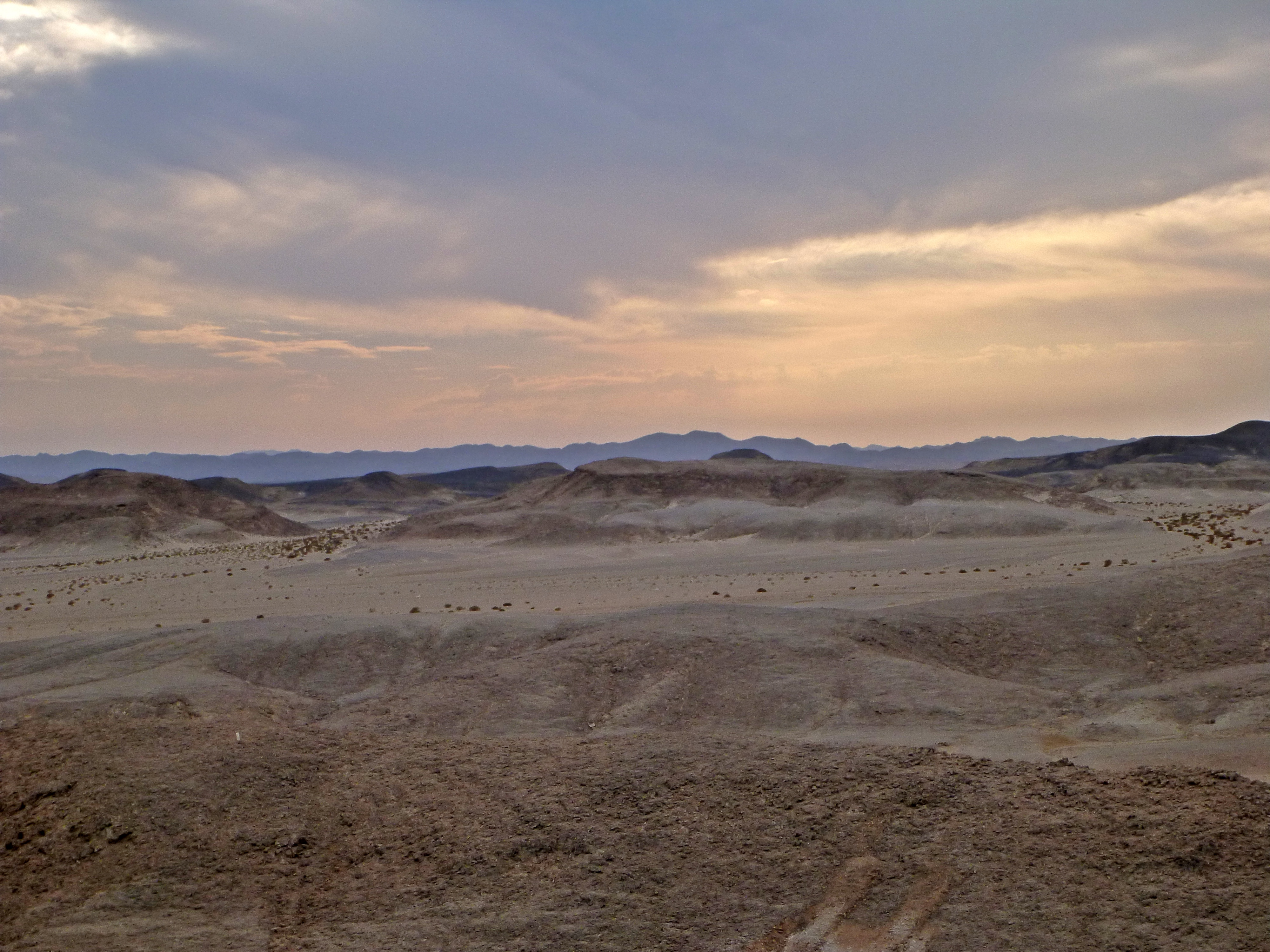
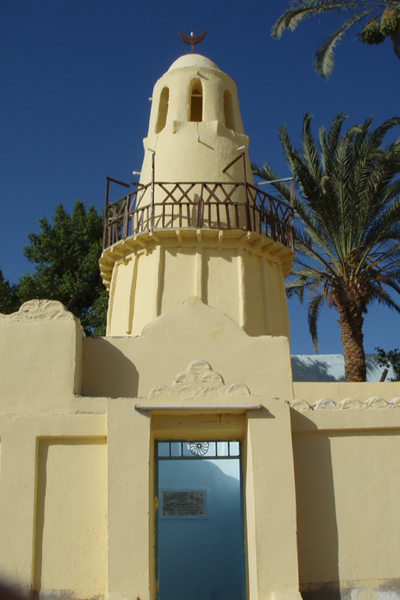
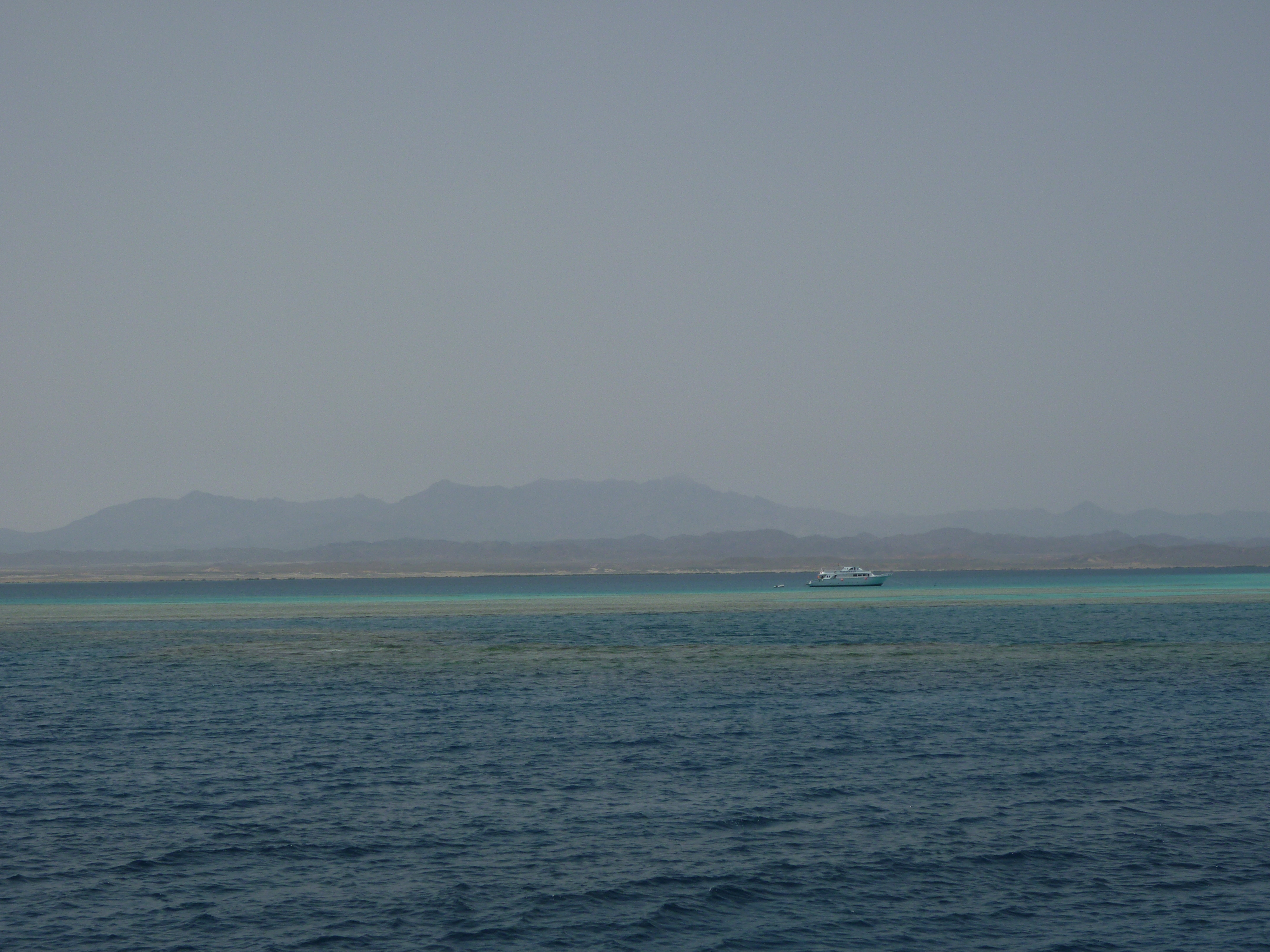
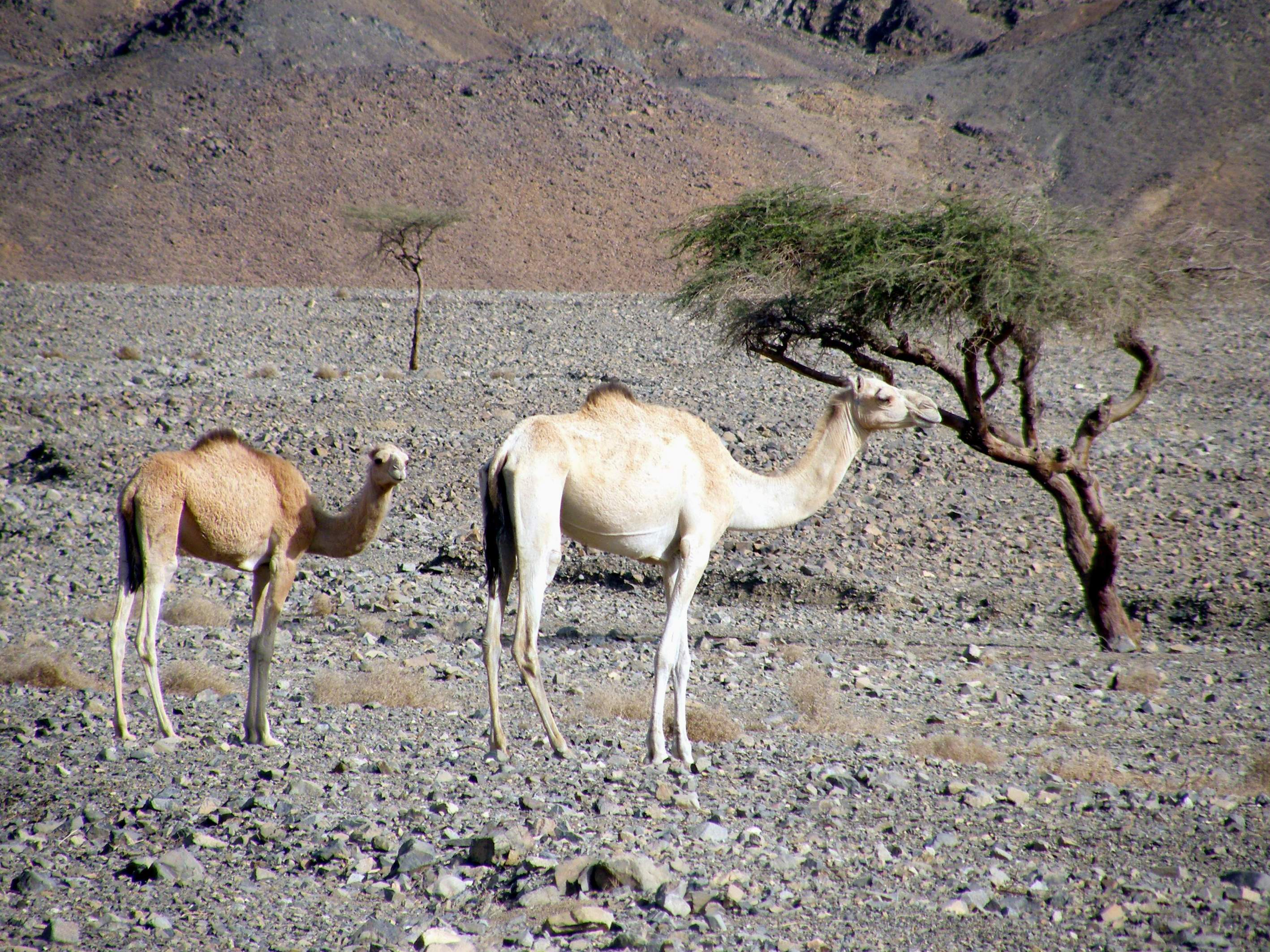
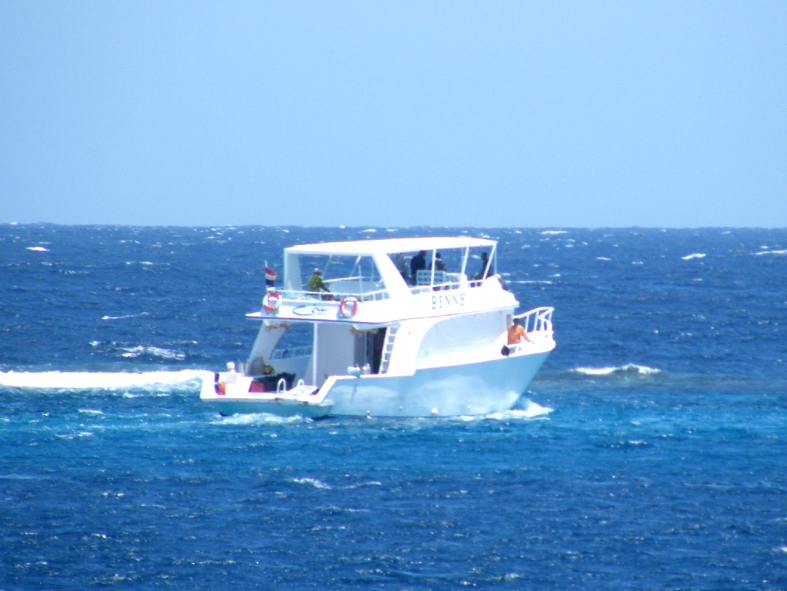
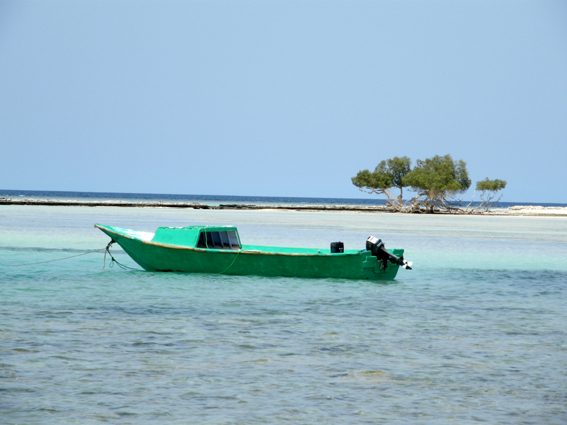
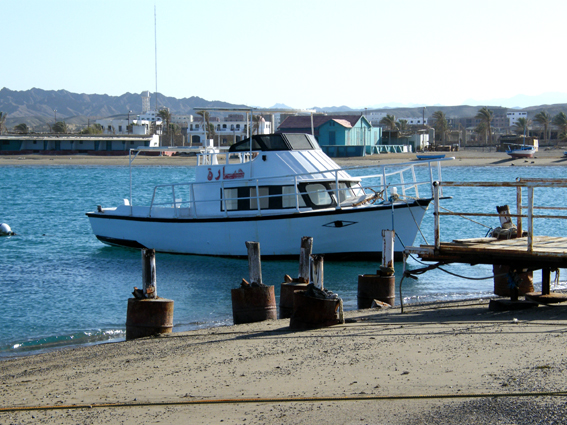
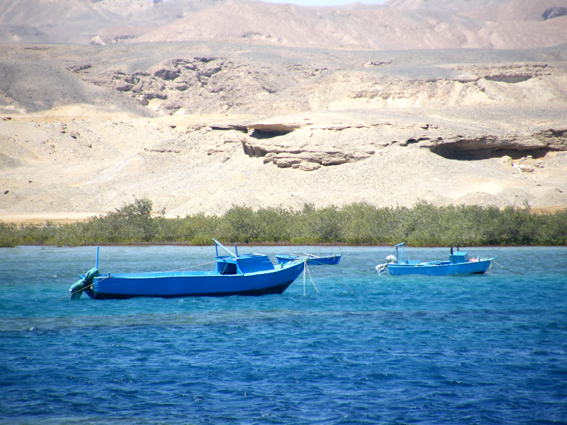
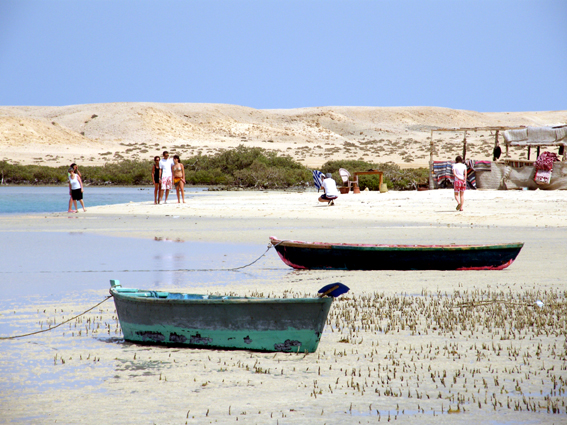
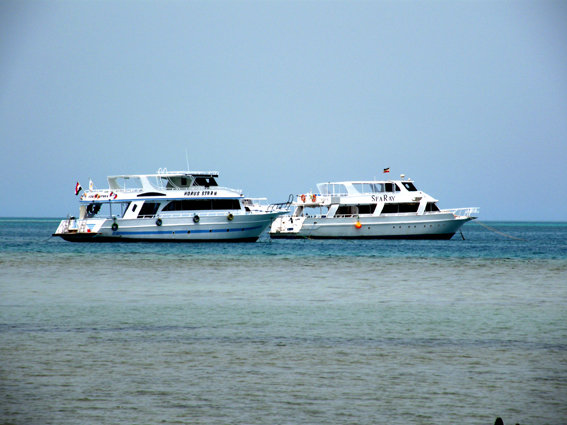
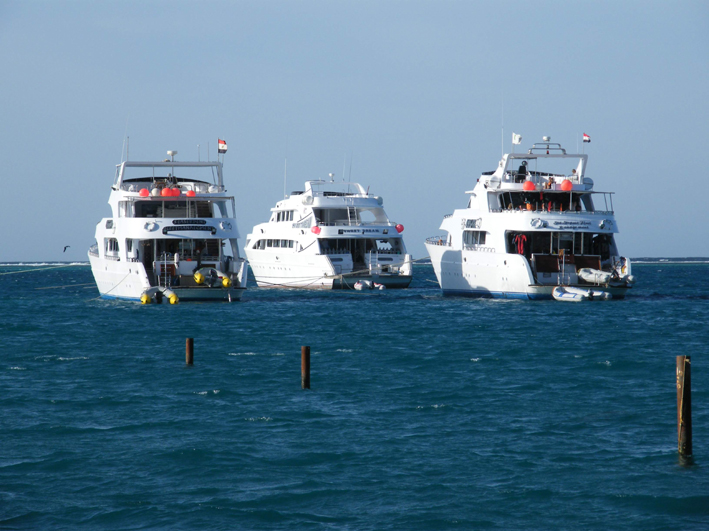
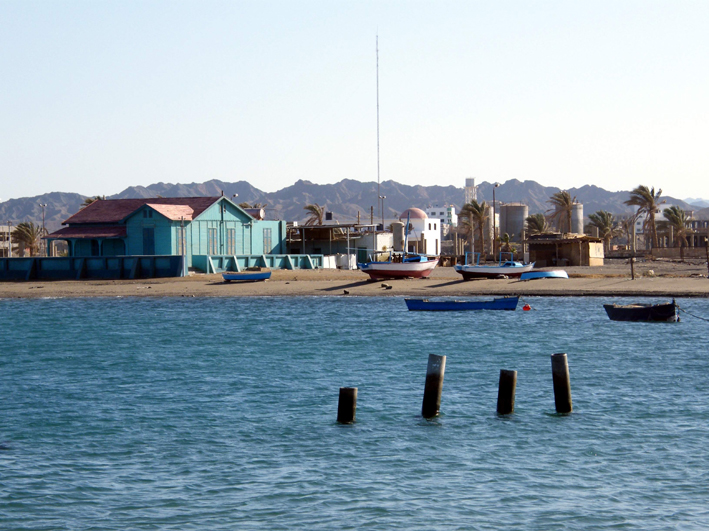
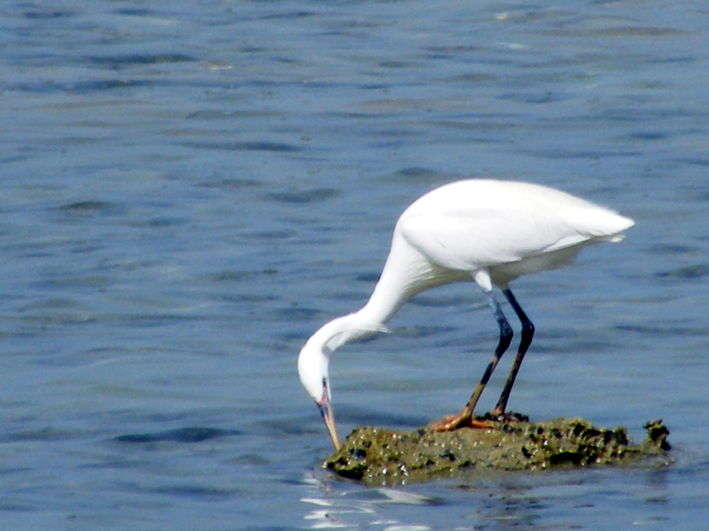
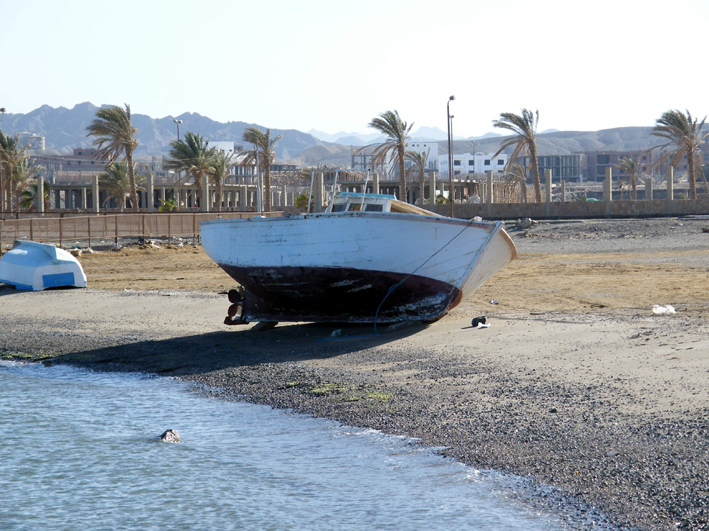
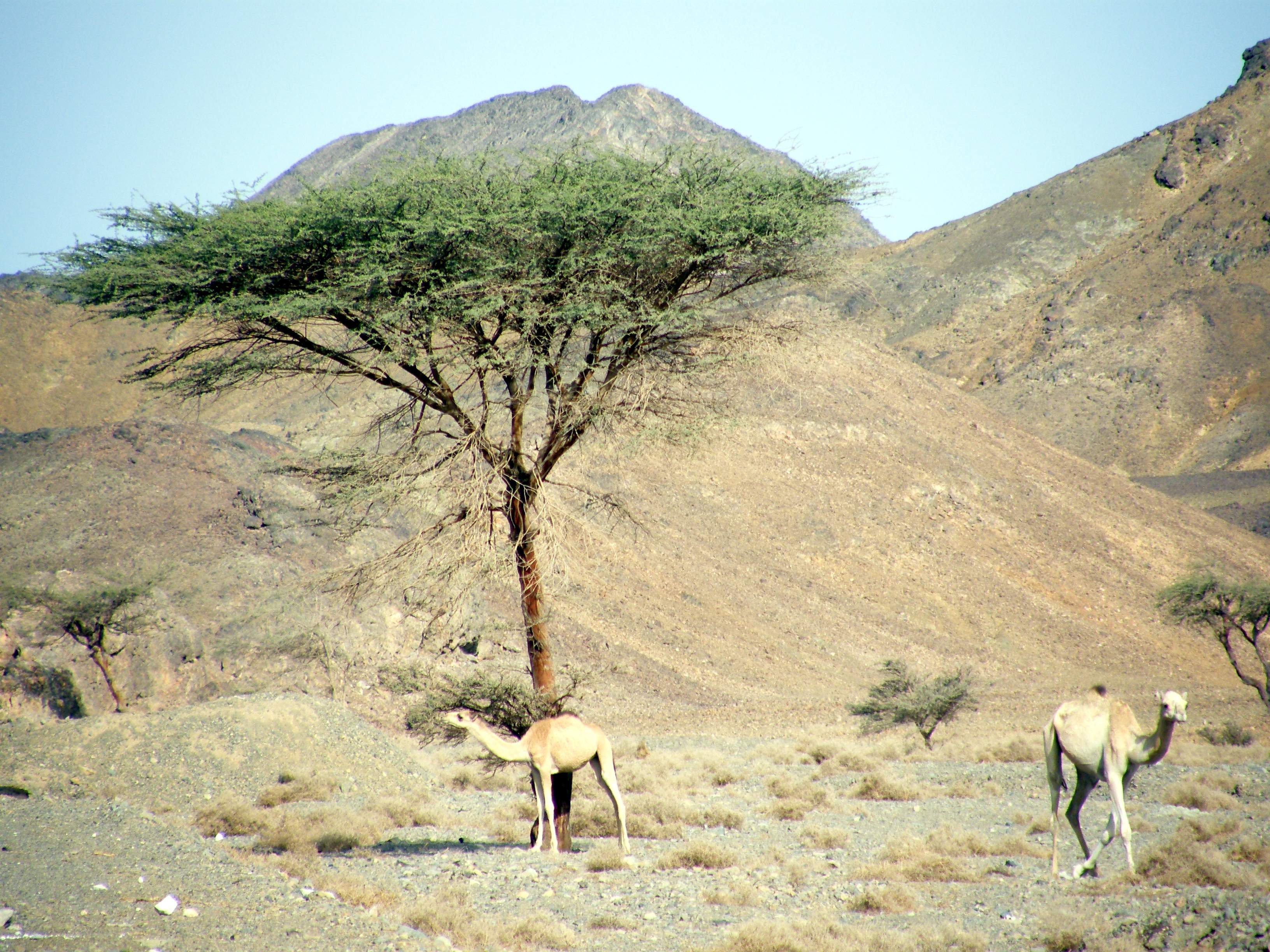
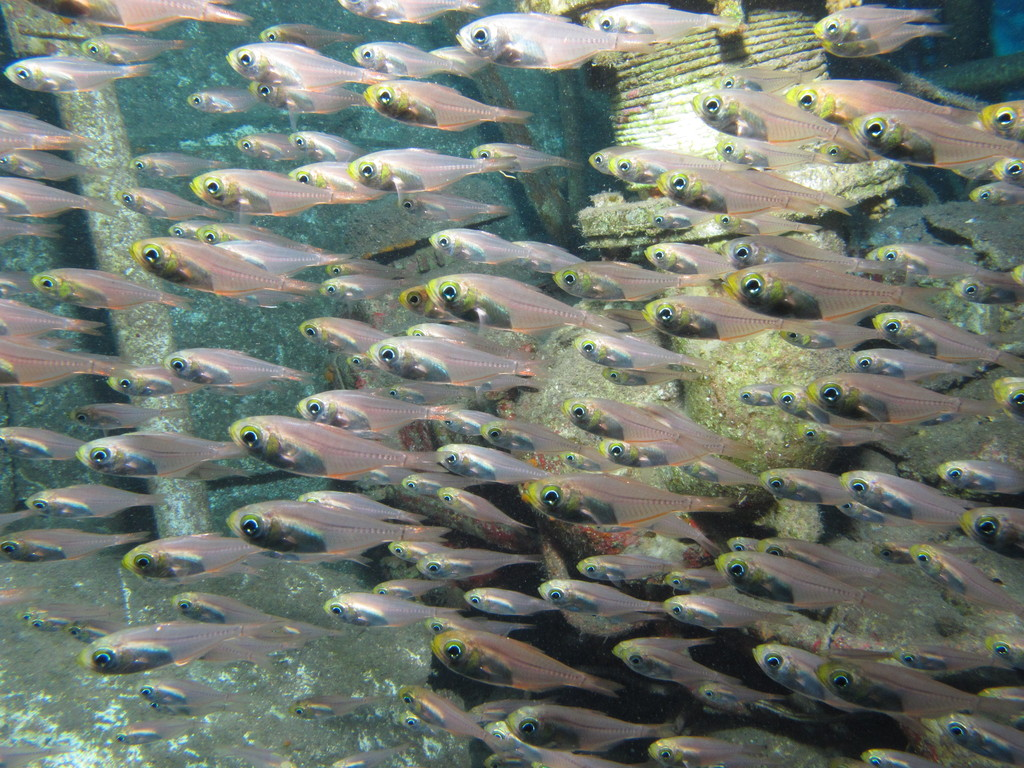
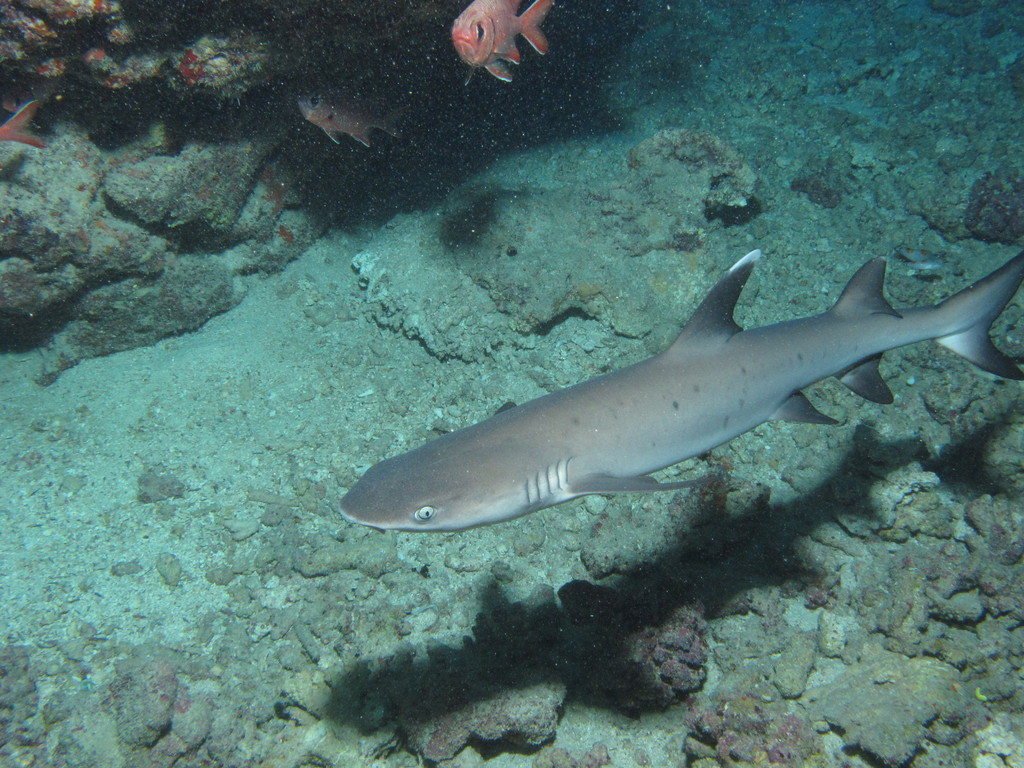
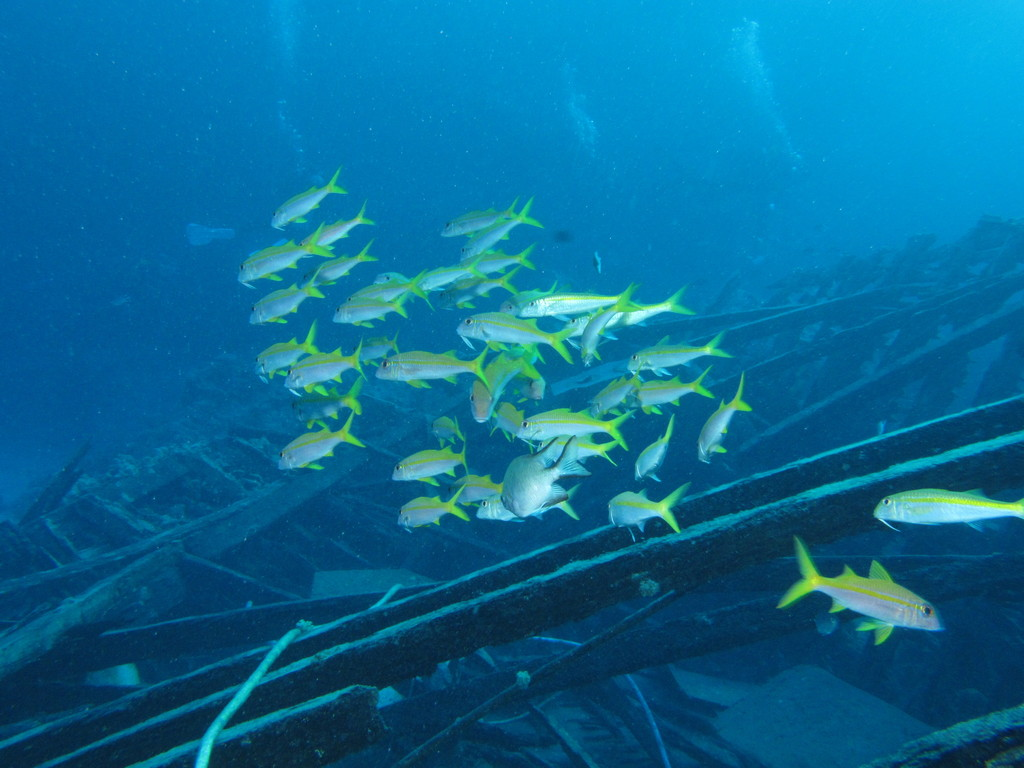
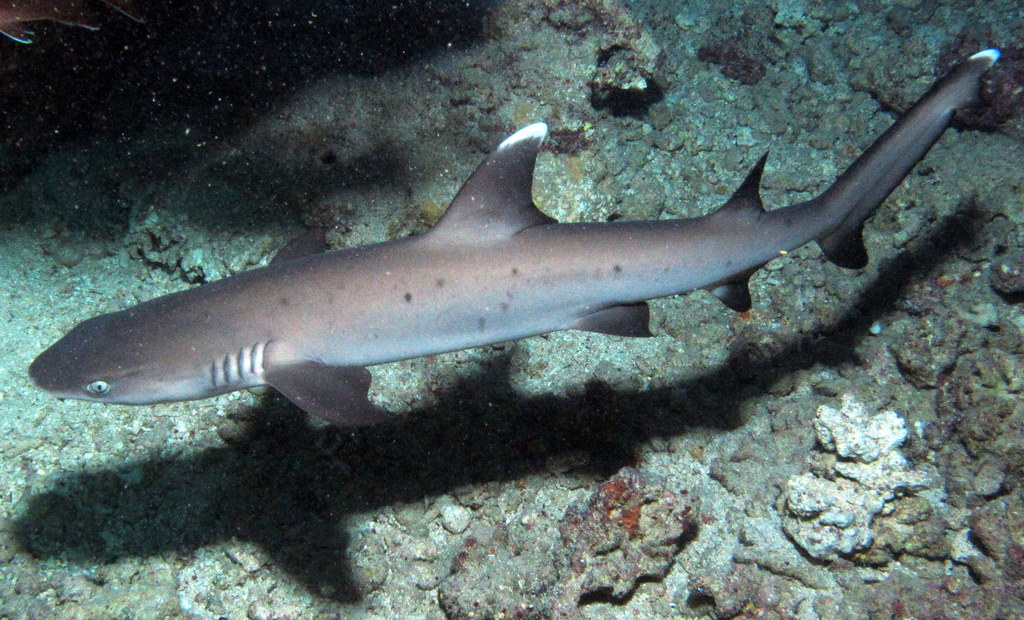
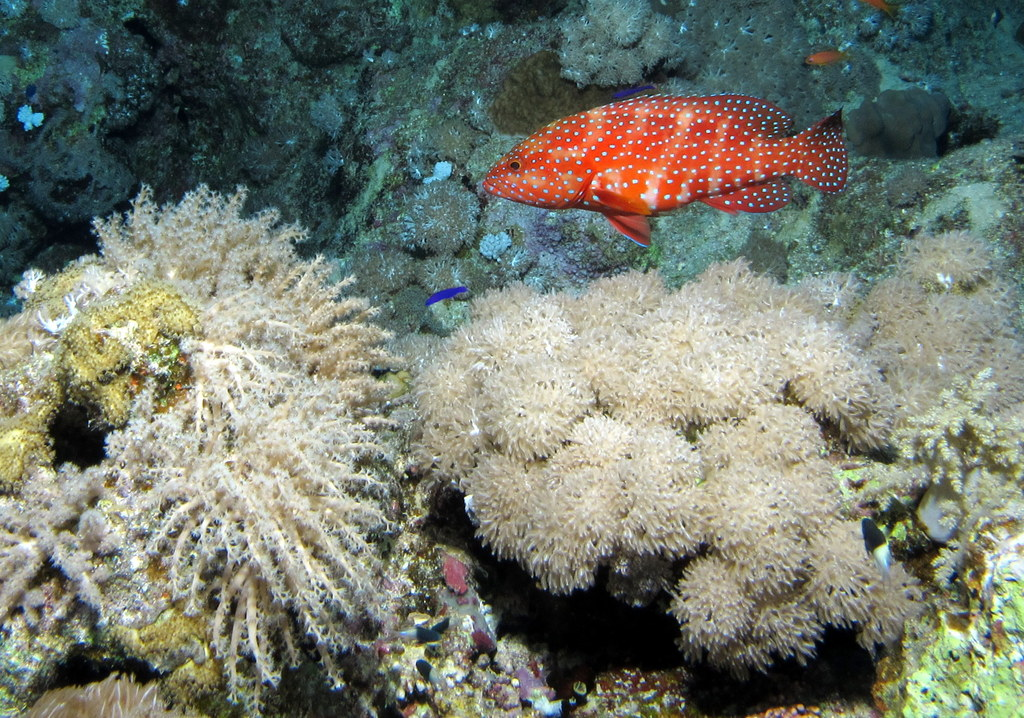
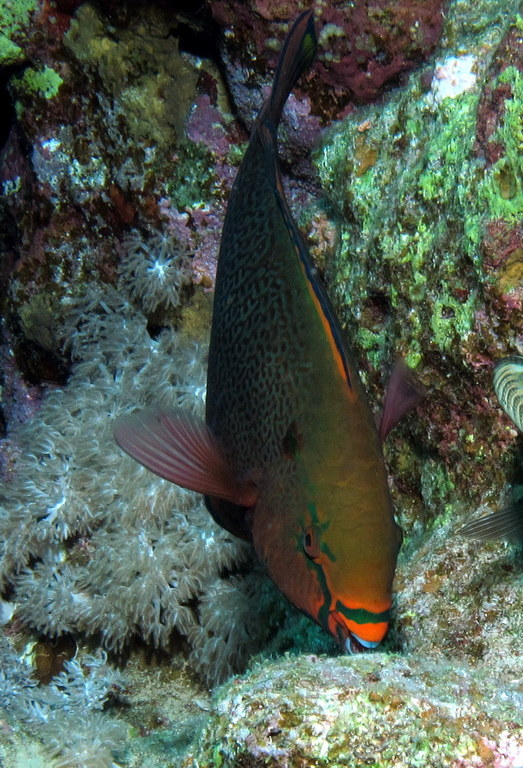
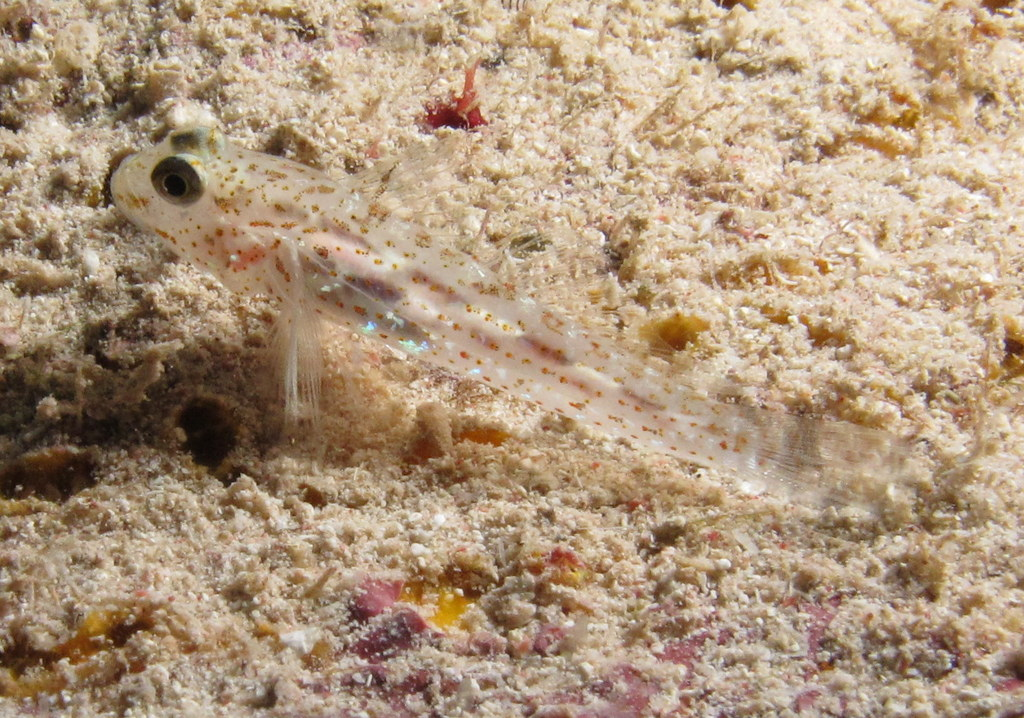
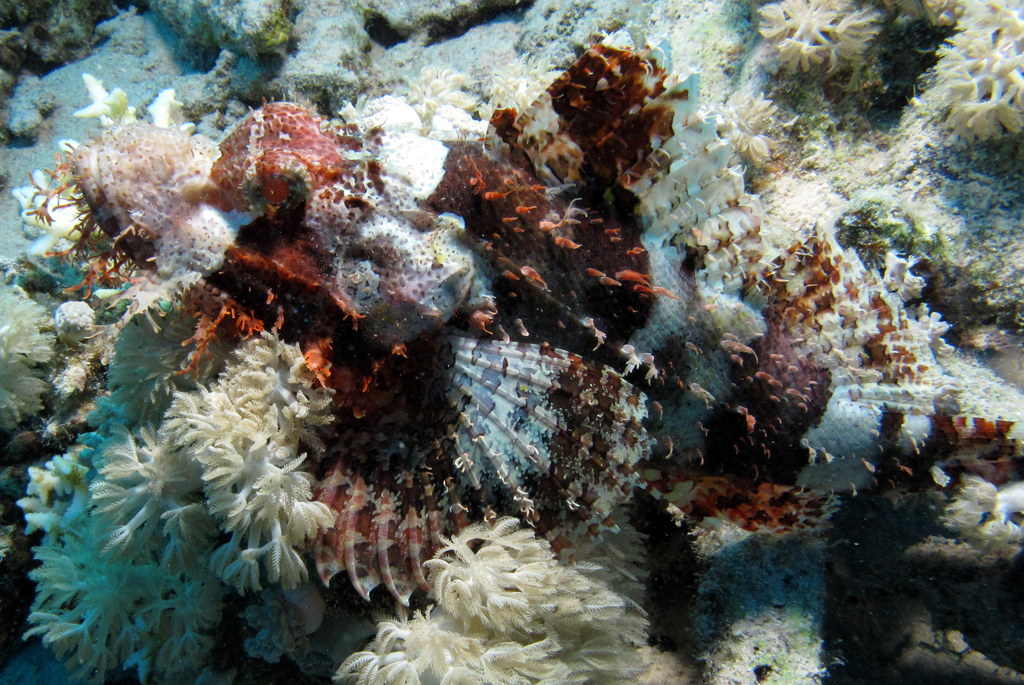
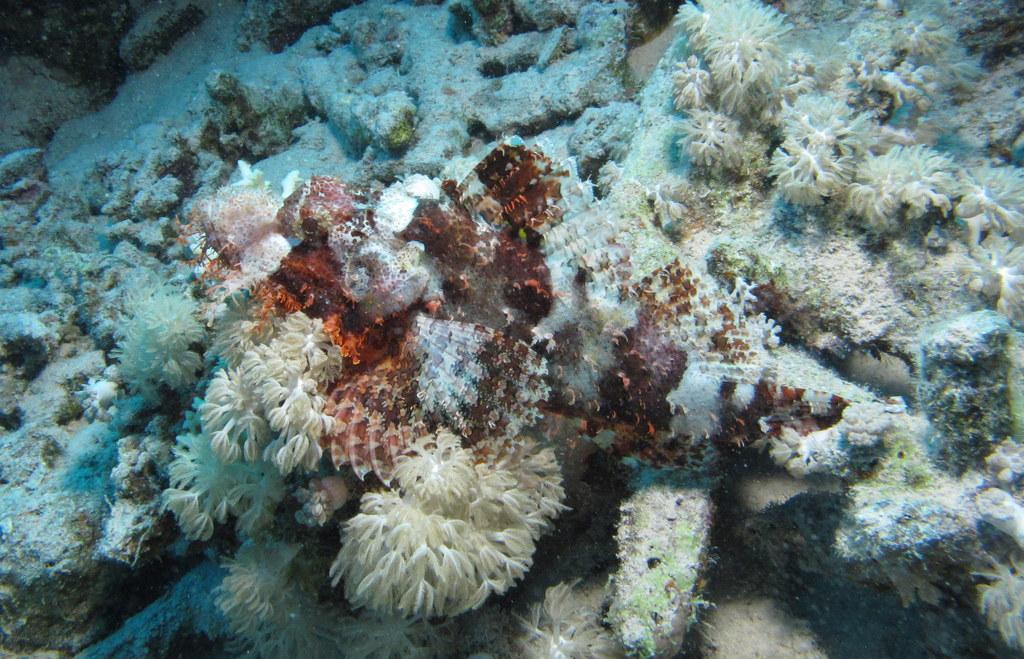
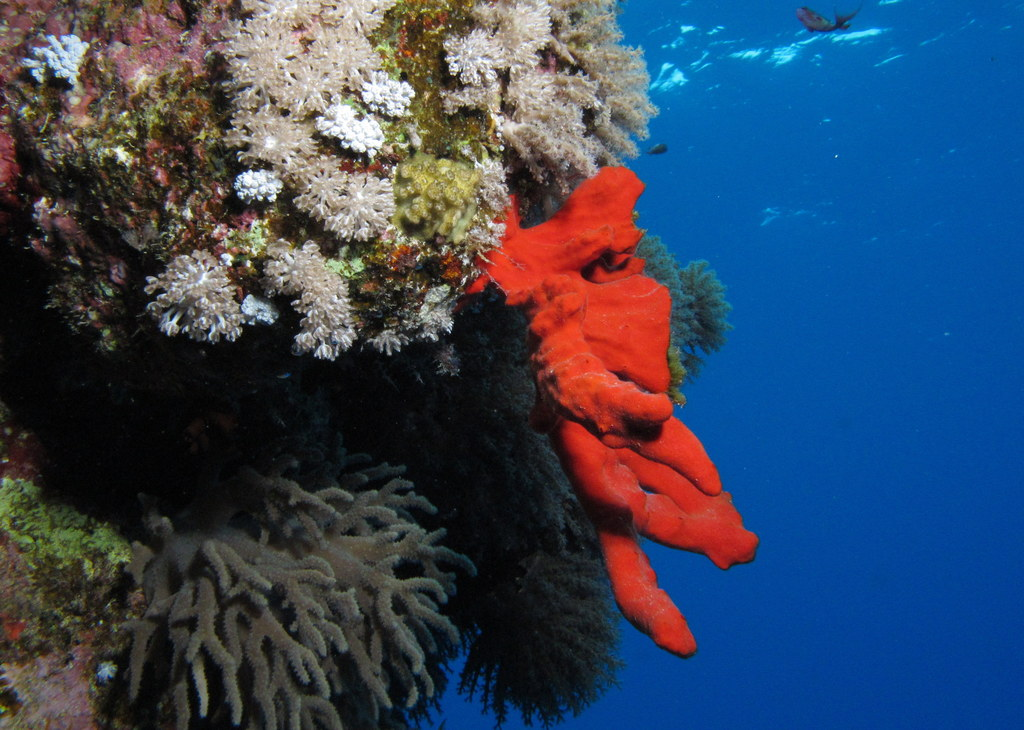
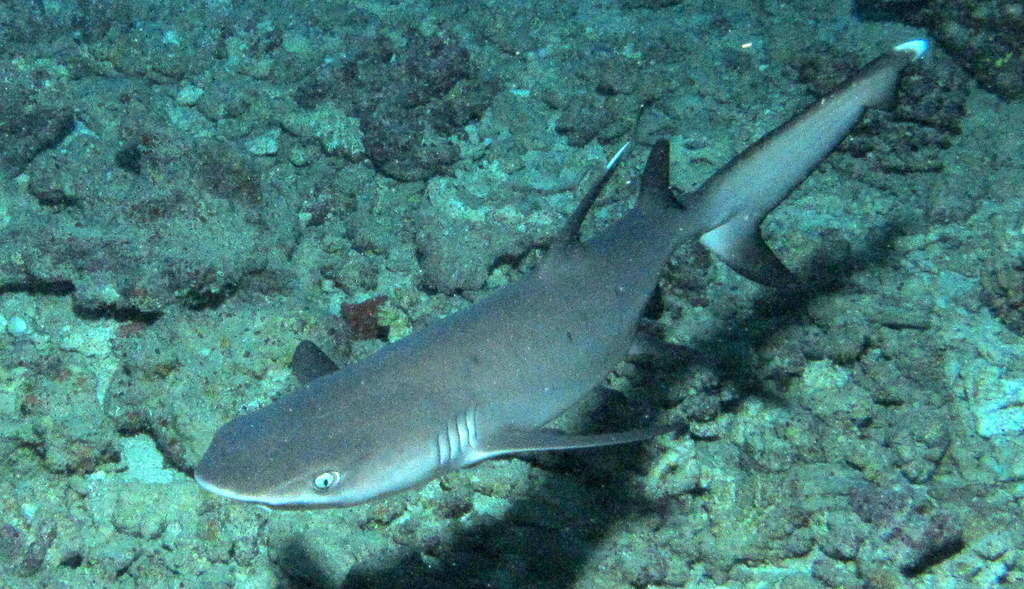
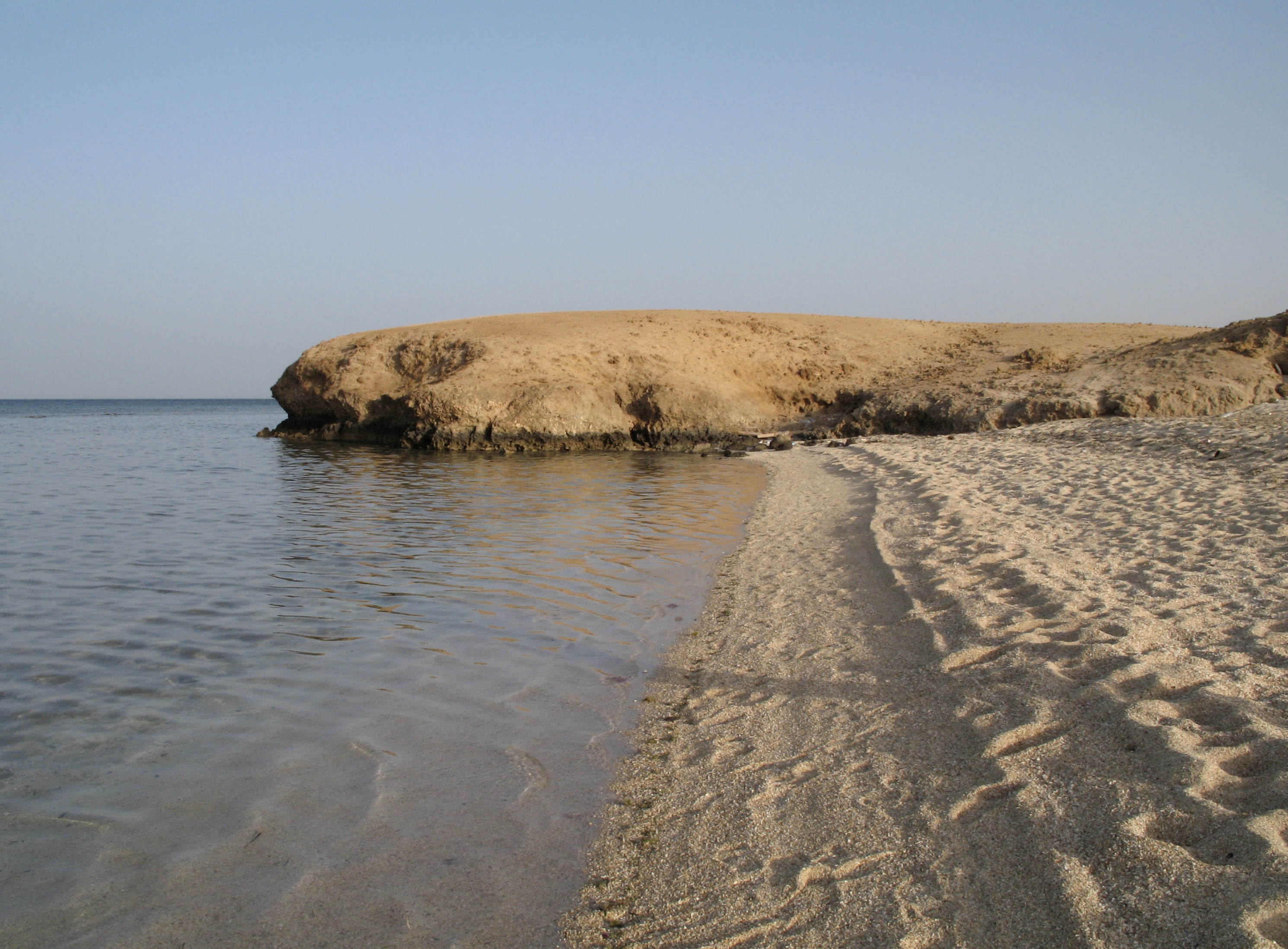
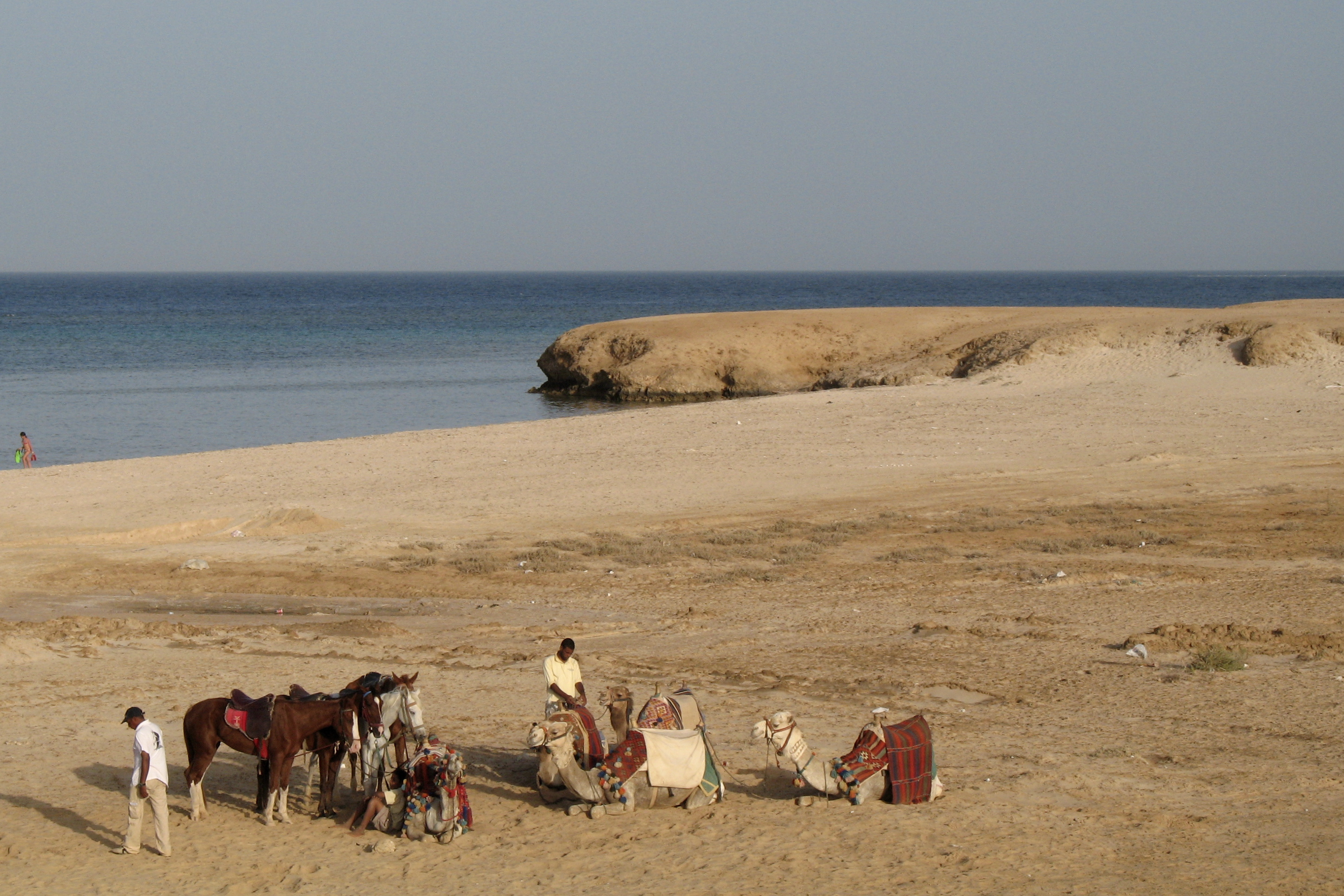
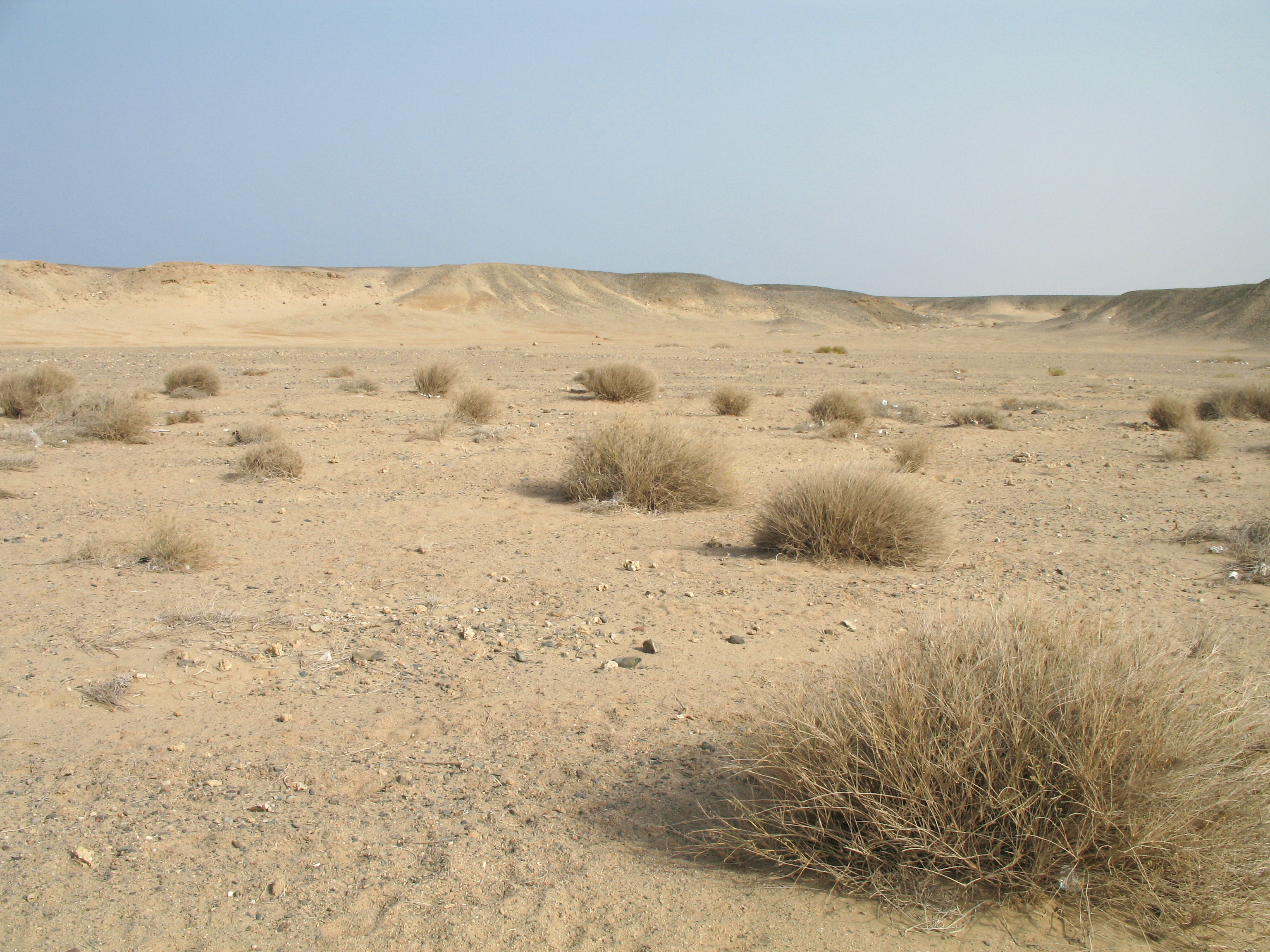
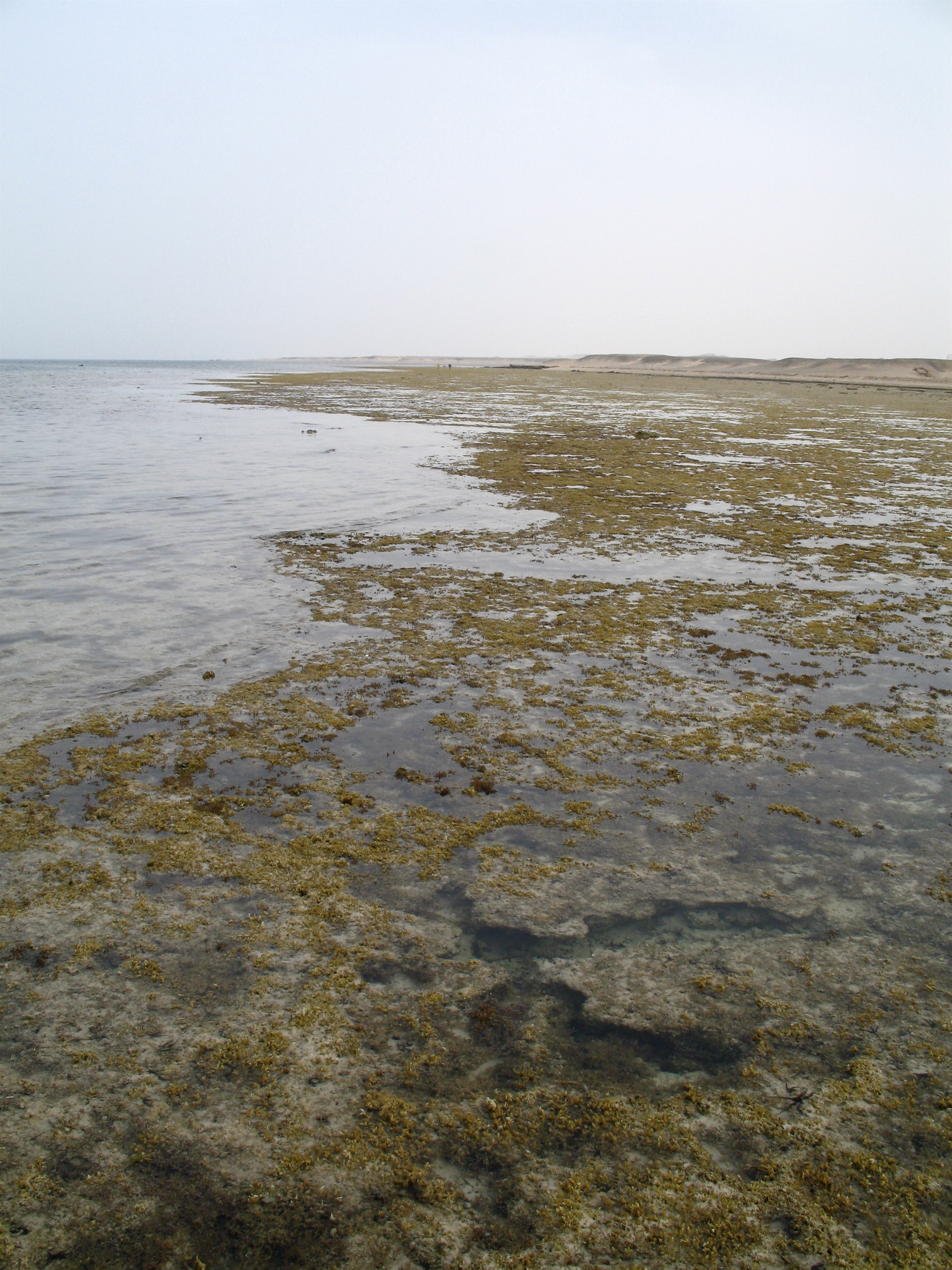
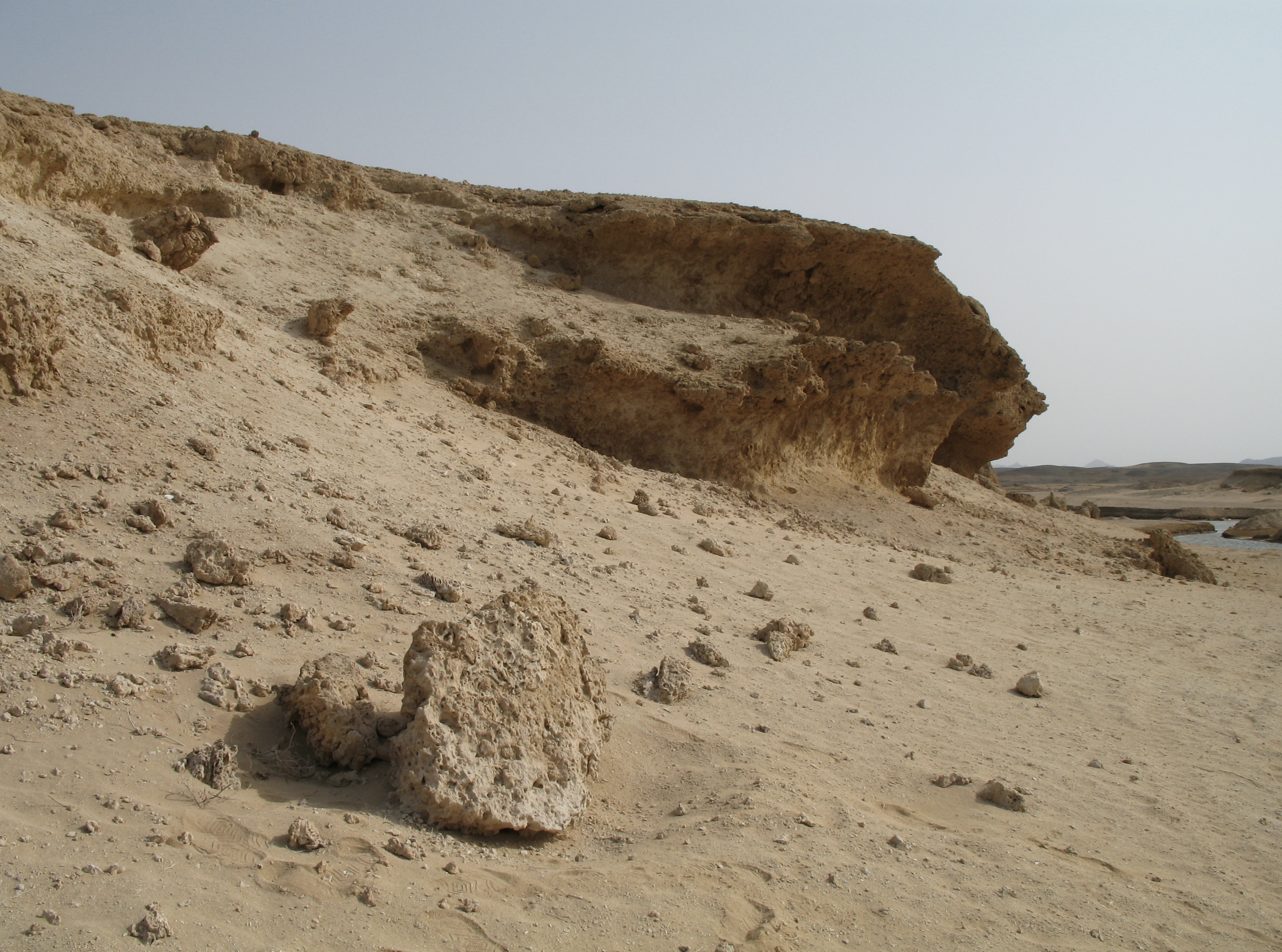
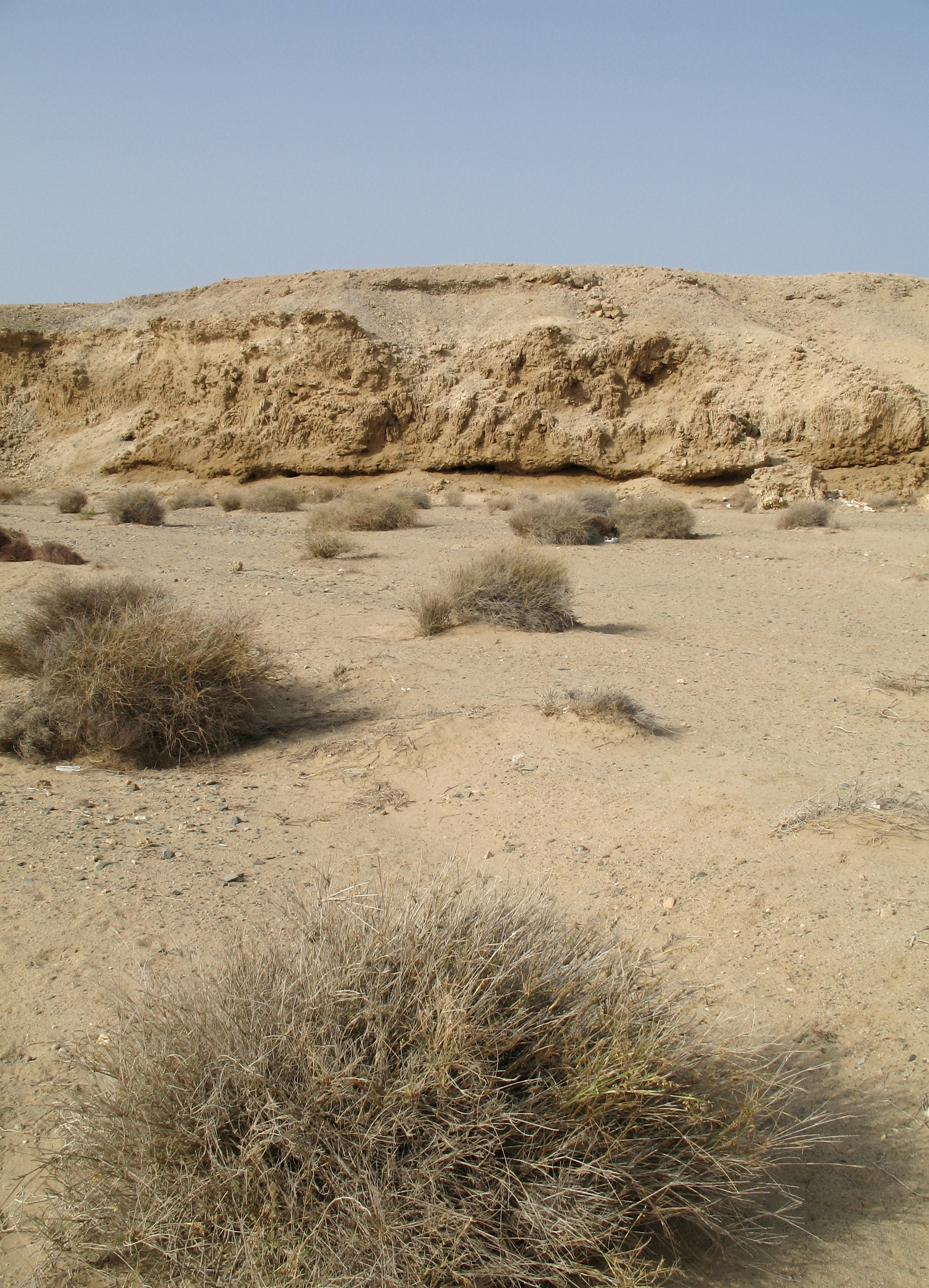
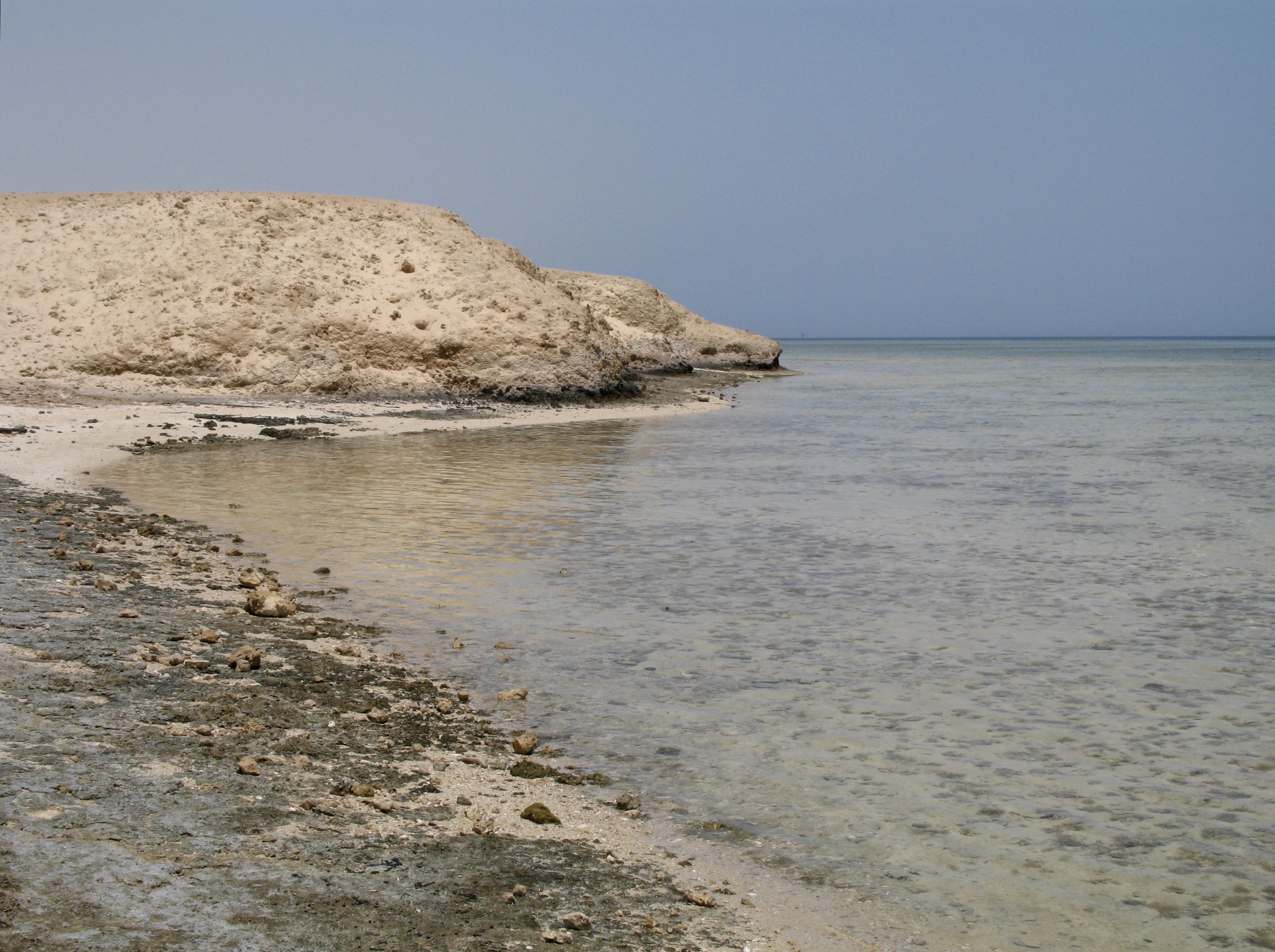
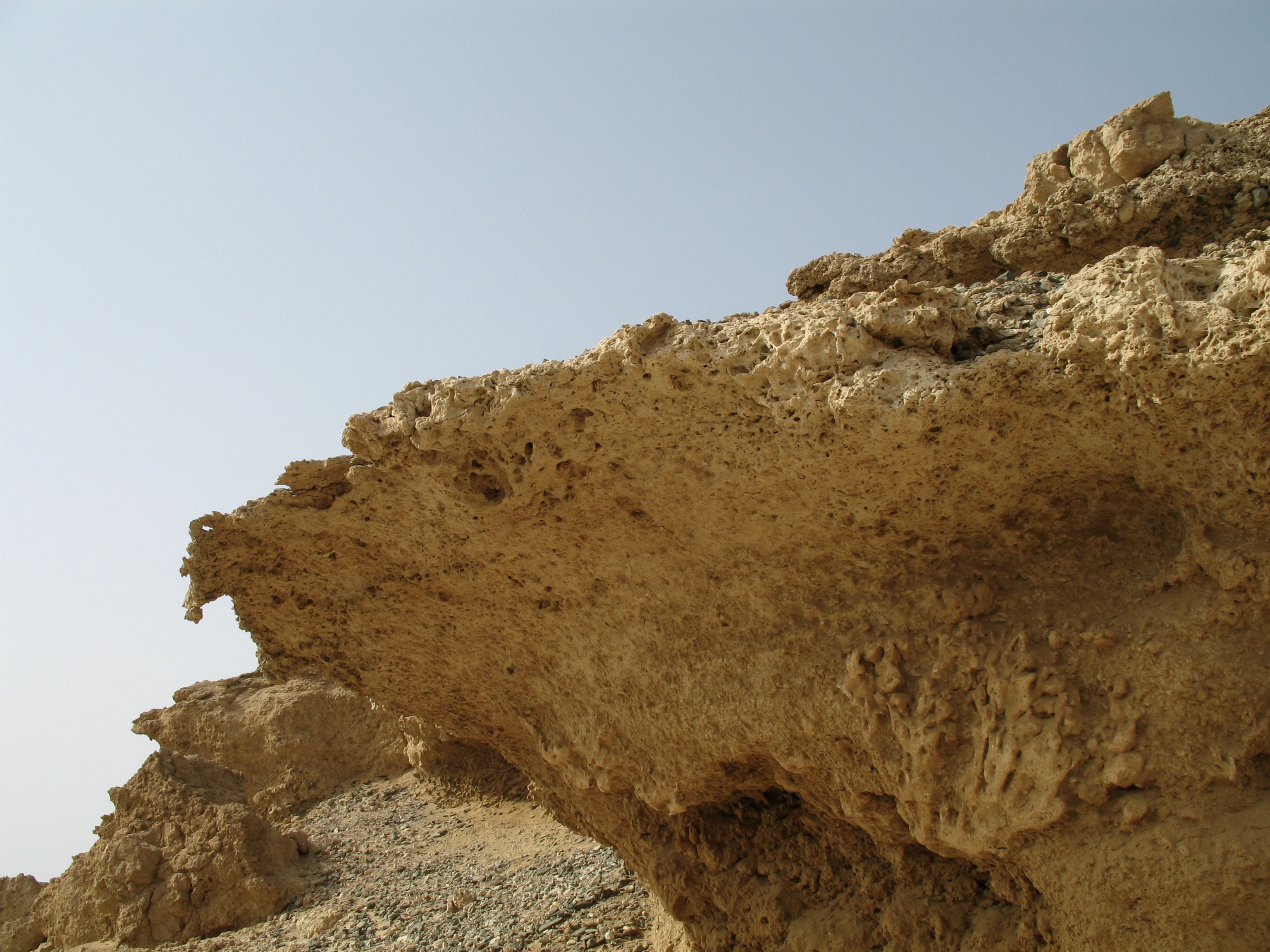
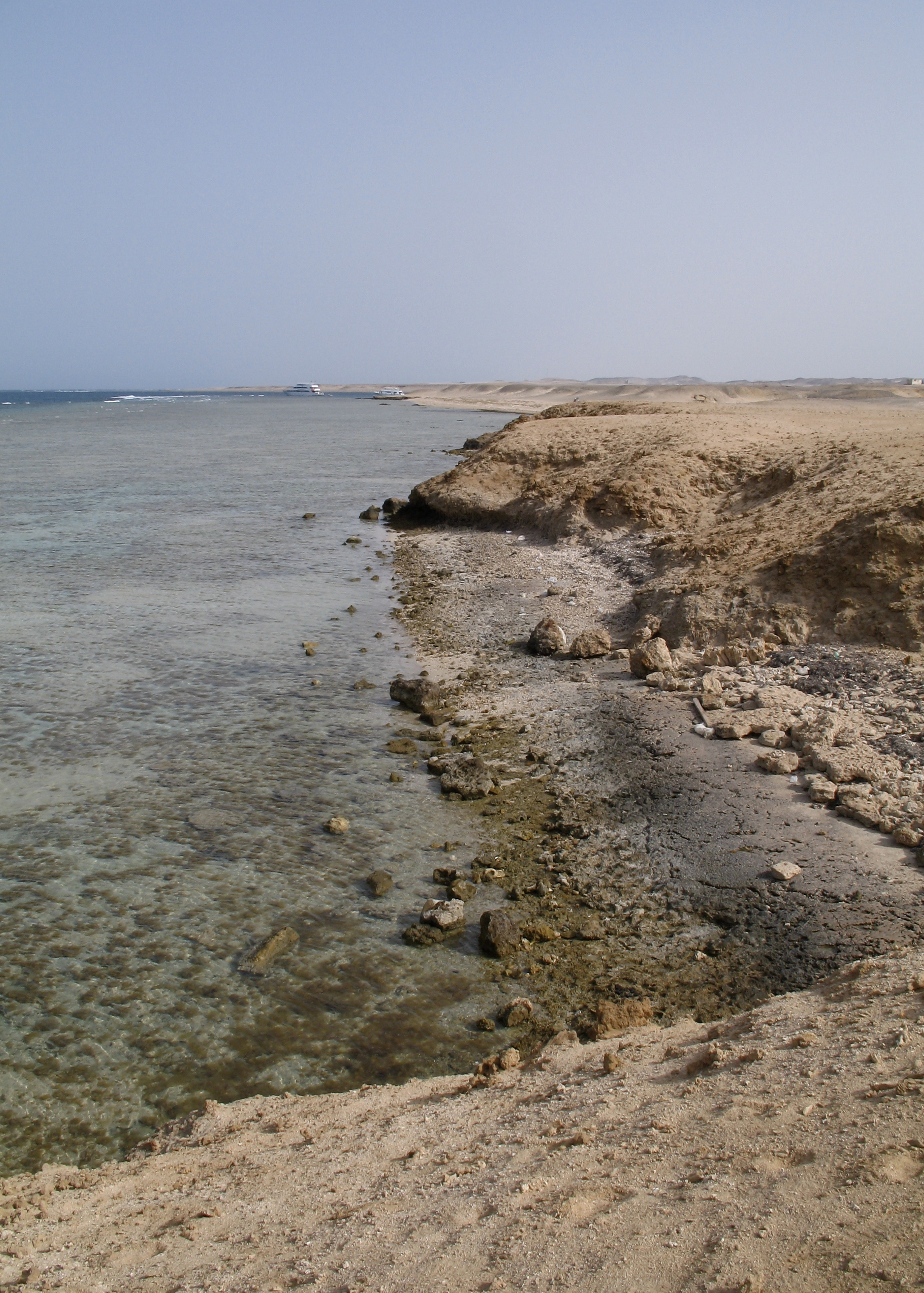
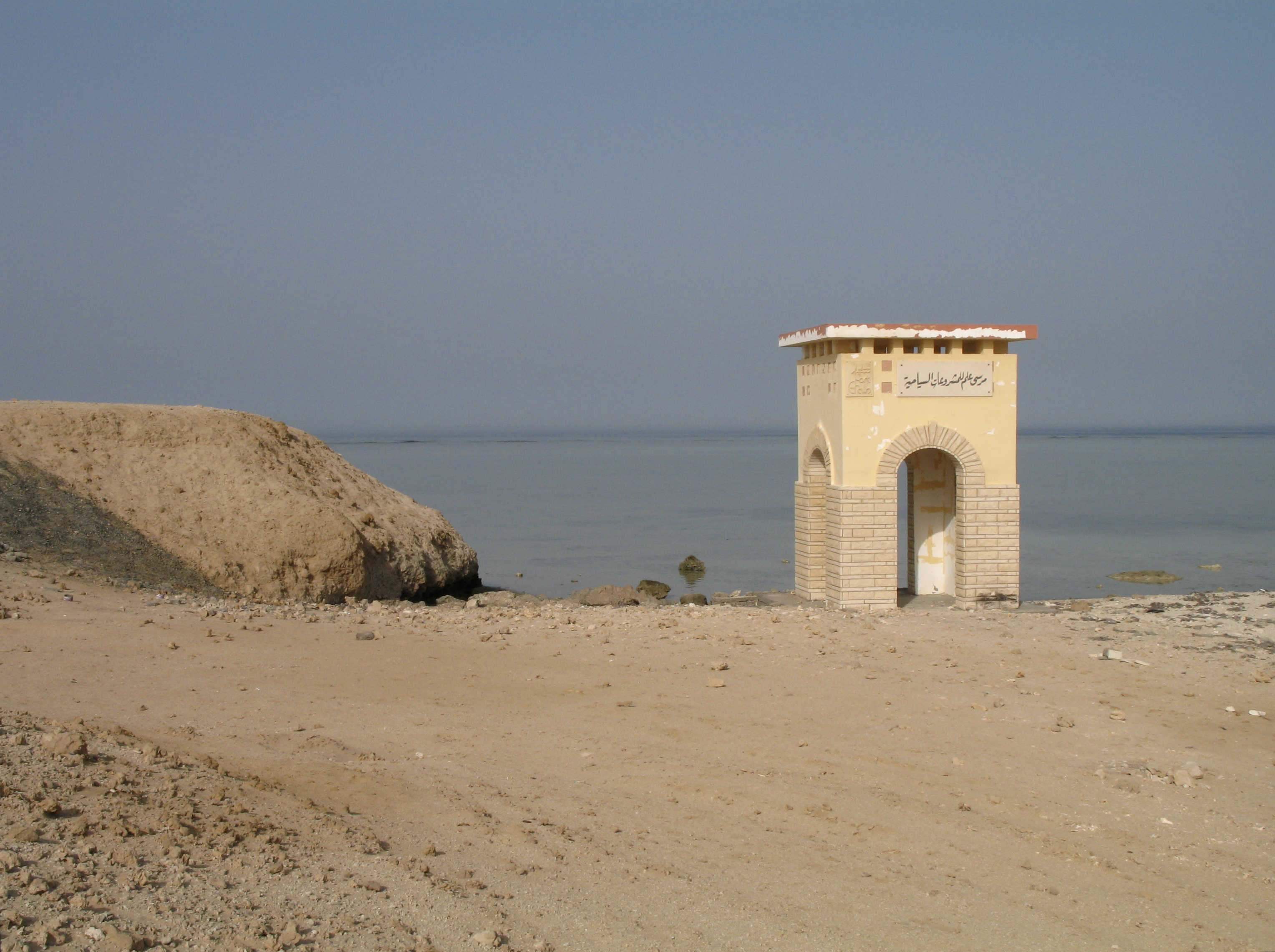